# Liste der Kirchen und Kathedralen in London

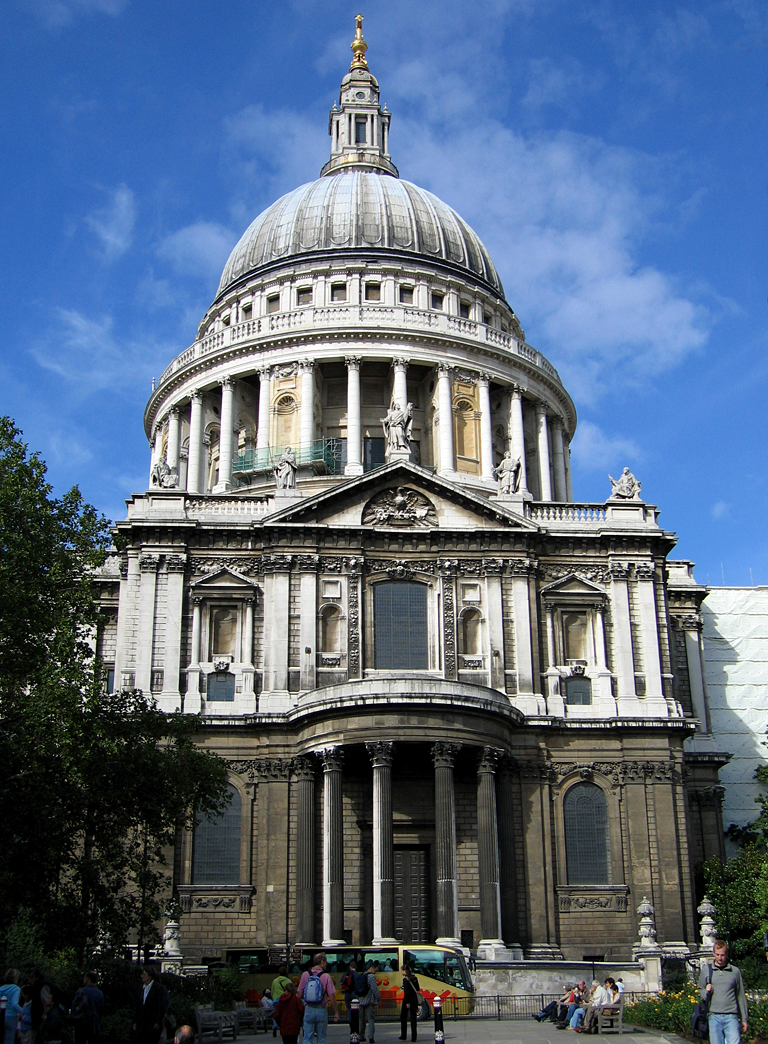
St Paul’s Cathedral von der Südseite

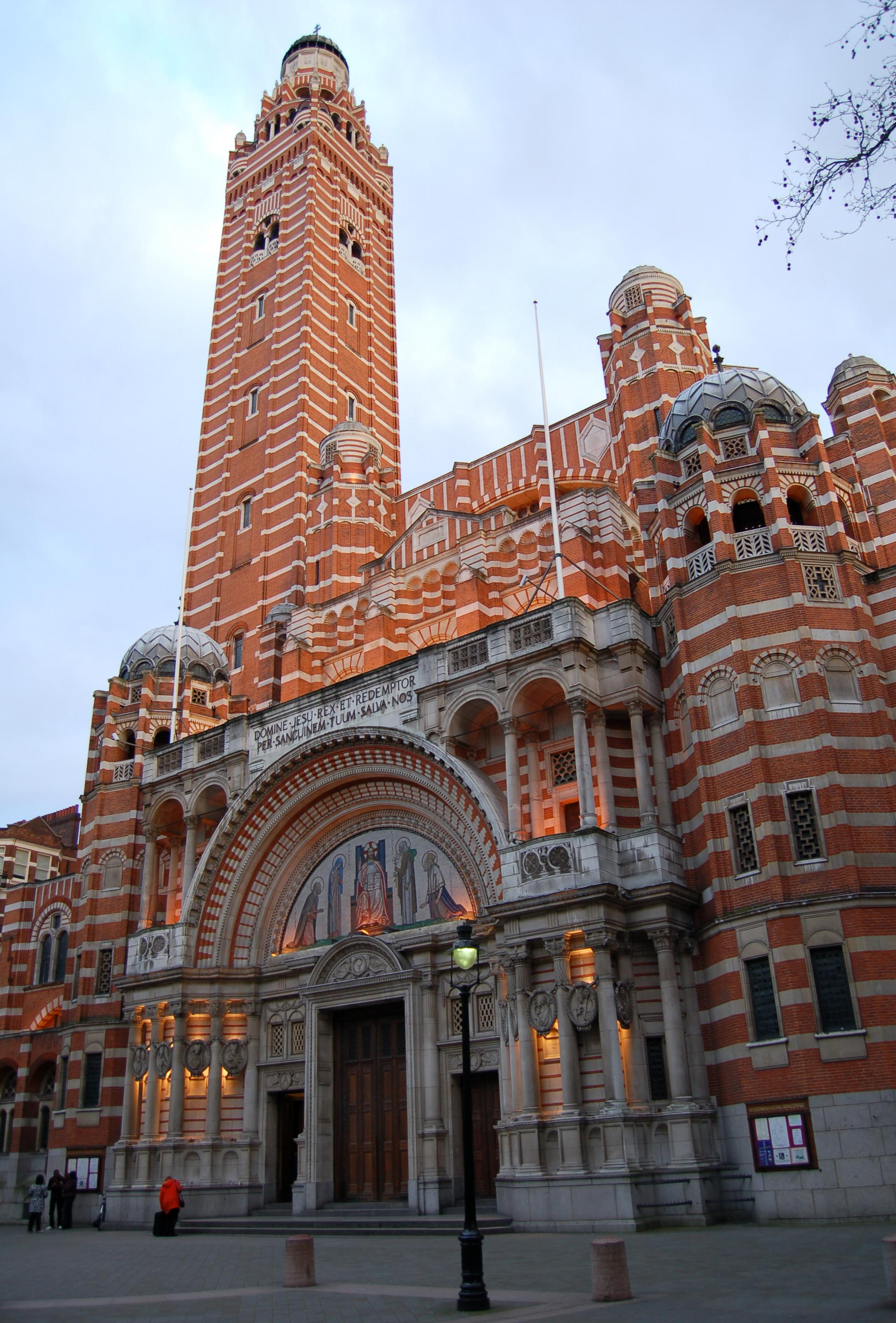
Westminster Cathedral von der Victoria Street

Die Liste der Kirchen und Kathedralen in London nennt Kirchen, Kapellen und Kathedralen in der britischen Hauptstadt.
Sakralbauten gibt es in London in einer Dichte wie nirgendwo sonst in England. Vor dem Großen Brand von London im Jahr 1666 gab es in der City of London, einem Gebiet von etwa zweieinhalb Quadratkilometern, 96 Kirchen. Von diesen wurden bei dem Stadtbrand 86 zerstört, wovon 51 wiederaufgebaut wurden, darunter die St Paul’s Cathedral. Die Mehrheit dieser 51 Kirchen gilt als das Werk von Sir Christopher Wren, doch obwohl der Wiederaufbau primär ihm zugeschrieben wird, ist die Rolle seiner verschiedenen Partner, insbesondere die von Robert Hooke und Nicholas Hawksmoor in der letzten Zeit stärker untersucht worden.
Was die anglikanischen Kirchen betrifft, im Gegensatz zu katholischen Kirchen, nonkonformistischen Kapellen oder Bethäuser, setzten die Entwurfe Wrens und seiner Mitarbeiter einen neuen Standard für den britischen Kirchenbau seitdem, und gaben der Anglikanischen Kirche in London ein eigenes Gesicht. Wren entwarf auch eine Reihe anglikanischer Kirchen außerhalb der City, darunter St James’s, Piccadilly und St Clement Danes. Nach der Ära Wrens war Hawksmoor verantwortlich für den Bau von sechs der großen anglikanischen Kirchenbauten im East End (beispielsweise die Christ Church, Spitalfields), und andere Architekten wie Hooke, James Gibbs und John James trugen signifikant bei zur anglikanischen Kirchenarchitektur in London.

## Metropolitan Area
Die meisten der anglikanischen Kirchen liegen innerhalb der anglikanischen Diözese London im Norden und der Diözese Southwark im Süden, doch fallen aus geschichtlichen Gründen die Kirchen innerhalb von London nördlich der Themse, die östlich des River Lea (Themse) liegen, in die Diözese Chelmsford. Die anglikanischen Kirchen in der Stadtbezirke Bexley und Bromley liegen in der Diözese Rochester. Wenig Anglikanischen Kirchen im Stadtbezirk Barnet liegen in der Diözese St Albans, der historischen Vereinigung von Barnet mit dem Grafschaft Hertfordshire reflektieren.
Die römisch-katholischen Diözesen, die das Gebiet Greater London abdecken sind nördlich der Themse und westlich des River Lea das Erzdiözese Westminster, östlich dieses Flusses und nördlich der Themse die Diözese Brentwood und südlich der Themse die Erzdiözese Southwark. Es gibt noch über zweitausend anglikanische Kirchen in der Hauptstadtregion; sie wurden von mehr als sechshundert verschiedenen Architekten geschaffen.
Obwohl im 19. Jahrhundert durch Abriss und später durch die Bombardierungen des Zweiten Weltkrieges viele Kirchen und Kapellen ganz oder teilweise verloren gingen, sind zahlreiche historische, architektonisch oder religiös bedeutende Bauten erhalten, insbesondere in der City of London und der angrenzenden City of Westminster. Eine Reihe von diesen Kirchen wird in dem Kinderreim Oranges and Lemons aufgezählt.

## Boroughs
Greater London ist in 32 Boroughs und die City of London unterteilt.

### Barking and Dagenham
| Name/Patrozinium           | Lage           | Konfession                                           | Adresse                                                | Website |
| -------------------------- | -------------- | ---------------------------------------------------- | ------------------------------------------------------ | ------- |
| Barking Baptist Church     | Barking        | Baptisten                                            | Linton Road, Barking, Essex IG11 8HG                   | Website |
| Christ Church, Thames View | Barking        | Church of England                                    | Bastable Avenue, Barking, Essex IG11 0NG               | Website |
| Congregational Church      | Dagenham       | kongregational                                       | Osborne Square, Dagenham, Essex                        | -       |
| Hartley Brook Church       | Dagenham       | Church of England                                    | Rosslyn Avenue, Dagenham, Essex RM8                    | -       |
| Heath Park Church          | Dagenham       | Church of England                                    | –                                                      | -       |
| Holy Family                | Dagenham       | Römisch-katholische Kirche                           | Oxlow Lane, Dagenham, Essex RM9 5XJ                    | -       |
| Potter’s House             | Barking        | Pfingstbewegung, Potter’s House Christian Fellowship | –                                                      | -       |
| St Alban                   | Becontree      | Church of England                                    | Vincent Road, Dagenham, Essex RM9                      | -       |
| St Anne                    | Dagenham       | Römisch-katholische Kirche                           | Woodward Road, Dagenham, Essex RM9 4SU                 | -       |
| St Cedd                    | Becontree      | Church of England                                    | 185 Lodge Avenue, Dagenham, Essex RM9                  | Website |
| St Chad                    | Chadwell Heath | Church of England                                    | St Chad’s Road, Chadwell Heath, Romford, Essex RM6 4JB | Website |
| St Elisabeth               | Becontree      | Church of England                                    | Hewett Road, Dagenham, Essex RM8 2XT                   | Website |
| St Erkenwald               | Barking        | Church of England                                    | Levett Road, Barking, Essex IG11 9JZ                   | Website |
| St George                  | Becontree      | Church of England                                    | 86 Rogers Road, Dagenham, Essex RM10 8JX               | Website |
| St John the Divine         | Becontree      | Church of England                                    | Goresbrook Road, Dagenham, Essex RM9                   | -       |
| St Margaret                | Barking        | Church of England                                    | The Broadway, North Street, Barking, Essex IG11 8AS    | Website |
| St Mark                    | Mark’s Gate    | Church of England                                    | –                                                      | -       |
| St Mary                    | Becontree      | Church of England                                    | 191 Valence Wood Road, Dagenham, Essex RM8 3AH         | Website |
| St Mary and St Ethelburga  | Barking        | Römisch-katholische Kirche                           | 41 Linton Road, Barking, Essex IG11 8HG                | -       |
| St Martin                  | Dagenham       | Church of England                                    | Goresbrook Road, Dagenham, Essex RM9                   | -       |
| St Patrick                 | Barking        | Church of England                                    | Blake Avenue, Barking, Essex IG11 9SQ                  | -       |
| St Peter                   | Dagenham       | Römisch-katholische Kirche                           | 52 Goresbrook Road, Dagenham, Essex RM9 6UR            | -       |
| St Peter and St Paul       | Dagenham       | Church of England                                    | Church Lane, Dagenham, Essex RM10 9UL                  | Website |
| St Thomas                  | Becontree      | Church of England                                    | 187 Burnside Road, Dagenham, Essex RM8 2JN             | -       |
| St Thomas More             | Barking        | Römisch-katholische Kirche                           | 514 Longbridge Road, Barking, Essex IG11 9BY           | -       |
| St Vincent                 | Becontree      | Römisch-katholische Kirche                           | Waldegrave Road, Dagenham, Essex RM8 2QB               | -       |
| Tree of Life Church        | Becontree      | überkonfessionell                                    | –                                                      | Website |

### Barnet
| Name/Patrozinium                                                     | Lage                    | Konfession                                                                                  | Adresse                                                  | Website |
| -------------------------------------------------------------------- | ----------------------- | ------------------------------------------------------------------------------------------- | -------------------------------------------------------- | ------- |
| All Saints                                                           | Child’s Hill            | Church of England                                                                           |                                                          |         |
| All Saints                                                           | Fortis Green            | Church of England                                                                           | Durham Road, Muswell Hill                                |         |
| All Saints                                                           | Friern Barnet           | Church of England                                                                           |                                                          |         |
| Annunciation                                                         | Burnt Oak               | Römisch-katholische Kirche                                                                  | 4 Thirleby Road, Edgware, Middlesex HA8 0HQ              | Website |
| Barnet Brookside Methodist Church                                    | East Barnet             | Evangelisch-methodistische Kirche (in ökumenischer Partnerschaft mit der Church of England) |                                                          |         |
| Barnet Underhill Baptist Church                                      | Barnet                  | Baptisten                                                                                   |                                                          |         |
| Chesterfield Road United Reformed Church                             | Barnet                  | United Reformed Church                                                                      |                                                          |         |
| Christ Church                                                        | Chipping Barnet         | Church of England                                                                           |                                                          |         |
| Christ Church                                                        | Hendon                  | Church of England                                                                           |                                                          |         |
| Christ Church                                                        | Little Heath, Barnet    | Church of England                                                                           |                                                          |         |
| Christ Church                                                        | North Finchley          | Church of England                                                                           |                                                          |         |
| East Barnet Baptist Church                                           | East Barnet             | Baptisten                                                                                   |                                                          |         |
| East Finchley Cemetery Chapel                                        | East Finchley           | überkonfessionell                                                                           |                                                          |         |
| Finchley Baptist Church                                              | Finchley Church End     | Baptisten                                                                                   |                                                          |         |
| Friends Meeting House                                                | Finchley                | Quäker                                                                                      |                                                          |         |
| Friends Meeting House                                                | Hampstead Garden Suburb | Quäker                                                                                      | North Square, London NW11                                |         |
| Friends Meeting House                                                | New Barnet              | Quäker                                                                                      |                                                          |         |
| Golders Green Parish Church                                          | Golders Green           | Church of England                                                                           |                                                          |         |
| Golders Green Unitarians                                             | Golders Green           | Unitarier                                                                                   | 31 1/2 Hoop Lane, Golders Green, London NW11 8BS         |         |
| Hampstead Garden Suburb Free Church                                  | Hampstead Garden Suburb | ökumenische Partnerschaft, darunter United Reformed Church und Baptist Union                | Central Square, Hampstead Garden Suburb, London NW11 7AG |         |
| Holy Cross & St Michael                                              | Golders Green           | Griechisch-orthodoxe Kirche                                                                 | Golders Green Road, London NW11 8DA                      | Website |
| Holy Trinity                                                         | East Finchley           | Church of England                                                                           |                                                          |         |
| Holy Trinity                                                         | New Barnet              | Church of England                                                                           | Lyonsdown Road                                           |         |
| John Keble Church                                                    | Mill Hill               | Church of England                                                                           |                                                          |         |
| Mary the Immaculate and St Gregory the Great                         | Barnet                  | Römisch-katholische Kirche                                                                  | 82 Union Street, Barnet, Hertfordshire EN5 4HZ           | Website |
| Mary Immaculate and St Peter                                         | New Barnet              | Römisch-katholische Kirche                                                                  | 63 Somerset Road, New Barnet, Hertfordshire EN5 1RF      | Website |
| Mill Hill East Baptist Church                                        | Mill Hill East          | Baptisten                                                                                   |                                                          |         |
| Mill Hill United Reformed Church                                     | Mill Hill               | United Reformed Church                                                                      | –                                                        | -       |
| New Bevan Baptist Church                                             | Barnet                  | Baptisten                                                                                   |                                                          |         |
| Our Lady of Dolours                                                  | Hendon                  | Römisch-katholische Kirche                                                                  | 4 Egerton Gardens, London NW4 4BA                        | Website |
| Sacred Heart and Mary Immaculate                                     | Mill Hill               | Römisch-katholische Kirche (betreut von den Lazaristen)                                     | 2 Flower Lane, London NW7 2JB                            | Website |
| St Agnes                                                             | Cricklewood             | Römisch-katholische Kirche                                                                  | 35 Cricklewood Lane, London NW2 1HR                      | Website |
| St Alban                                                             | North Finchley          | Römisch-katholische Kirche                                                                  | 51 Nether Street, London N12 7NN                         | Website |
| St Alphage                                                           | Burnt Oak               | Church of England                                                                           |                                                          |         |
| St Andrew                                                            | Burnt Oak               | Church of England                                                                           |                                                          |         |
| St Andrew                                                            | Totteridge              | Church of England                                                                           |                                                          |         |
| St Anthony of Padua                                                  | Edgware                 | Römisch-katholische Kirche                                                                  | 5 Garratt Road, Edgware, Middlesex HA8 9AN               | Website |
| St Augustine                                                         | Grahame Park            | Church of England                                                                           |                                                          |         |
| St Barnabas                                                          | Woodside Park           | Church of England                                                                           |                                                          |         |
| St Catherine                                                         | Whetstone               | Griechisch-orthodoxe Kirche                                                                 | Friern Barnet Lane, London N20                           |         |
| St Cyril of Turau and All the Patron Saints of the Belarusian People | Woodside Park           | Belarussische Griechisch-Katholische Kirche                                                 |                                                          | Website |
| St Edward the Confessor                                              | Golders Green           | Römisch-katholische Kirche                                                                  | 700 Finchley Road, London NW11 7NE                       | Website |
| St James                                                             | New Barnet              | Church of England                                                                           |                                                          |         |
| St James the Great                                                   | Friern Barnet           | Church of England                                                                           |                                                          |         |
| St John                                                              | Hendon                  | Church of England                                                                           |                                                          |         |
| St John                                                              | New Barnet              | United Reformed Church                                                                      | –                                                        | -       |
| St John the Apostle                                                  | Whetstone               | Church of England                                                                           |                                                          |         |
| St John the Baptist                                                  | Chipping Barnet         | Church of England                                                                           |                                                          |         |
| St John the Evangelist                                               | Friern Barnet           | Church of England                                                                           |                                                          |         |
| St Jude                                                              | Hendon                  | Church of England                                                                           |                                                          |         |
| St Jude-on-the-Hill                                                  | Hampstead Garden Suburb | Church of England                                                                           |                                                          | Website |
| St Mark                                                              | Barnet                  | Church of England                                                                           |                                                          |         |
| St Margaret                                                          | Edgware                 | Church of England                                                                           |                                                          |         |
| St Margaret                                                          | Finchley                | United Reformed Church                                                                      |                                                          |         |
| St Margaret Clitherow                                                | Grahame Park            | Römisch-katholische Kirche                                                                  | Everglade Strand, London NW9 5PX                         | Website |
| St Mary                                                              | East Finchley           | Römisch-katholische Kirche                                                                  | 279 High Road East Finchley, London N2 8HG               | Website |
| St Mary                                                              | Finchley                | Church of England                                                                           |                                                          |         |
| St Mary                                                              | Hendon                  | Church of England                                                                           |                                                          |         |
| St Mary Magdalene                                                    | Whetstone               | Römisch-katholische Kirche                                                                  | 6 Athenaeum Road, London N20 9AE                         | Website |
| St Mary the Virgin                                                   | East Barnet             | Church of England                                                                           | Church Hill Road, East Barnet, EN4 8XD                   | Website |
| St Mary the Virgin                                                   | Monken Hadley           | Church of England                                                                           |                                                          |         |
| St Mary the Virgin                                                   | East Barnet             | Church of England                                                                           |                                                          |         |
| St Mary & Archangel Michael                                          | Golders Green           | Britisch-Orthodoxe Kirche                                                                   |                                                          |         |
| St Matthias                                                          | Colindale               | Church of England                                                                           |                                                          |         |
| St Matthias                                                          | Edgware                 | Römisch-katholische Kirche                                                                  | 194 Broadfields Avenue, Edgware, Middlesex HA8 8TF       | Website |
| St Michael                                                           | Mill Hill               | Church of England                                                                           |                                                          |         |
| St Patrick                                                           | West Hendon             | Römisch-katholische Kirche                                                                  | 167 The Broadway, London NW9 7EB                         | Website |
| St Paul                                                              | Edgware                 | Church of England                                                                           |                                                          |         |
| St Paul                                                              | Finchley                | Church of England                                                                           |                                                          |         |
| St Paul                                                              | New Southgate           | Church of England                                                                           |                                                          |         |
| St Paul                                                              | Mill Hill               | Church of England                                                                           |                                                          |         |
| St Peter                                                             | Arkley                  | Church of England                                                                           |                                                          |         |
| St Peter                                                             | Cricklewood             | Church of England                                                                           |                                                          |         |
| St Peter                                                             | Edgware                 | Church of England                                                                           |                                                          |         |
| St Peter-le-Poer                                                     | Friern Barnet           | Church of England                                                                           |                                                          |         |
| St Philip the Apostle                                                | Finchley Church End     | Römisch-katholische Kirche                                                                  | Gravel Hill, London N3 3RJ                               | Website |
| St Stephen                                                           | Barnet                  | Church of England                                                                           |                                                          |         |
| the-church-in-a-house                                                | New Barnet              | Christadelphian                                                                             | 51 Station Road EN5 1PR                                  | Website |
| The Hyde United Reformed Church                                      | Colindale               | United Reformed Church                                                                      |                                                          |         |
| Totteridge Union                                                     | Totteridge              | United Reformed Church                                                                      |                                                          |         |
| Trinity Baptist Church                                               | North Finchley          | Baptisten                                                                                   |                                                          |         |
| Trinity United Reformed Church                                       | Golders Green           | United Reformed Church                                                                      |                                                          |         |
| Trinity United Reformed Church                                       | North Finchley          | United Reformed Church                                                                      | –                                                        | -       |
| Barnet United Reformed Church                                        | Barnet                  | United Reformed Church                                                                      |                                                          | Website |

### Bexley
| Name/Patrozinium                            | Lage        | Konfession                                                                 | Adresse                                       | Website |
| ------------------------------------------- | ----------- | -------------------------------------------------------------------------- | --------------------------------------------- | ------- |
| Albany Park Baptist Church                  | Albany Park | Baptisten                                                                  | –                                             | -       |
| All Saints                                  | Foots Cray  | Church of England                                                          | –                                             | -       |
| Avery Hill Christian Fellowship             | Sidcup      | Evangelikale Kirche, Ichthus Christian Fellowship                          | –                                             | Website |
| Baldwyns Baptist Church                     | Bexley      | Baptisten                                                                  | –                                             | -       |
| Barnehurst Methodist Church                 | Barnehurst  | Methodisten                                                                | –                                             | -       |
| Bethany Gospel Hall                         | Bexleyheath | überkonfessionell                                                          | –                                             | -       |
| Bexleyheath Community Church                | Bexleyheath | Charismatische Bewegung, Newfrontiers                                      | –                                             | Website |
| Bexleyheath Methodist Church                | Bexleyheath | Methodisten                                                                | –                                             | -       |
| Bishop Ridley Church                        | Falconwood  | Church of England                                                          | –                                             | Website |
| Christ Church                               | Sidcup      | Church of England                                                          | –                                             | -       |
| Christ the Saviour                          | Welling     | Griechisch-orthodoxe                                                       | Upper Wickham Lane, Welling, Kent DA16 3PR    | -       |
| Christadelphian Hall                        | Erith       | Christadelphian                                                            | 6 Lesney Park Road DA8 3DG                    | -       |
| Christchurch                                | Bexleyheath | Church of England                                                          | –                                             | -       |
| Church of Jesus Christ of Latter-day Saints | Welling     | Kirche Jesu Christi der Heiligen der Letzten Tage                          | –                                             | -       |
| Church of the Cross                         | Thamesmead  | United Reformed Church                                                     | –                                             | -       |
| Days Lane Baptist Church                    | Blackfen    | Baptisten                                                                  | –                                             | -       |
| Emmanuel Methodist Church                   | Sidcup      | Methodisten                                                                | –                                             | -       |
| Foots Cray Baptist Church                   | Footscray   | Baptisten                                                                  | –                                             | -       |
| Holy Redeemer                               | Sidcup      | Church of England                                                          | –                                             | -       |
| Holy Trinity                                | Sidcup      | Church of England                                                          | –                                             | -       |
| New Community Church                        | Sidcup      | Evangelikale Kirche, Newfrontiers                                          | –                                             | Website |
| New Generation Church                       | Sidcup      | Charismatische Bewegung                                                    | –                                             | Website |
| Our Lady of the Angels Church and Friary    | Erith       | Römisch-katholische Kirche (durch den Orden der Minderen Brüder Kapuziner) | Carlton Road, Erith, Kent DA8 1DN             | Website |
| Our Lady of the Rosary                      | Blackfen    | Römisch-katholische Kirche                                                 | 330a Burnt Oak Lane, Sidcup, Kent DA15 8LW    | Website |
| Pantillies Methodist Church                 | Bexleyheath | Methodisten                                                                | –                                             | -       |
| St Andrew                                   | Sidcup      | Church of England                                                          | –                                             | Website |
| St Augustine of Canterbury                  | Belvedere   | Church of England                                                          | –                                             | Website |
| St James                                    | North Cray  | Church of England                                                          | –                                             | -       |
| St James the Great                          | Blendon     | Church of England                                                          | –                                             | -       |
| St John Fisher                              | Bexley      | Römisch-katholische Kirche                                                 | 48 Thanet Road, Bexley, Kent DA5 1AP          |         |
| St John Fisher                              | Thamesmead  | Römisch-katholische Kirche                                                 | Kale Road, Erith, Kent DA18 4BA               | -       |
| St John the Baptist                         | Erith       | Church of England                                                          | –                                             | -       |
| St John the Evangelist                      | Sidcup      | Church of England                                                          | –                                             | -       |
| St John the Evangelist                      | Welling     | Church of England                                                          | –                                             | -       |
| St John Vianney                             | Bexleyheath | Römisch-katholische Kirche                                                 | 21 Heathfield Road, Bexleyheath, Kent DA6 8NP | Website |
| St Lawrence of Canterbury                   | Sidcup      | Römisch-katholische Kirche (durch die Maristenpatres)                      | 1 Hamilton Road, Sidcup, Kent DA15 7HB        | -       |
| St Martin                                   | Bexleyheath | Church of England                                                          | –                                             | -       |
| St Martin                                   | Barnehurst  | Church of England                                                          | –                                             | -       |
| St Mary                                     | Welling     | Church of England                                                          | –                                             | -       |
| St Mary of the Crays                        | Crayford    | Römisch-katholische Kirche                                                 | 111 Old Road, Crayford, Kent DA1 4DN          | Website |
| St Michael                                  | Welling     | Church of England                                                          | –                                             | -       |
| St Peter                                    | Bexleyheath | Church of England                                                          | –                                             | -       |
| St Stephen                                  | Welling     | Römisch-katholische Kirche                                                 | 26 Deepdene Road, Welling, Kent DA16 3QL      | Website |
| St Thomas More                              | Bexleyheath | Römisch-katholische Kirche                                                 | 420 Long Lane, Bexleyheath, Kent DA7 5JW      | Website |
| Salvation Army                              | Welling     | Heilsarmee                                                                 | –                                             | -       |
| Sidcup Baptist Church                       | Sidcup      | Baptisten                                                                  | –                                             | -       |
| Welling Gospel Chapel                       | Welling     | überkonfessionell                                                          | Station Approach east, Welling, DA16 3AT      | -       |
| Welling Methodist Church                    | Welling     | Methodisten                                                                | –                                             | -       |
| Welling United Redormed Church              | Welling     | United Reformed Church                                                     | –                                             | -       |
| Wellspring Pentecostal Church               | Welling     | Pfingstbewegung, Assemblies of God                                         | –                                             | Website |

### Brent
| Name/Patrozinium                               | Lage             | Konfession                                                                               | Adresse                                                                                  | Website |
| ---------------------------------------------- | ---------------- | ---------------------------------------------------------------------------------------- | ---------------------------------------------------------------------------------------- | ------- |
| African Methodist Episcopal Church             | Kensal Rise      | African Methodist Episcopal Church                                                       | Chamberlayne Rd, London, NW10 3NT                                                        |         |
| All Saints                                     | Kenton           | Römisch-katholische Kirche                                                               | 531 Kenton Road, Harrow, Middlesex HA3 0UL                                               | Website |
| Alpha and Omega Christian Fellowship           | Kingsbury        | Pfingstbewegung                                                                          | Princes Avenue, London, NW9 9JL                                                          | Website |
| Annunciation                                   | Wembley          | Church of England                                                                        | Windermere Avenue, Wembley, Middlesex HA9 8QT                                            |         |
| Apostles’ Continuation Church International    | Wembley          | Pfingstbewegung                                                                          | Woodgrange Avenue, Kenton, Harrow, Middlesex HA3 0XF                                     | Website |
| Ascension                                      | Wembley          | Church of England                                                                        | The Avenue, Wembley, Middlesex HA9 9QL                                                   |         |
| Beulah Apostolic Church                        | Old Oak Common   | Pfingstbewegung,                                                                         | Church Rd, London, NW10 9PX                                                              |         |
| Calvary Church of God                          | Kensal Green     | Pfingstbewegung, Gemeinde Gottes                                                         | Christ Spring Hall, Greyhound Rd, London, NW10 5QH                                       |         |
| Charismatic Renewal Ministries                 | Neasden          | Evangelikale Kirche, Pfingstbewegung                                                     | Dephna House, 119, Neasden Lane, London, NW10 1PH                                        | Website |
| Christ Apostolic Church (Mount Joy)            | Brondesbury      | Pfingstbewegung                                                                          | Kassinga House, 37-41, Winchelsea Rd, London, NW10 8UN                                   |         |
| Church of God Evangelism                       | Harlesden        | Pfingstbewegung                                                                          | Acton Lane, London, NW10 8UT                                                             | Website |
| Church of God in Wembley                       | Wembley          | Gemeinde Gottes                                                                          | Cedar Hall, Station Grove, Wembley HA0 4AR, UK                                           | Website |
| Church of Jesus Christ of Latter-day Saints    | Wembley          | Kirche Jesu Christi der Heiligen der Letzten Tage                                        | 42-46, Wembley Park Drive, Wembley, Middlesex HA9 8HA                                    |         |
| Church on the High Road                        | Willesden        | Pfingstbewegung                                                                          | 332-334, High Rd, London, NW10 2EN                                                       |         |
| Ealing Road Gospel Hall                        | Wembley          | überkonfessionell                                                                        |                                                                                          |         |
| Ealing Road Methodist Church                   | Wembley          | Methodisten                                                                              | Ealing Rd, Wembley, Middlesex HA0 4BN                                                    |         |
| Elim Community Church Centre                   | Harlesden        | Pfingstbewegung                                                                          | 9, Gifford Rd, London, NW10 9ED                                                          |         |
| English Martyrs                                | Wembley Park     | Römisch-katholische Kirche (durch den Orden der Augustiner-Rekollekten)                  | Chalkhill Road, Wembley, Middlesex HA9 9EW                                               | Website |
| Five Precious Wounds                           | Stonebridge Park | Römisch-katholische Kirche                                                               | Brentfield Road, London NW10 8ER                                                         | Website |
| French Christian Community Bethel              | Harlesden        | Pfingstbewegung                                                                          | Design Works, Park Parade, London, NW10 4HT                                              |         |
| Harlesden Church of God (Seventh Day)          | Harlesden        | Adventisten, Gemeinde Gottes des siebenten Tages                                         | 9, Station Rd, Harlesden, London, NW10 4UJ                                               |         |
| Harlesden Methodist Church                     | Harlesden        | Methodisten                                                                              | 25 High Street, Harlesden, London NW10 4NE                                               | Website |
| Harlesden Moravian Church                      | Harlesden        | Herrnhuter Brüdergemeine                                                                 | United Reformed and Moravian Church, Nicoll Road, London NW10 9AX                        | Website |
| Harvest Church                                 | Wembley          | Pfingstbewegung                                                                          | 40-43 North End Road, Wembley HA9 0AT                                                    | Website |
| Holy Innocents                                 | Kingsbury        | Church of England                                                                        | Kingsbury Rd, London, NW9 0AY                                                            |         |
| House on the Rock                              | Wembley          | Pfingstbewegung                                                                          | Trinity House, Heather Park Drive, Wembley, Middlesex HA0 1SU                            | Website |
| Immaculate Heart of Mary                       | West Kilburn     | Römisch-katholische Kirche (durch den Orden der Oblaten der Unbefleckten Jungfrau Maria) | 1 Stafford Rd, London NW6 5RS                                                            | Website |
| Kensal Rise Baptist Church                     | Kensal Rise      | Baptisten                                                                                | Buller Rd, London, NW10 5BS                                                              |         |
| Kingsbury Free Church                          | Kingsbury        | Baptisten                                                                                | Slough Lane, Kingsbury, London, NW9 8QG                                                  |         |
| Lindsay Park Baptist Church                    | Preston, Wembley | Baptisten                                                                                | 61, Regal Way, Harrow, Middlesex HA3 0SA                                                 | Website |
| Miracle Signs and Wonders Ministries           | Kingsbury        | Pfingstbewegung                                                                          | 470, Church Lane, London, NW9 8UA                                                        |         |
| New Life Christian Centre                      | Wembley          | Pfingstbewegung, Assemblies of God                                                       | Technology House, New Bridge Park Complex, Brentfield (Harrow Road), London, UK NW10 0RJ | Website |
| New Life Tokyngton Church                      | Tokyngton        | unbekannt                                                                                | Saint Michaels Avenue, Wembley, Middlesex HA9 6SA                                        |         |
| New Testament Church of God                    | Willesden        | Pfingstbewegung, New Testament Church of God                                             | 179, High Rd, Willesden, London, NW10 2SD                                                |         |
| Oasis Church                                   | Neasden          | unbekannt                                                                                | 27, Norval Rd, Wembley, Middlesex HA0 3TD                                                |         |
| Our Lady of Willesden                          | Willesden        | Römisch-katholische Kirche                                                               | Nicoll Rd, London NW10 9AX                                                               | Website |
| Queensbury Methodist Church                    | Queensbury       | Methodisten                                                                              | Beverley Drive, Edgware, Middlesex HA8 5ND                                               |         |
| Redeemed Christian Church of God Majesty Court | Wembley          | Pfingstbewegung, Redeemed Christian Church of God                                        |                                                                                          | Website |
| Salvation Army                                 | Harlesden        | Heilsarmee                                                                               | Manor Park Rd, London, NW10 4JJ                                                          |         |
| Salvation Army                                 | Kilburn          | Heilsarmee                                                                               | 55 Chichester Rd, London NW6 5QW                                                         |         |
| Seventh Day Adventist Church                   | Wembley          | Siebenten-Tags-Adventisten                                                               | 217 East Lane, Wembley, Middlesex HA0 3NG                                                |         |
| St Andrew                                      | Sudbury          | Church of England                                                                        | 956 Harrow Rd, Wembley, Middlesex HA0 2QA                                                |         |
| St Andrew                                      | Wembley          | Church of England                                                                        | St. Andrew’s Vicarage, Old Church Lane, London NW9 8RZ                                   |         |
| St Anne & St Andrew                            | Brondesbury      | United Reformed Church                                                                   | 125 Salusbury Rd, London NW6 6RG                                                         |         |
| St Catherine with St Paul                      | Neasden          | Church of England                                                                        | St. Catherines Vicarage, Tanfield Avenue, London, NW2 7RX                                |         |
| St Cuthbert                                    | North Wembley    | Church of England                                                                        | 214 Carlton Avenue West, Wembley, Middlesex, HA0 3QY                                     | Website |
| St Erconwald                                   | Wembley          | Römisch-katholische Kirche                                                               | 112 Carlton Avenue East, Wembley, Middlesex HA9 8NB                                      | Website |
| St Gabriel                                     | Cricklewood      | Church of England, New Wine                                                              | Walm Lane, London, NW2 4RX                                                               | Website |
| St George                                      | Sudbury          | Römisch-katholische Kirche                                                               | 970 Harrow Rd, Wembley, Middlesex HA0 2QE                                                | Website |
| St James                                       | Alperton         | Church of England                                                                        | St.James Church Centre, Stanley Avenue, Alperton, Wembley, HA0 4JB                       | Website |
| St John the Evangelist                         | Wembley          | Church of England                                                                        | Crawford Avenue, Wembley, Middlesex HA0 2HX                                              | Website |
| St Joseph                                      | Wembley          | Römisch-katholische Kirche (durch die Carmelites of Mary Immaculate)                     | 339 High Road, Wembley, Middlesex HA9 6AG                                                | Website |
| St Margaret & St George                        | Harlesden        | United Reformed Church                                                                   |                                                                                          |         |
| St Mark                                        | Kensal Rise      | Church of England                                                                        | Bathurst Gardens, London, NW10 5HX                                                       | Website |
| St Mary                                        | Willesden        | Church of England                                                                        | St Marys Vicarage, 18, Neasden Lane, Willesden, London, NW10 2TS                         |         |
| St Mary & St Andrew                            | Dollis Hill      | Römisch-katholische Kirche                                                               | 216 Dollis Hill Lane, London, NW2 6HE                                                    | Website |
| St Mary Magdalene                              | Willesden Green  | Römisch-katholische Kirche                                                               | Peter Avenue, London, NW10 2DD                                                           | Website |
| St Michael                                     | Tokyngton        | Church of England                                                                        | St. Michaels Avenue, Wembley, Middlesex HA9 6SL                                          |         |
| St Michael & All Angels                        | Willesden        | Church of England                                                                        | Hillside, London, NW10 8LB                                                               |         |
| St Patrick                                     | Neasden          | Römisch-katholische Kirche                                                               | Hardie Close, London NW10 0UH                                                            | Website |
| St Sebastian & St Pancras                      | Kingsbury Green  | Römisch-katholische Kirche                                                               | 22 Hay Lane, London NW9 0NG                                                              | Website |
| Spirit of Jesus Church in the UK               | Kingsbury        | Pfingstbewegung, Spirit of Jesus Church                                                  | 27, Valley Drive, London, NW9 9NJ                                                        |         |
| Sudbury Baptist Church                         | Sudbury          | Baptisten                                                                                | District Rd, Wembley, Middlesex HA0 2LD                                                  |         |
| Sudbury Methodist Church                       | Sudbury          | Methodisten                                                                              | 809, Harrow Rd, Wembley, Middlesex HA0 2LP                                               |         |
| Transfiguration                                | Kensal Rise      | Römisch-katholische Kirche                                                               | 1 Wrentham Avenue, London NW10 3HT                                                       | Website |
| True Vine Pentecostal Church                   | Kilburn          | Pfingstbewegung                                                                          | Oxford Kilburn Club, 45, Denmark Rd, London, NW6 5BP                                     |         |
| Universal Church of the Kingdom of God         | Willesden        | Pfingstbewegung, Universalkirche des Königreichs Gottes                                  | 17, Heathfield Park, London, NW2 5JE                                                     |         |
| Uxendon Gospel Hall                            | Preston, Wembley | überkonfessionell                                                                        |                                                                                          |         |
| Wembley Christian Centre                       | Wembley          | Pfingstbewegung                                                                          | 21, Bridge Rd, Wembley, Middlesex HA9 9AB                                                | Website |
| Wembley Church of Christ                       | Wembley          | Churches of Christ                                                                       | 92, Barnhill Rd, Wembley, Middlesex HA9 9BS                                              | Website |
| West Kilburn Baptist Church                    | West Kilburn     | Baptisten                                                                                | Carlton Vale, London, NW6 5BP                                                            |         |

### Bromley
| Name/Patrozinium                            | Lage             | Konfession                                                  | Adresse                                                      | Source                    |
| ------------------------------------------- | ---------------- | ----------------------------------------------------------- | ------------------------------------------------------------ | ------------------------- |
| All Saints                                  | Orpington        | Church of England                                           | Bark Hart Road, Orpington BR6 0QD                            | Website                   |
| All Souls                                   | Pratts Bottom    | Church of England                                           | 9 Ringwood Avenue, Pratts Bottom, Orpington BR6 7SY          | Website                   |
| Anerley Methodist Church                    | Anerley          | Methodisten                                                 | Oakfield Road, Anerley, SE20 8QA                             | Website                   |
| Annunciation                                | Chislehurst      | Church of England                                           | High Street, Chislehurst BR7 5AQ                             | Church of England Website |
| Beckenham Baptist Church                    | Beckenham        | Baptisten                                                   | Elm Road, Beckenham BR3 4JB                                  | Website                   |
| Beckenham Methodist Church                  | Beckenham        | Methodisten                                                 | Bromley Road, Beckenham BR3 5JE                              | Website                   |
| Bromley Baptist Church                      | Bromley          | Baptisten                                                   | Park Road, Bromley, BR1 3HJ                                  | Website                   |
| Bromley Christian Centre (BCC)              | Bromley          | Evangelikale Kirche                                         | 2 Masons Hill, Bromley BR2 9HA                               | Website                   |
| Bromley Common Methodist Church             | Bromley Common   | Methodisten                                                 | Bloomfield Road, Bromley BR2 9RZ                             | Website                   |
| Bromley Methodist Church                    | Bromley          | Methodisten                                                 | College Road, Bromley BR1 3NS                                | Website                   |
| Bromley Parish Church                       | Bromley          | Church of England                                           | Church Road, Bromley BR2 8EG                                 | Website                   |
| Bromley United Reformed Church              | Bromley          | United Reformed Church                                      | 20 Widmore Road, Bromley BR1 1RY                             | Website                   |
| Bromley Vineyard Church                     | Bromley          | Vineyard                                                    | Bromley BR                                                   | Website                   |
| Brook Lane Community Church                 | Downham          | Evangelikale Kirche, Evangelikale Allianz                   | 27-29 Brook Lane, Downham, Bromley BR1 4PX                   | Website                   |
| Chislehurst Baptist Church                  | Chislehurst      | Baptisten                                                   | Mead Road, Chislehurst BR7 6BJ                               | FindAChurch               |
| Chislehurst Methodist Church                | Chislehurst      | Methodisten                                                 | Prince Imperial Road, Chislehurst BR7 5LX                    | Website+                  |
| Christ Church                               | Beckenham        | Church of England                                           | Fairfield Road, Beckenham BR3 3LD                            | Website                   |
| Christ Church                               | Bromley          | Church of England                                           | Highland Road, Bromley BR4 1AA                               | Website                   |
| Christ Church                               | Chislehurst      | Church of England                                           | 40 Lubbock Road, Chislehurst BR7 5JX                         | Website                   |
| Christ Church                               | Penge            | Church of England                                           | 197 Anerley Road, Penge SE20 8ER                             | Website                   |
| Christ Church                               | Petts Wood       | United Reformed Church                                      | Tudor Way, Orpington BR5 1LH                                 | Website                   |
| Christ Leadership Church Int’l              | Neasden          | Charismatic                                                 | The Grancce, Neasden Lane, London NW10 1QB                   |                           |
| Christ Lutheran Church                      | Petts Wood       | Evangelisch-lutherische Kirche                              | 227 Poverest Road, Petts Wood, Orpington BR5 1RD             | Website                   |
| Church of Jesus Christ of Latter-day Saints | Crystal Palace   | Kirche Jesu Christi der Heiligen der Letzten Tage           |                                                              |                           |
| Church of Unity                             | Orpington        | Church of England, Methodisten                              | Rye Crescent, Orpington BR5 4NH                              | Website                   |
| Citygate Church                             | Beckenham        | Evangelikale Kirche, Christian Outreach Centre              | 22 Rectory Road, Beckenham BR3 1AA                           | Website                   |
| Clock House Methodist Church                | Beckenham        | Methodisten                                                 | Clock House Road, Beckenham BR3 4JP                          | Website                   |
| Coney Hill Baptist Church                   | Coney Hill       | Baptisten                                                   | Coney Hill Road, West Wickham, Kent, BR4 9BU                 | Website                   |
| Cornerstone Christian Centre                | Bromley          | Evangelikale Kirche                                         | 21a The Mall, Bromley BR1 1TR                                | Website                   |
| Crofton Baptist Church                      | Orpington        | Baptisten                                                   | Crofton Lane, Orpington BR5 1HD                              | Website                   |
| Elmstead Baptist Church                     | Chislehurst      | Baptisten                                                   | Elmstead Lane, Chislehurst, Kent BR7 5EL                     | FindAChurch               |
| Emmanuel United Reformed Church             | West Wickham     | United Reformed Church                                      | The Grove, West Wickham BR4 9JS                              | Website                   |
| First Church of Christ, Scientist           | Bromley          | Christian Science                                           | 54B Widmore Road, Bromley BR1 3BD                            | British Listed Buildings  |
| Friends Meeting House                       | Bromley          | Quäker                                                      | Ravensbourne Road, Bromley BR1 1HN                           |                           |
| Friends Meeting House                       | Petts Wood       | Quäker                                                      |                                                              |                           |
| Fullness of Christ Ministries               | Orpington        | unbekannt                                                   | Mountfield Community Centre, Sandway Road, Orpington BR5 4BD | Website                   |
| Giggs Hill Church                           | St Paul’s Cray   | United Reformed Church                                      | Giggs Hill, St Paul’s Cray, Orpington, Kent BR5 2SA          | Website                   |
| Hawes Lane Methodist Church                 | West Wickham     | Methodisten                                                 | Hawes Lane, West Wickham BR4 9AA                             | Website                   |
| Hayes Free Church                           | Hayes            | United Reformed Church                                      | 111 Pickhurst Lane, Hayes BR2 7HU                            | Website                   |
| Hayes Lane Baptist Church                   | Bromley          | Baptisten                                                   | Hayes Lane, Bromley BR2 9EA                                  | Website                   |
| Holy Ghost Fathers Chapel                   | Bickley          | Römisch-katholische Kirche (durch den Orden der Spiritaner) | 6 Woodlands Road, Bromley, Kent BR1 2AF                      | -                         |
| Holy Innocents                              | Orpington        | Römisch-katholische Kirche                                  | Strickland Way, Orpington BR6 9UE                            | Website                   |
| Holy Trinity                                | Penge            | Church of England                                           | 66 Lennard Road, Penge, London SE20 7LX                      | Website                   |
| Our Lady of the Crays                       | St Mary Cray     | Römisch-katholische Kirche                                  | 312 High Street, St Mary Cray, Orpington, Kent BR5 4AR       | Website                   |
| Our Lady of the Rosary                      | Hayes            | Römisch-katholische Kirche                                  | West Common Road, Bromley, Kent BR2 7BX                      | -                         |
| Poverest Road Baptist Church                | Orpington        | Baptisten                                                   |                                                              |                           |
| St Anthony of Padua                         | Anerley          | Römisch-katholische Kirche                                  | 2 Genoa Road, London SE20 8ES                                | Website                   |
| St Edmund of Canterbury                     | Beckenham        | Römisch-katholische Kirche                                  | 20 Village Way, Beckenham, Kent BR3 3NP                      | Website                   |
| St James the Great                          | Petts Wood       | Römisch-katholische Kirche                                  | 283 Crescent Drive, Orpington, Kent BR5 1AY                  | Website                   |
| St Joseph                                   | Bromley          | Römisch-katholische Kirche                                  | 1 Orchard Road, Bromley, Kent BR1 2PR                        | Website                   |
| St Mark                                     | West Wickham     | Römisch-katholische Kirche                                  | 83 Manor Park Road, Bromley, Kent BR4 0JY                    | Website                   |
| St Mary                                     | Chislehurst      | Römisch-katholische Kirche                                  | 28 Crown Lane, Chislehurst, Kent BR7 5PL                     | Website                   |
| St Michael & All Angels                     | Farnborough      | Römisch-katholische Kirche                                  | 370 Crofton Road, Orpington, Kent BR6 8NN                    | Website                   |
| St Patrick                                  | West Chislehurst | Römisch-katholische Kirche                                  | 14 Red Hill, Chislehurst, Kent BR7 6DB                       | -                         |
| St Peter & St Paul                          | Bromley          | Church of England                                           |                                                              | Website                   |
| St Swithin                                  | Bromley Common   | Römisch-katholische Kirche                                  | 11 Fashoda Road, Bromley, Kent BR2 9RE                       | -                         |
| St Theresa of the Infant Jesus              | Biggin Hill      | Römisch-katholische Kirche                                  | 1 Haig Road, Westerham, Kent TN16 3LJ                        | -                         |
| Swedenborgian Church                        | Anerley          | Swedenborgianer                                             | Waldegrave Road, Bromley, Greater London SE19 2LN            |                           |

### Camden
| Name/Patrozinium                                          | Lage                                   | Konfession                                                                               | Adresse                                                  | Website |
| --------------------------------------------------------- | -------------------------------------- | ---------------------------------------------------------------------------------------- | -------------------------------------------------------- | ------- |
| All Hallows                                               | Gospel Oak                             | Church of England                                                                        |                                                          | Website |
| All Saints                                                | Camden Town                            | Griechisch-orthodoxe Kirche                                                              |                                                          |         |
| Bloomsbury Central Baptist                                | Bloomsbury                             | Baptisten                                                                                |                                                          |         |
| Chalk Farm Baptist Church                                 | Chalk Farm                             | Baptisten                                                                                |                                                          |         |
| Christ Church                                             | Hampstead                              | Church of England                                                                        |                                                          |         |
| Christ the King                                           | Bloomsbury                             | Church of England, Forward in Faith                                                      |                                                          |         |
| Danish Church                                             | Regent’s Park                          | Dänische Volkskirche, Evangelisch-lutherische Kirche                                     | 4 St Katharine’s Precinct, Regent’s Park, London NW1 4HH | Website |
| Emmanuel Church                                           | West Hampstead                         | Church of England                                                                        |                                                          |         |
| Equippers Church London City                              | Euston                                 | Contemporary, Evangelikale Kirche, ACTS Churches                                         | [Friends House, 173 Euston Road, NW1 2BJ]                | Website |
| Friends House                                             | Euston                                 | Quäker                                                                                   | Euston Road, London                                      |         |
| Friends Meeting House                                     | Hampstead                              | Quäker                                                                                   | Heath Street, London NW3                                 |         |
| Hillsong Church London                                    | Dominion Theatre, Tottenham Court Road | Pfingstbewegung, Assemblies of God in Great Britain                                      |                                                          | Website |
| Holy Cross                                                | Kings Cross                            | Church of England                                                                        | Cromer Street, Kings Cross, London                       | Website |
| Holy Trinity                                              | Kentish Town                           | Church of England                                                                        |                                                          |         |
| Holy Trinity                                              | Swiss Cottage                          | Church of England                                                                        |                                                          | Website |
| London Community Church                                   | Swiss Cottage                          | Evangelikale Kirche, Charismatische Bewegung                                             |                                                          | Website |
| London International church of Christ                     | Camden                                 | Internationale Gemeinden Christi                                                         | 79 Endell Street, London. WC2H 9DY                       | Website |
| Lumen United Reformed Church (früher Regent Square URC)   | Bloomsbury                             | United Reformed Church                                                                   |                                                          | Website |
| Luther-Tyndale Memorial Church                            | Kentish Town                           | Evangelisch-lutherische Kirche                                                           |                                                          |         |
| Our Lady Help of Christians                               | Kentish Town                           | Römisch-katholische Kirche                                                               | 4 Lady Margaret Road, London NW5 2XT                     | Website |
| Our Lady of Hal                                           | Camden Town                            | Römisch-katholische Kirche                                                               | 165 Arlington Road, London NW1 7EX                       | Website |
| Our Lady of the Rosary & St Dominic (St Dominic’s Priory) | Gospel Oak                             | Römisch-katholische Kirche                                                               |                                                          | Website |
| Rosslyn Hill Chapel                                       | Hampstead                              | Unitaristische Kirche, General Assembly of Unitarian and Free Christian Churches         |                                                          | Website |
| Sacred Heart of Jesus                                     | Kilburn                                | Römisch-katholische Kirche (durch den Orden der Oblaten der Unbefleckten Jungfrau Maria) | Quex Road, London NW6 4PS                                | Website |
| St Alban the Martyr                                       | Holborn                                | Church of England                                                                        |                                                          |         |
| St Aloysius                                               | Somers Town                            | Römisch-katholische Kirche                                                               | 20 Phoenix Road, London NW1 1TA                          | Website |
| St Andrew                                                 | Kentish Town                           | Griechisch-orthodox                                                                      | Kentish Town Road, London NW1 9QA                        |         |
| St Andrew                                                 | Hampstead                              | United Reformed Church                                                                   |                                                          |         |
| St Anne                                                   | Highgate                               | Church of England                                                                        |                                                          |         |
| St Anselm & St Cecilia                                    | Lincoln’s Inn Fields                   | Römisch-katholische Kirche                                                               | Kingsway, London WC2A 3JA                                | Website |
| St Archangel Michael & All Angels                         | Kilburn                                | Mazedonisch-Orthodoxe Kirche                                                             |                                                          |         |
| St Benet & All Saints                                     | Kentish Town                           | Church of England                                                                        |                                                          |         |
| St Cosmas & St Damian                                     | Gospel Oak                             | Griechisch-orthodoxe Kirche                                                              | 1 Gordon House Road, London NW5 1LN                      |         |
| St Cuthbert                                               | West Hampstead                         | Church of England                                                                        |                                                          |         |
| St Dominic                                                | Belsize Park                           | Römisch-katholische Kirche, Dominikaner                                                  | Southampton Road, London NW5 4LB                         | Website |
| St Etheldreda                                             | Holborn                                | Römisch-katholische Kirche (durch den Orden der Rosminianer)                             | 14 Ely Place, Holborn Circus, London EC1N 6RY            | Website |
| St George’s Cathedral                                     | Camden Town                            | Griechisch-Orthodoxes Patriarchat von Antiochien                                         |                                                          |         |
| St George                                                 | Bloomsbury                             | Church of England                                                                        |                                                          |         |
| St George the Martyr                                      | Bloomsbury                             | Church of England                                                                        | Queen Square, Bloomsbury                                 | Website |
| St Giles-in-the-Fields                                    | St Giles, London                       | Church of England                                                                        |                                                          |         |
| St Luke                                                   | Hampstead                              | Church of England                                                                        |                                                          |         |
| St Luke                                                   | Kentish Town                           | Church of England                                                                        |                                                          | Website |
| St James                                                  | West Hampstead                         | Church of England                                                                        |                                                          |         |
| St John-at-Hampstead                                      | Hampstead                              | Church of England                                                                        |                                                          |         |
| St Mark                                                   | Regents Park                           | Church of England                                                                        |                                                          |         |
| St Martin                                                 | Kentish Town                           | Church of England                                                                        |                                                          |         |
| St Mary                                                   | Kilburn                                | Church of England                                                                        |                                                          |         |
| St Mary                                                   | Primrose Hill                          | Church of England                                                                        |                                                          |         |
| St Mary                                                   | Somers Town                            | Church of England                                                                        |                                                          |         |
| St Mary-le-Savoy                                          | Bloomsbury                             | Vereinigte Evangelisch-Lutherische Kirche Deutschlands                                   | 10 Sandwich Street, London WC1H 9PL                      |         |
| St Mary’s Church                                          | Hampstead                              | Römisch-katholische Kirche                                                               | 4 Holly Place, London NW3 6QU                            | Website |
| St Mary Brookfield                                        | Dartmouth Park                         | Church of England                                                                        |                                                          |         |
| St Mary Magdalene                                         | Euston                                 | Church of England                                                                        | Munster Square, West Euston                              |         |
| St Michael                                                | Camden Town                            | Church of England                                                                        | Camden Road                                              |         |
| St Pancras New Church                                     | Euston                                 | Church of England                                                                        |                                                          |         |
| St Pancras Old Church                                     | Euston                                 | Church of England                                                                        |                                                          |         |
| St Paul                                                   | Camden Town                            | Church of England                                                                        |                                                          |         |
| St Peter                                                  | Belsize Park                           | Church of England                                                                        |                                                          |         |
| St Peter                                                  | Clerkenwell                            | Römisch-katholische Kirche (Italienische Kirche, durch den Orden der Pallottiner)        | Clerkenwell Road, London EC1R 5EN                        | Website |
| St Saviour                                                | Hampstead                              | Church of England                                                                        |                                                          |         |
| St Silas                                                  | Kentish Town                           | Church of England                                                                        | St Silas Place, Kentish Town, London NW5                 | Website |
| St Stephen (disused)                                      | Belsize Park                           | Church of England                                                                        |                                                          |         |
| St Thomas More                                            | Swiss Cottage                          | Römisch-katholische Kirche (durch Opus Dei)                                              | Maresfield Gardens, London NW3 5SU                       | Website |
| Trinity United Reformed Church                            | Kentish Town                           | United Reformed Church                                                                   |                                                          |         |
| Whitefield’s Tabernacle                                   | Tottenham Court Road, Fitzrovia        | American Church in London, London Chinese Lutheran Church                                |                                                          |         |

### Croydon
| Name/Patrozinium                            | Lage           | Konfession                                                  | Adresse                                                 | Website |
| ------------------------------------------- | -------------- | ----------------------------------------------------------- | ------------------------------------------------------- | ------- |
| Christadelphian Hall                        | Thornton Heath | Christadelphian                                             | Christadelphian Hall, Foulsham Road CR7 8LQ             |         |
| Church of Jesus Christ of Latter-day Saints | Selsdon        | Kirche Jesu Christi der Heiligen der Letzten Tage           |                                                         |         |
| Clifton Hall                                | South Norwood  | überkonfessionell                                           |                                                         | Website |
| Croydon Parish Church                       | Croydon        | Church of England                                           |                                                         | Website |
| Denmark Road Gospel Hall                    | South Norwood  | überkonfessionell                                           |                                                         |         |
| Faithful Virgin                             | Upper Norwood  | Römisch-katholische Kirche                                  | 143 Central Hill, London SE19 1RT                       | Website |
| Friends Meeting House                       | Croydon        | Quäker                                                      |                                                         |         |
| Friends Meeting House                       | Purley         | Quäker                                                      |                                                         |         |
| Good Shepherd                               | New Addington  | Römisch-katholische Kirche                                  | 25 Dunley Drive, Croydon, Surrey CR0 0RG                | Website |
| Holy Family                                 | Sanderstead    | Römisch-katholische Kirche                                  | 115 Limpfield Road, Croydon, Surrey CR2 9LF             | -       |
| Our Lady of Reparation (St Mary)            | West Croydon   | Römisch-katholische Kirche                                  | 70 Wellesley Road, Croydon, Surrey CR0 2AR              | Website |
| Our Lady of the Annunciation                | Addiscombe     | Römisch-katholische Kirche                                  | 147 Bingham Road, Croydon, Surrey CR0 7EN               | Website |
| St Aidan                                    | Coulsdon       | Römisch-katholische Kirche                                  | 1 Portnalls Road, Coulsdon, Surrey CR5 3DD              | Website |
| St Andrew                                   | Thornton Heath | Römisch-katholische Kirche                                  | 45 Brook Road, Thornton Heath, Surrey CR7 7RD           | Website |
| St Chad                                     | South Norwood  | Römisch-katholische Kirche (durch den Orden der Spiritaner) | 5 Whitworth Road, London SE25 6XN                       | Website |
| St Columba                                  | Selsdon        | Römisch-katholische Kirche                                  | 37 Queenhill Road, Croydon, Surrey CR2 8DW              | Website |
| St Dominic                                  | Waddon         | Römisch-katholische Kirche                                  | Violet Lane, Croydon, Surrey CR0 4HN                    | Website |
| St Gertrude                                 | South Croydon  | Römisch-katholische Kirche                                  | 46 Purley Road, Croydon, Surrey CR2 6EY                 | -       |
| St John the Baptist                         | Purley         | Römisch-katholische Kirche                                  | 48 Dale Road, Purley, Surrey CR8 2EF                    | Website |
| St Mary, Help of Christians                 | Old Coulsdon   | Römisch-katholische Kirche                                  | 372 Coulsdon Road, Coulsdon, Surrey CR5 1EF             | -       |
| St Mary & St Shenouda                       | Coulsdon       | Koptisch-orthodoxe Kirche                                   |                                                         | Website |
| South Norwood United Reformed Church        | South Norwood  | United Reformed Church                                      |                                                         |         |
| Unitarian & Free Christian Church           | Croydon        | Unitaristische Kirche                                       | 1 The Croydon Flyover, CROYDON, Surrey, CRO 1ER         | Website |
| West Croydon Baptist Church                 | West Croydon   | Baptisten                                                   | Whitehorse Road (cnr. St. James’s Road) Croydon CR0 2JH | Website |
| Woodside Green Christian Centre             | Addiscombe     | überkonfessionell                                           | 1 Woodside Green SE25 5EY                               | Website |

### Ealing
| Name/Patrozinium                                                                 | Lage                      | Konfession                                                      | Adresse                                                                | Website |
| -------------------------------------------------------------------------------- | ------------------------- | --------------------------------------------------------------- | ---------------------------------------------------------------------- | ------- |
| Abbey Church of St Benedict (Ealing Abbey)                                       | Ealing                    | Römisch-katholische Kirche                                      | Charlbury Grove, London W5 2DY                                         | Website |
| Acton Hill United Reformed Church                                                | Acton                     | United Reformed Church                                          |                                                                        |         |
| All Hallows                                                                      | Greenford                 | Church of England                                               | Horsenden Lane North, Greenford, Middlesex, UB6                        | Website |
| All Saints                                                                       | South Acton               | Church of England                                               | Bollo Bridge Road, South Acton, London                                 |         |
| All Saints                                                                       | Ealing                    | Church of England                                               | Elm Grove Road, Ealing                                                 |         |
| Ascension (Church of the)                                                        | Hanger Hill               | Church of England                                               | Beaufort Road, Hanger Hill, West Acton, London W5                      | Website |
| Assyrian Church of the East                                                      | Hanwell                   | Assyrische Kirche des Ostens                                    | Westminster Road, Hanwell W7 3TU                                       |         |
| Berrymead Evangelical Church                                                     | Acton                     | Christian Brethren, Evangelical Alliance                        | Berrymead Gardens and Avenue Road, London W3 8NL                       | Website |
| Cathedral of the Dormition of the Most Holy Mother of God and Holy Royal Martyrs | Gunnersbury               | Russische Orthodoxe Kirche                                      | 57 Harvard Road, London, W4 4ED                                        |         |
| Christ the Redeemer                                                              | Southall                  | Church of England                                               | Allenby Road, Southall, Middlesex UB1                                  |         |
| Christ the Saviour                                                               | Ealing                    | Church of England                                               | Ealing Broadway, London W5                                             | Website |
| Ealing Christadelphians                                                          | Ealing                    | Christadelphian                                                 | 65A Dorset Rd, Ealing W5 4HX                                           | Website |
| Ealing Green United Reformed Church                                              | Ealing                    | United Reformed Church                                          |                                                                        |         |
| Emmanuel Church                                                                  | Southall                  | Church of England                                               | Fleming Road, Southall, Middlesex UB1                                  |         |
| Friends Meeting House                                                            | Ealing                    | Quäker                                                          |                                                                        |         |
| Grace Church                                                                     | Ealing                    | Church of England                                               | St Mary’s Road, Ealing, London W5                                      |         |
| Haven Green Baptist Church                                                       | Ealing Broadway           | Baptisten                                                       | Castlebar Road, Ealing, London W5 2UP                                  | Website |
| Holy Cross                                                                       | Greenford Magna           | Church of England                                               | Ferrymead Gardens, Greenford Magna, Middlesex                          | Website |
| Holy Family                                                                      | West Acton                | Römisch-katholische Kirche                                      | Vale Lane, London W3 0DY                                               | Website |
| Holy Trinity                                                                     | Perivale                  | United Reformed Church                                          |                                                                        |         |
| Holy Trinity                                                                     | Southall                  | Church of England                                               | Uxbridge Road, Southall, Middlesex UB1                                 |         |
| International Presbyterian Church                                                | Ealing                    | Presbyterianische Kirche                                        | 53 Drayton Green, Ealing, London W13 0JE                               | Website |
| Japanese Anglican Church for London                                              | West Acton                | Church of England                                               |                                                                        |         |
| Liberal Catholic Church                                                          | Ealing                    | Liberalkatholische Kirche                                       | 21, Hollingbourne Gardens, Ealing, W13 8EN                             | Website |
| Living Water Arabic Church                                                       | West Ealing               | Church of England                                               |                                                                        |         |
| London International church of Christ                                            | Ealing                    | Internationale Gemeinde Christi                                 | Ealing Town Hall, New Broadway, London, W5 2BY                         | Website |
| Oak Tree Anglican Fellowship                                                     | Acton                     | Church of England                                               | The Old Fire Station, The High Street, Acton, London W3                | Website |
| Our Lady & St Joseph                                                             | Hanwell                   | Römisch-katholische Kirche                                      | 52 Uxbridge Road, London W7 3SU                                        | Website |
| Our Lady Mother of the Church                                                    | Ealing                    | Römisch-katholische Kirche (Polnische Kirche)                   | 2 Windsor Road, London W5 5PD                                          | Website |
| Our Lady of Lourdes                                                              | Acton                     | Römisch-katholische Kirche                                      | 5 Berrymead Gardens, London W3 8AA                                     | Website |
| Our Lady of the Visitation                                                       | Greenford                 | Römisch-katholische Kirche                                      | 358 Greenford Road, Greenford, Middlesex UB6 9AN                       | Website |
| Redeemer                                                                         | Ealing                    | Newfrontiers                                                    | Ealing Town Hall, New Broadway, W5 2BY                                 | Website |
| St Aidan of Lindisfarne                                                          | East Acton                | Römisch-katholische Kirche (Lateinische und äthiopische Kirche) | 85 Old Oak Common Lane, London W3 7DD                                  | Website |
| St Andrew                                                                        | Ealing                    | United Reformed Church                                          |                                                                        |         |
| St Anselm                                                                        | Southall                  | Römisch-katholische Kirche                                      | The Green, Southall, Middlesex UB2 4BE                                 | Website |
| St Barnabas                                                                      | Ealing                    | Church of England                                               | Pitshanger Lane, Ealing, London W5                                     | Website |
| St Barnabas                                                                      | Northolt Park             | Church of England                                               | The Fairway, Northolt, Middlesex UB5                                   |         |
| St Christopher                                                                   | Hanwell                   | Church of England                                               | Bordars Road, Hanwell, London W7                                       |         |
| St Dunstan (mit St Thomas)                                                       | East Acton                | Church of England                                               | Friars Place Lane, East Acton, London W3                               | Website |
| St Gabriel                                                                       | North Acton               | Church of England                                               | Noel Road, North Acton, London W3 0JD                                  | Website |
| St George                                                                        | Southall                  | Church of England                                               | Lancaster Road, Southall, Middlesex UB1                                | Website |
| St Hugh                                                                          | Northolt                  | Church of England                                               | Kensington Road, Northolt, Middlesex UB5                               |         |
| St James                                                                         | West Ealing               | Church of England                                               | St James Avenue, West Ealing, London                                   | Website |
| St John                                                                          | West Ealing               | Church of England                                               | Mattock Lane, Ealing, London                                           | Website |
| St John Fisher                                                                   | Perivale                  | Römisch-katholische Kirche                                      | 42 Langdale Gardens, Perivale, Middlesex UB6 8DQ                       | Website |
| St John                                                                          | Southall Green            | Church of England                                               | Church Avenue, Southall, Middlesex UB2                                 | Website |
| St Joseph the Worker                                                             | Northolt                  | Church of England                                               | Yeading Lane, Northolt, Middlesex UB5                                  | Website |
| St Martin                                                                        | West Acton                | Church of England                                               | Hale Gardens, West Acton, London W3                                    |         |
| St Mary                                                                          | Acton                     | Church of England                                               | The Mount, High Street, Acton, London W3 9NW                           |         |
| St Mary                                                                          | Ealing                    | Church of England                                               | St Mary’s Road, Ealing, London W5                                      | Website |
| St Mary                                                                          | Hanwell                   | Church of England                                               | Church Road, Hanwell, London W7 3BJ                                    | Website |
| St Mary                                                                          | Northolt                  | Church of England                                               | Ealing Road, Northolt, Middlesex UB5                                   | Website |
| St Mary                                                                          | Perivale                  | ungenutzt, früher Church of England                             |                                                                        | Website |
| St Mary                                                                          | West Twyford              | Church of England                                               | Brentmead Gardens, West Twyford, London                                |         |
| St Mary the Virgin                                                               | Norwood                   | Church of England                                               | Tentelow Lane, Norwood, Southall, Middlesex UB2                        |         |
| St Matthew                                                                       | Ealing Common             | Church of England                                               | North Common Road, Ealing Common, London W5                            |         |
| St Mellitus (mit St Mark)                                                        | Hanwell                   | Church of England                                               | Church Road, Hanwell, London W7 3BA                                    | Website |
| St Nicholas (mit St Mary)                                                        | Perivale                  | Church of England                                               | Federal Road, Perivale, Greenford, Middlesex UB6                       | Website |
| St Nicholas                                                                      | Shepherd’s Bush           | Griechisch-orthodox                                             | 60 Godolphin Road, London W12 8JW                                      |         |
| St Paul                                                                          | Northfields               | Church of England                                               | Northcroft Road, but entrance in Ridley Avenue, Ealing, London W13 9XW | Website |
| St Peter                                                                         | Acton Green               | Church of England                                               | Southfield Road, Acton Green, London                                   |         |
| St Peter                                                                         | Ealing                    | Church of England                                               | Mount Park Road, Ealing, London W5                                     | Website |
| St Peter and St Paul                                                             | Northfields               | Römisch-katholische Kirche                                      | 38 Camborne Avenue, London W13 9QZ                                     | Website |
| St Richard                                                                       | Northolt                  | Church of England                                               | Sussex Crescent, Northolt, Middlesex UB5                               |         |
| St Saviour (Londoner Diözesankirche für Gehörlose)                               | Acton                     | Church of England                                               | Armstrong Road, Acton, London W3 7LJ                                   | Website |
| St Stephen                                                                       | West Ealing (Castle Hill) | Church of England                                               | St Stephen’s Road, London W13 8HB                                      | Website |
| St Thomas the Apostle                                                            | Hanwell                   | Church of England                                               | Boston Road, Hanwell, London W7                                        | Website |
| The Grove Gospel Hall                                                            | Ealing                    | überkonfessionell                                               |                                                                        |         |

### Enfield
| Name/Patrozinium                                                                    | Lage           | Konfession                                                                 | Adresse                                                               | Website |
| ----------------------------------------------------------------------------------- | -------------- | -------------------------------------------------------------------------- | --------------------------------------------------------------------- | ------- |
| Albany Church                                                                       | Enfield Wash   | überkonfessionell                                                          |                                                                       |         |
| All Saints                                                                          | Edmonton       | Church of England                                                          |                                                                       |         |
| Bourne Methodist Church                                                             | Southgate      | Methodisten                                                                |                                                                       |         |
| Brethren Meeting House                                                              | New Southgate  | Raven-Brüder                                                               |                                                                       |         |
| Brigadier Free Church                                                               | Enfield        | Evangelikale Kirche                                                        | Brigadier Hill, Enfield, EN2 0NQ                                      | Website |
| Bury Street Chapel                                                                  | Bush Hill Park | überkonfessionell                                                          |                                                                       |         |
| Bush Hill Park Methodist Church                                                     | Bush Hill Park | Methodisten                                                                |                                                                       |         |
| Bush Hill Park Salvation Army                                                       | Bush Hill Park | Heilsarmee                                                                 |                                                                       |         |
| Bush Hill Park United Reformed Church                                               | Bush Hill Park | United Reformed Church                                                     |                                                                       |         |
| Chase Family Church                                                                 | Enfield Town   | Charismatic                                                                | Shirley Hall, Shirley Road, Enfield EN2 6SB                           | Website |
| Christ Church                                                                       | Cockfosters    | Church of England                                                          |                                                                       |         |
| Christ Church                                                                       | Southgate      | Church of England, Anglican Catholic Church                                |                                                                       | Website |
| Christ Church United Reformed Church                                                | Enfield        | United Reformed Church                                                     |                                                                       |         |
| Christ the King Monastery                                                           | Cockfosters    | Römisch-katholische Kirche (durch den Orden der Benediktiner)              | 29 Bramley Road, London N14 4HE                                       | Website |
| Church of Jesus Christ of Latter-day Saints                                         | Enfield        | Kirche Jesu Christi der Heiligen der Letzten Tage                          |                                                                       |         |
| Community of Christ                                                                 | Enfield        | Latter Day Saint movement                                                  |                                                                       |         |
| Edmonton Baptist Church                                                             | Edmonton       | Baptisten                                                                  |                                                                       |         |
| Edmonton Methodist Church                                                           | Edmonton       | Methodisten                                                                |                                                                       |         |
| Edmonton Salvation Army                                                             | Edmonton       | Heilsarmee                                                                 |                                                                       |         |
| Edmonton Seventh Day Adventist Church                                               | Edmonton       | Siebenten-Tags-Adventisten                                                 |                                                                       |         |
| Edmonton Spiritualist Church                                                        | Edmonton       | Spiritualist Church                                                        |                                                                       |         |
| Enfield Baptist Church                                                              | Enfield Town   | Baptisten                                                                  |                                                                       |         |
| Enfield Free Evangelical Church                                                     | Enfield        | Evangelikale Kirche, Fellowship of Independent Evangelical Churches        |                                                                       |         |
| Enfield Kingdom Hall                                                                | Enfield        | Zeugen Jehovas                                                             |                                                                       |         |
| Enfield Salvation Army                                                              | Enfield        | Heilsarmee                                                                 |                                                                       |         |
| Faith House                                                                         | Edmonton       | United Reformed Church                                                     |                                                                       |         |
| Friends’ Meeting House                                                              | Winchmore Hill | Quäker                                                                     |                                                                       |         |
| Gospel Hall                                                                         | Bush Hill Park | überkonfessionell                                                          |                                                                       |         |
| Grange Park Methodist Church                                                        | Grange Park    | Methodisten                                                                |                                                                       |         |
| Greek Orthodox Community of Saints Raphael, Nicholas and Irene of Lesbos (Mytiline) | Enfield        | Griechisch-orthodoxe Kirche                                                | 708 Hertford Road, Enfield, Middx. EN3 6NR                            |         |
| Jesus Church                                                                        | Forty Hill     | Church of England                                                          |                                                                       |         |
| Jubilee Church London                                                               | Enfield        | Charismatische Bewegung, Newfrontiers                                      |                                                                       |         |
| Lancaster Road United Reformed Church                                               | Enfield        | United Reformed Church                                                     |                                                                       |         |
| Lincoln Road Chapel                                                                 | Ponders End    | Pfingstbewegung, Assemblies of God                                         |                                                                       |         |
| Mary, Mother of God                                                                 | Ponders End    | Römisch-katholische Kirche                                                 | 192 Nags Head Road, Enfield, Middlesex EN3 7AR                        | Website |
| Most Holy Trinity                                                                   | Winchmore Hill | Church of England                                                          |                                                                       | Website |
| Most Precious Blood & St Edmund                                                     | Edmonton       | Römisch-katholische Kirche                                                 | 115 Hertford Road, London N9 7EN                                      | Website |
| New River @ Croyland Church                                                         | Edmonton       | Evangelikale Kirche                                                        | 69 Croyland Road, Edmonton, London N9 7BE                             |         |
| New Southgate and Friern Barnet Christ                                              |                |                                                                            |                                                                       |         |
| Oakwood Baptist Church                                                              | Oakwood        | Baptisten                                                                  |                                                                       |         |
| Oakwood Methodist Church                                                            | Oakwood        | Methodisten                                                                |                                                                       |         |
| Ordnance Road Methodist Church                                                      | Enfield Lock   | Methodisten                                                                |                                                                       |         |
| Our Lady of Lourdes                                                                 | New Southgate  | Römisch-katholische Kirche                                                 | 373 Bowes Road, London N11 1AA                                        | Website |
| Our Lady of Mount Carmel & St George                                                | Enfield        | Römisch-katholische Kirche                                                 | 45 London Road, Enfield, Middlesex EN2 6DS                            | Website |
| Our Lady of Walsingham & the English Martyrs                                        | Enfield        | Römisch-katholische Kirche                                                 | Holtwhites Hill, John Gooch Drive, Enfield, Middlesex EN2 8HG         | Website |
| Palmers Green Baptist Church                                                        | Palmers Green  | Baptisten                                                                  |                                                                       |         |
| Palmers Green Spiritualist Church                                                   | Palmers Green  | Spiritualisten                                                             |                                                                       |         |
| Pentecost Covenant Chapel Uk                                                        | Edmonton Green | Pfingstbewegung, Charismatische Bewegung                                   | 54-57 The Art Zone, Edmonton Green Shopping Centre London N9 0TZ      |         |
| Palmers Green United Reformed Church                                                | Palmers Green  | United Reformed Church                                                     |                                                                       |         |
| Ponders End Methodist Church                                                        | Ponders End    | Methodisten                                                                |                                                                       |         |
| Ponders End United Reformed Church                                                  | Ponders End    | United Reformed Church                                                     |                                                                       |         |
| Riverside Community Church                                                          | Palmers Green  | Evangelikale Kirche                                                        |                                                                       |         |
| Southgate Christian Fellowship                                                      | Southgate      | Charismatische Bewegung, Evangelikale Kirche, Ichthus Christian Fellowship | Ashmole School, Cecil Road, off Arlington Road, Southgate, London N14 | Website |
| St Adhelm                                                                           | Edmonton       | Church of England                                                          |                                                                       |         |
| St Alphege                                                                          | Edmonton       | Church of England                                                          |                                                                       |         |
| St Andrew                                                                           | Enfield        | Church of England                                                          | Enfield Market Place                                                  | Website |
| St Andrew                                                                           | Southgate      | Church of England                                                          |                                                                       |         |
| St Demetrios                                                                        | Edmonton       | Griechisch-orthodoxe Kirche                                                |                                                                       |         |
| St George                                                                           | Enfield        | Church of England                                                          |                                                                       |         |
| St James                                                                            | Enfield        | Church of England                                                          |                                                                       |         |
| St John                                                                             | Edmonton       | Church of England                                                          |                                                                       |         |
| St John Methodist Church                                                            | Enfield        | Methodisten                                                                |                                                                       |         |
| St John the Baptist                                                                 | Enfield        | Church of England                                                          |                                                                       |         |
| St John the Evangelist                                                              | Enfield        | Church of England                                                          |                                                                       |         |
| St John the Evangelist                                                              | Palmers Green  | Church of England                                                          |                                                                       |         |
| St Luke the Evangelist                                                              | Enfield        | Church of England                                                          |                                                                       |         |
| St Mark                                                                             | Enfield        | Church of England                                                          |                                                                       |         |
| St Mary with St John                                                                | Upper Edmonton | Church of England                                                          |                                                                       |         |
| St Matthew                                                                          | Ponders End    | Church of England                                                          |                                                                       |         |
| St Mary Magdalene                                                                   | Enfield        | Church of England                                                          |                                                                       |         |
| St Mary’s Centre                                                                    | Edmonton       | Church of England                                                          |                                                                       |         |
| St Michael & All Angels                                                             | Gordon Hill    | Church of England                                                          |                                                                       |         |
| St Monica                                                                           | Palmers Green  | Römisch-katholische Kirche                                                 | 1 Stonard Road, Green Lanes, London N13 4DJ                           | Website |
| St Paul                                                                             | New Southgate  | Church of England                                                          |                                                                       |         |
| St Paul                                                                             | Winchmore Hill | Church of England                                                          |                                                                       |         |
| St Peter                                                                            | Edmonton       | Church of England                                                          |                                                                       |         |
| St Peter                                                                            | Grange Park    | Church of England                                                          |                                                                       |         |
| St Peter & St Paul                                                                  | Enfield Lock   | Church of England                                                          |                                                                       |         |
| St Stephen                                                                          | Bush Hill Park | Church of England                                                          |                                                                       |         |
| St Thomas                                                                           | Oakwood        | Church of England                                                          |                                                                       | Website |
| Suffolks Baptist Church                                                             | Enfield        | Baptisten                                                                  |                                                                       | Website |
| Syro-Malabar Catholic Church of London                                              | Arnos Grove    | Syro-malabarische Kirche                                                   | 373 Bowes Road, N11 1AA                                               | Website |
| Tanner’s End Free Church                                                            | Edmonton       | Überkonfessionell evangelisch                                              | Statham Grove, Tanners End Lane, N18 1RE                              | Website |
| The King’s House                                                                    | Edmonton       | Charismatische Bewegung                                                    | The Crown Complex, 4 Pegamoid Road, Edmonton N18 2GN                  | Website |
| Totteridge Road Baptist Church                                                      | Enfield Wash   | Baptisten                                                                  |                                                                       |         |
| Tramway Christian Fellowship                                                        | Edmonton       | Pfingstbewegung                                                            |                                                                       |         |
| Trinity Church                                                                      | Enfield Town   | Methodisten, United Reformed Church                                        |                                                                       |         |
| Winchmore Hill Baptist Church                                                       | Winchmore Hill | Baptisten                                                                  |                                                                       |         |
| Winchmore Hill Methodist Church                                                     | Winchmore Hill | Methodisten                                                                |                                                                       |         |
| Winchmore Hill United Reformed Church                                               | Winchmore Hill | United Reformed Church                                                     |                                                                       |         |

### Greenwich
| Name/Patrozinium                                 | Lage             | Konfession                                                                 | Adresse                                                         | Website |
| ------------------------------------------------ | ---------------- | -------------------------------------------------------------------------- | --------------------------------------------------------------- | ------- |
| All Saints                                       | New Eltham       | Church of England, auch genutzt durch die Römisch-katholische Kirche       | Bercta Road, London SE9 3TZ                                     | Website |
| Ascension                                        | Blackheath       | Church of England                                                          |                                                                 |         |
| Charlton United Reformed Church                  | Charlton         | United Reformed Church                                                     |                                                                 |         |
| Christchurch Priory                              | Eltham           | Römisch-katholische Kirche (durch die Regularkanoniker)                    | 229 Eltham High Street, London SE9 1TX                          | Website |
| Christian Gospel Hall                            | Greenwich        | Brüderbewegung                                                             |                                                                 |         |
| Church Army Chapel                               | Blackheath       | Church Army (jetzt Teil der Blackheath High School)                        |                                                                 |         |
| Congregational Church                            | Woolwich         | kongregational                                                             | Rectory Place, Woolwich, London, SE18                           |         |
| Eltham Green Community Church                    | Eltham           | überkonfessionell, Evangelikale Kirche                                     | 542 Westhorne Avenue, Eltham, London SE9 6DH                    | Website |
| Eltham United Reformed Church                    | Eltham           | United Reformed Church                                                     |                                                                 |         |
| Greenwich United Church & The Forum at Greenwich | Greenwich        | United Reformed Church                                                     |                                                                 |         |
| Holy Cross                                       | Plumstead Common | Römisch-katholische Kirche                                                 | 27 The Slade, London SE18 2NB                                   | -       |
| Meeting House                                    | Blackheath       | Quäker                                                                     |                                                                 |         |
| London International church of Christ            | Greenwich        | Internationale Gemeinde Christi                                            | Harris Academy, Middle Park Avenue, London, SE9 5HH             | Website |
| New Wine Church                                  | Woolwich         | Pfingstbewegung                                                            | Gateway House, John Wilson St, Woolwich, London SE18 6QQ        | Website |
| Our Lady Help of Christians                      | Blackheath       | Römisch-katholische Kirche                                                 | 5 Cresswell Park, London SE3 9RD                                | Website |
| Our Lady Help of Christians                      | Mottingham       | Römisch-katholische Kirche                                                 | 127 Mottingham Road, London SE9 4ST                             | -       |
| Our Lady of Grace                                | Charlton         | Römisch-katholische Kirche                                                 | 145 Charlton Road, London SE17 7EZ                              | -       |
| Our Ladye Star of the Sea                        | Greenwich        | Römisch-katholische Kirche                                                 | 68 Crooms Hill, London SE10 8HG                                 | Website |
| St Alfege                                        | Greenwich        | Church of England                                                          |                                                                 |         |
| St Barnabas                                      | Eltham           | Church of England                                                          |                                                                 |         |
| St Benet                                         | Abbey Wood       | Römisch-katholische Kirche (durch die Lazaristen)                          | 31 Abbey Grove, London SE2 9EU                                  | Website |
| St Catherine Labouré                             | Woolwich         | Römisch-katholische Kirche                                                 | 698 Woolwich Road, London SE7 8LQ                               |         |
| St David                                         | Abbey Wood       | Römisch-katholische Kirche                                                 | Finchale Road, London SE2 9PG                                   | -       |
| St John Fisher                                   | Kidbrooke        | Römisch-katholische Kirche                                                 | 141 Kidbrooke Park Road, London SE3 0DZ                         | -       |
| St Joseph                                        | East Greenwich   | Römisch-katholische Kirche                                                 | 103 Pelton Road, London SE10 9AN                                | Website |
| St Joseph                                        | Shooters Hill    | Römisch-katholische Kirche (ursprünglich Bible Christian Church)           | 135 Herbert Road, London SE18 3QE                               | webmail |
| St Mary Magdalen                                 | Woolwich         | Church of England                                                          |                                                                 |         |
| St Patrick                                       | Plumstead        | Römisch-katholische Kirche                                                 | Hector Street, London SE18 1QT                                  | Website |
| St Paul                                          | Deptford         | Church of England                                                          |                                                                 |         |
| St Paul’s Ecumenical Centre                      | Thamesmead       | ökumenisch, darunter Römisch-katholische Kirche und United Reformed Church | Bentham Road, London SE28 8AS                                   | -       |
| St Peter                                         | Lee              | Church of England                                                          | Eltham Road, Lee, London SE12 8HQ                               | Website |
| St Peter                                         | Woolwich         | Römisch-katholische Kirche                                                 | 103 Woolwich New Road, London SE18 6EF                          |         |
| St Thomas the Apostle                            | Charlton         | Britisch-Orthodoxe Kirche                                                  | St Thomas’ Parish Church, Maryon Road, Charlton, London SE7 8DJ | Website |
| SS John Fisher & Thomas More                     | Eltham           | Römisch-katholische Kirche                                                 | Arbroath Road, London SE9 6RR                                   | -       |
| The Redeemed Christian Church of God             | Mottingham       | Pfingstbewegung                                                            |                                                                 | Website |

### Hackney
| Name/Patrozinium                              | Lage                                 | Konfession                                                                       | Adresse                                             | Website                                                   |
| --------------------------------------------- | ------------------------------------ | -------------------------------------------------------------------------------- | --------------------------------------------------- | --------------------------------------------------------- |
| Abney Park Chapel                             | Abney Park Cemetery, Stoke Newington | Friedhofskapelle                                                                 |                                                     |                                                           |
| All Saints Haggerston                         | Haggerston                           | Church of England                                                                | Livermere Road, Hackney, Haggerston, London, E8 4EZ | Website                                                   |
| Church of Good Shepherd                       | Upper Clapton                        | Georgisch-Orthodoxe Kirche, früher Agapemonite und Alte Kirche des Ostens        |                                                     |                                                           |
| Clapton Park & Dalston United Reformed Church | Lower Clapton                        | United Reformed Church                                                           |                                                     |                                                           |
| Immaculate Heart of Mary & St Dominic         | Homerton                             | Römisch-katholische Kirche                                                       | Ballance Road, London E9 5SR                        | Website                                                   |
| Little Sisters Of Jesus Open House Chapel     | Haggerston                           | Römisch-katholische Kirche                                                       | Flat,148 Fellows Court, Haggerston, London E2 8LW   | Website                                                   |
| Manor Road United Reformed Church             | Stoke Newington                      | United Reformed Church                                                           |                                                     |                                                           |
| Newington Green Unitarian Church              | Newington Green                      | Unitaristische Kirche, General Assembly of Unitarian and Free Christian Churches |                                                     | Website                                                   |
| Our Lady & St Joseph                          | Kingsland                            | Römisch-katholische Kirche                                                       | 100a Balls Pond Road, London N1 4AG                 | Website                                                   |
| Our Lady of Good Counsel                      | Stoke Newington                      | Römisch-katholische Kirche                                                       | Bouverie Road, London N16 0AJ                       | Website                                                   |
| Potter’s House Christian Center               | London Fields                        | Pfingstbewegung, Potter’s House Christian Fellowship                             | 406 Mentmore Terrace London, Greater London E8 3PH  |                                                           |
| Rectory Road United Reformed Church           | Stoke Newington                      | United Reformed Church                                                           |                                                     |                                                           |
| St Augustine (nur Kirchturm übrig)            | Hackney Central                      | Church of England, Templerorden                                                  |                                                     |                                                           |
| St John-at-Hackney                            | Hackney Central                      | Church of England                                                                |                                                     |                                                           |
| St John’s Hoxton                              | Hoxton                               | Church of England                                                                | Pitfield Street, London N1 6NP                      | Website                                                   |
| St John the Baptist                           | Hackney Central                      | Römisch-katholische Kirche                                                       | 3 King Edward’s Road, London E9 7SF                 | Website                                                   |
| St John the Theologian                        | Hackney Central                      | Griechisch-orthodoxe Kirche                                                      | 184 Mare Street, London E8 3RD                      |                                                           |
| St Jude                                       | Clapton Park                         | Römisch-katholische Kirche                                                       | 131 Glenarm Road, London E5 0NB                     | Website                                                   |
| St Leonard                                    | Shoreditch                           | Church of England                                                                |                                                     |                                                           |
| St Matthias                                   | Stoke Newington                      | Church of England                                                                |                                                     |                                                           |
| St Monica                                     | Hoxton                               | Römisch-katholische Kirche (Augustiner)                                          | 19 Hoxton Square, London N1 6NT                     | Website                                                   |
| St Scholastica                                | Upper Clapton                        | Römisch-katholische Kirche                                                       | 17 Kenninghall Road, London E5 8BS                  | Website                                                   |
| St Thomas More                                | Manor House                          | Römisch-katholische Kirche                                                       | 9 Henry Road, London N4 2LH                         | Website                                                   |
| Stamford Hill United Reformed Church          | Stamford Hill                        | United Reformed Church                                                           |                                                     |                                                           |
| Stoke Newington Quakers                       | Stoke Newington                      | Quäker                                                                           |                                                     |                                                           |
| Stoke Newington Society                       | Stoke Newington                      | Herrnhuter Brüdergemeine                                                         | 61 Durlston Road, Stoke Newington, London E5 8RP    | Website (Memento vom 14. August 2007 im Internet Archive) |
| Upper Clapton United Reformed Church          | Upper Clapton                        | United Reformed Church                                                           |                                                     |                                                           |

### Hammersmith and Fulham
| Name/Patrozinium                            | Lage             | Konfession                                        | Adresse                                                              | Website |
| ------------------------------------------- | ---------------- | ------------------------------------------------- | -------------------------------------------------------------------- | ------- |
| All Saints                                  | Fulham           | Church of England                                 |                                                                      |         |
| Church of Jesus Christ of Latter-day Saints | Earls Court      | Kirche Jesu Christi der Heiligen der Letzten Tage |                                                                      |         |
| Fulham United Reformed Church               | Fulham           | United Reformed Church                            |                                                                      |         |
| Friends Meeting House                       | Hammersmith      | Quäker                                            |                                                                      |         |
| Holy Cross                                  | Parsons Green    | Römisch-katholische Kirche                        | 22 Cortayne Road, London SW6 3QA                                     | Website |
| Holy Ghost & St Stephen                     | Shepherd’s Bush  | Römisch-katholische Kirche                        | 44 Ashchurch Road, London W12 9BU                                    | Website |
| Holy Innocents & St John                    | Ravenscourt Park | Church of England                                 | Paddenswick Road, Hammersmith, London W6 OUB                         | Website |
| Holy Trinity                                | Brook Green      | Römisch-katholische Kirche                        | 41 Brook Green, London W6 7BL                                        | Website |
| Hungarian Reformed Church                   | Hammersmith      | Reformierte Kirche in Ungarn                      |                                                                      | Website |
| Our Lady of Fatima                          | White City       | Römisch-katholische Kirche                        | Commonwealth Avenue, London W12 7QR                                  | Website |
| Our Lady of Perpetual Help                  | Fulham           | Römisch-katholische Kirche                        | 2 Tynemouth Street, London SW6 2QT                                   | Website |
| Redeemed Christian Church of God            | Fulham           | Pfingstbewegung                                   | Holiday Inn London – Kensington Forum 97 Cromwell Rd, SW7 4DN London | Website |
| St Andrew Bobola                            | Shepherd’s Bush  | Römisch-katholische Kirche (Polnische Kirche)     | 1 Leysfield Road, London W12 9JF                                     | Website |
| St Augustine                                | Hammersmith      | Römisch-katholische Kirche                        | 55 Fulham Palace Road, London W6 8AU                                 | Website |
| St. Euphrosynia of Polotsk                  | Ravenscourt Park | Belarusisch autokephale orthodoxe Kirche          | Holy Innocents’ Church, Paddenswick Road, London W6 0UB              |         |
| St Peter                                    | Hammersmith      | Church of England                                 |                                                                      | Website |
| St Thomas of Canterbury                     | Fulham           | Römisch-katholische Kirche                        | 60 Rylston Road, London SW6 7HW                                      | Website |
| Shepherd’s Bush United Reformed Church      | Shepherd’s Bush  | United Reformed Church                            |                                                                      |         |
| Twynholm Baptist Church                     | Fulham           | Baptisten                                         |                                                                      |         |

### Haringey
| Name/Patrozinium                                         | Lage                           | Konfession                                                | Adresse                                                                          | Website                                                   |
| -------------------------------------------------------- | ------------------------------ | --------------------------------------------------------- | -------------------------------------------------------------------------------- | --------------------------------------------------------- |
| Alexandra Park Parish Church                             | Muswell Hill                   | Church of England                                         |                                                                                  |                                                           |
| Redeemed Christian Church of God                         | Chelsea                        | Pfingstbewegung                                           | Holiday Inn London – Kensington Forum 97 Cromwell Rd, SW7 4DN London,07943434353 | Website                                                   |
| All Hallows                                              | Tottenham                      | Church of England                                         | Church Road, Tottenham                                                           |                                                           |
| All Saints                                               | Highgate                       | Church of England                                         |                                                                                  |                                                           |
| Braemar Avenue Baptist Church                            | Wood Green                     | Baptisten                                                 |                                                                                  |                                                           |
| Brook Street Chapel                                      | Tottenham                      | überkonfessionell                                         | Brook Street, High Road, Tottenham N17 9JG                                       | Website                                                   |
| Calvary Church of God in Christ                          | Northumberland Park            | Pfingstbewegung                                           |                                                                                  | Website                                                   |
| Cathedral of the Dormition of the Mother of God          | Wood Green                     | Griechisch-orthodoxe Kirche                               | Trinity Road, Wood Green, London N22 8LB                                         |                                                           |
| Chapel of the Resurrection                               | Muswell Hill                   | Griechisch-orthodoxe Kirche                               | 104 Colney Hatch Lane, Muswell Hill, London N10 1EA                              |                                                           |
| Cholmeley Evangelical Church                             | Highgate                       | Evangelikale Kirche                                       | Archway Road, Highgate                                                           |                                                           |
| Christ Church                                            | Crouch End                     | Church of England                                         |                                                                                  |                                                           |
| Christ Church                                            | West Green                     | Church of England                                         |                                                                                  |                                                           |
| Church of Jesus Christ of Latter-day Saints              | Muswell Hill                   | Kirche Jesu Christi der Heiligen der Letzten Tage         |                                                                                  |                                                           |
| Derby Hall Christian Assembly                            | West Green                     | Pfingstbewegung, Assemblies of God                        |                                                                                  |                                                           |
| Eldon Road Baptist Church                                | Wood Green                     | Baptisten                                                 | Eldon Road, Wood Green, London N22                                               |                                                           |
| Eritrean Bethel Church                                   | Wood Green                     | Eritreisch-Katholische Kirche                             |                                                                                  |                                                           |
| Freedom’s Ark                                            | Tottenham                      | Pfingstbewegung                                           | Bruce Grove, Tottenham, London N17                                               |                                                           |
| Friends Meeting House                                    | Tottenham                      | Quäker                                                    |                                                                                  |                                                           |
| Grace Baptist Chapel                                     | Tottenham                      | Strict Baptists                                           |                                                                                  |                                                           |
| Grace Church                                             | Muswell Hill                   | Church of England                                         |                                                                                  |                                                           |
| Grace Evangelical Church London                          | Crouch End                     | Tamil Evangelical Lutheran Church                         |                                                                                  | Website                                                   |
| Highgate United Reformed Church                          | Highgate                       | United Reformed Church                                    |                                                                                  |                                                           |
| High Cross United Reformed Church                        | Tottenham                      | United Reformed Church                                    |                                                                                  |                                                           |
| Holy Innocents                                           | Hornsey                        | Church of England                                         |                                                                                  |                                                           |
| Holy Trinity                                             | Stroud Green                   | Church of England                                         |                                                                                  |                                                           |
| Holy Trinity                                             | Tottenham                      | Church of England                                         |                                                                                  |                                                           |
| Holy Trinity                                             | Tottenham                      | Lutheran                                                  |                                                                                  |                                                           |
| Hornsey Moravian Church                                  | Hornsey                        | Herrnhuter Brüdergemeine                                  |                                                                                  | Website (Memento vom 14. August 2007 im Internet Archive) |
| Hornsey Parish Church                                    | Hornsey                        | Church of England                                         |                                                                                  |                                                           |
| London International church of Christ                    | Harringay                      | Internationale Gemeinde Christi                           | Alexandra Park School, Rhodes Avenue, London, N22 7UT                            | Website                                                   |
| London Miracle Centre, Mount Zion Restoration Ministries | Tottenham                      | Pfingstbewegung                                           | Marsh Lane, London N17 0UX                                                       | Website                                                   |
| Middle Lane Methodist Church                             | Hornsey                        | Methodisten                                               | Priory Road, London N8 7HR                                                       |                                                           |
| Miller Memorial Church                                   | Tottenham                      | Methodisten                                               |                                                                                  |                                                           |
| Millyard Seventh Day Baptist Church                      | Tottenham                      | Siebenten-Tags-Baptisten                                  | 41 Vicarage Road, Tottenham, London N17 0BB                                      | Website                                                   |
| Muswell Hill & Alexandra Park United Reformed Church     | Muswell Hill                   | United Reformed Church                                    |                                                                                  |                                                           |
| Muswell Hill Baptist Church                              | Muswell Hill                   | Baptisten                                                 |                                                                                  |                                                           |
| Muswell Hill Methodist Church                            | Muswell Hill                   | Methodisten                                               |                                                                                  |                                                           |
| New River Community Church                               | Muswell Hill                   | Evangelikale Kirche                                       |                                                                                  |                                                           |
| New Testament Church of God, Cathedral of Praise         | Wood Green                     | Pfingstbewegung, New Testament Church of God              |                                                                                  | Website                                                   |
| North London Vineyard                                    | Alexandra Park                 | Charismatische Bewegung, Vineyard                         |                                                                                  |                                                           |
| Our Lady of Muswell                                      | Muswell Hill                   | Römisch-katholische Kirche                                | 1 Colney Hatch Lane, London N10 1PN                                              | Website                                                   |
| Potter’s House                                           | Tottenham                      | Pfingstbewegung, Potter’s House Christian Fellowship      |                                                                                  |                                                           |
| Rainbow Theatre                                          | Finsbury Park                  | Pfingstbewegung, Universalkirche des Königreichs Gottes   |                                                                                  |                                                           |
| Redeemed Christian Church Of God FOCC                    | Chelsea, Fulham And Kensington | Pfingstbewegung                                           | Holiday Inn London – Kensington Forum 97 Cromwell Rd, SW7 4DN London             | Website                                                   |
| Salvation Army Tottenham Corps                           | Tottenham                      | Heilsarmee                                                |                                                                                  |                                                           |
| St Andrew                                                | Muswell Hill                   | Church of England                                         |                                                                                  |                                                           |
| St Ann                                                   | South Tottenham                | Church of England                                         |                                                                                  |                                                           |
| St Augustine                                             | Highgate                       | Church of England                                         |                                                                                  |                                                           |
| St Barnabas                                              | Wood Green                     | Griechisch-orthodoxe Kirche                               |                                                                                  |                                                           |
| St Benet Fink                                            | Tottenham                      | Church of England                                         | Walpole Road, London N17 6BH                                                     | Website                                                   |
| St Cuthbert                                              | Wood Green                     | Church of England                                         |                                                                                  |                                                           |
| St Francis de Sales                                      | Tottenham                      | Römisch-katholische Kirche                                | 729 High Road, London N17 8AG                                                    | Website                                                   |
| St George                                                | Stamford Hill                  | Griechisch-orthodoxe Kirche                               | The Ark of Covenant, Rookwood Road, London N16 6SS                               | Website                                                   |
| St Ignatius                                              | Stamford Hill                  | Römisch-katholische Kirche (durch den Orden der Jesuiten) | 27 High Road, London N15 6ND                                                     | Website                                                   |
| St James                                                 | Muswell Hill                   | Church of England                                         |                                                                                  |                                                           |
| St John & St James                                       | Tottenham                      | Church of England                                         |                                                                                  |                                                           |
| St John the Baptist                                      | Harringay                      | Griechisch-orthodoxe Kirche                               |                                                                                  |                                                           |
| St John Vianney                                          | West Green                     | Römisch-katholische Kirche                                | 4 Vincent Road, London N15 3QH                                                   | Website                                                   |
| St Mark Methodist Church                                 | Tottenham                      | Methodisten                                               |                                                                                  |                                                           |
| St Mark                                                  | Noel Park                      | Church of England                                         |                                                                                  |                                                           |
| St Mary                                                  | Tottenham                      | Church of England                                         |                                                                                  |                                                           |
| St Michael                                               | Highgate                       | Church of England                                         |                                                                                  |                                                           |
| St Michael                                               | Wood Green                     | Church of England                                         |                                                                                  |                                                           |
| St Olave                                                 | Finsbury Park                  | Church of England                                         |                                                                                  |                                                           |
| St Paul                                                  | Harringay                      | Church of England                                         |                                                                                  | Website                                                   |
| St Paul                                                  | Tottenham                      | Church of England                                         | 60 Park Lane, London N17 0JR                                                     | Website                                                   |
| St Paul the Apostle                                      | Wood Green                     | Römisch-katholische Kirche                                | 22 Bradley Road, London N22 7SZ                                                  | Website                                                   |
| St Peter-in-Chains                                       | Stroud Green                   | Römisch-katholische Kirche                                | 12 Womersley Road, London N8 9AE                                                 | Website                                                   |
| St Philip the Apostle                                    | Tottenham                      | Church of England                                         | Philip Lane, London                                                              |                                                           |
| St Thomas the Apostle                                    | Finsbury Park                  | Church of England                                         |                                                                                  |                                                           |
| St Augustine                                             | Highgate                       | Church of England                                         |                                                                                  |                                                           |
| Stroud Green Baptist Church                              | Stroud Green                   | Baptisten                                                 |                                                                                  |                                                           |
| The Gospel Centre                                        | Harringay                      | Pfingstbewegung, Harvest Community Network                | Wightman Road, London N8 0LZ                                                     | Website                                                   |
| Tollington Park Baptist Church                           | Finsbury Park                  | Baptisten                                                 |                                                                                  |                                                           |
| Tottenham Baptist Church                                 | Tottenham                      | Baptisten                                                 |                                                                                  |                                                           |
| Tottenham Seventh Day Adventist Church                   | Tottenham                      | Siebenten-Tags-Baptisten                                  |                                                                                  |                                                           |
| Union Church & Community Centre                          | Crouch End                     | United Reformed Church                                    |                                                                                  |                                                           |
| Westbury Avenue Baptist Church                           | Wood Green                     | Baptisten                                                 |                                                                                  |                                                           |
| Willoughby Methodist Church                              | Hornsey                        | Methodisten                                               |                                                                                  |                                                           |
| Wilton Community Church                                  | Muswell Hill                   | Evangelikale Kirche                                       | Wilton Road, London N10 1LT                                                      | Website                                                   |
| Wood Green Mennonite Church                              | Wood Green                     | Mennonite                                                 |                                                                                  |                                                           |
| Wood Green Salvation Army Centre                         | Wood Green                     | Heilsarmee                                                |                                                                                  |                                                           |
| Wood Green UCKG HelpCentre                               | Wood Green                     | Pfingstbewegung, Universalkirche des Königreichs Gottes   |                                                                                  |                                                           |
| Woodberry Down Baptist Church                            | South Tottenham                | Baptisten                                                 |                                                                                  |                                                           |

### Harrow
| Name/Patrozinium                      | Lage               | Konfession                                   | Adresse                                               | Website                   |
| ------------------------------------- | ------------------ | -------------------------------------------- | ----------------------------------------------------- | ------------------------- |
| Belmont Gospel Hall                   | Harrow             | überkonfessionell                            |                                                       | Website                   |
| Cannon Lane Methodist Church          | Pinner             | Methodisten                                  | Cannon Lane HA5 1JD                                   | (cannonlanemethodist.org) |
| Culver Evangelical Church             | Belmont            | Evangelikale Kirche                          |                                                       |                           |
| Elmfield Evangelical Church           | North Harrow       | Evangelikale Kirche                          |                                                       | Website                   |
| Friends Meeting House                 | Harrow             | Quäker                                       |                                                       |                           |
| Good News Church                      | Harrow Weald       | Evangelikale Kirche, Evangelical Alliance    |                                                       | Website                   |
| Harrow Baptist Church                 | Harrow             | Baptisten                                    |                                                       | Website                   |
| Hatch End Free Church                 | Hatch End          | Baptisten                                    |                                                       | Website                   |
| Kenton Baptist Church                 | Kenton             | Baptisten                                    |                                                       | Website                   |
| kenton methodist church               | Kenton             | Methodisten                                  | Woodgrange Avenue HA3 0XF                             |                           |
| Kenton Evangelical Church             | Kenton             | Evangelikale Kirche                          |                                                       |                           |
| King’s Church                         | West Harrow        | Evangelikale Kirche, Newfrontiers            | Whitmore High School, Porlock Avenue, Harrow HA2 0AD  | Website                   |
| Little Stanmore Baptist Church        | Queensbury         | Baptisten                                    |                                                       |                           |
| London International church of Christ | Harrow             | Internationale Gemeinde Christi              | Harrow High School, Gayton Road, London, HA1 2JG      | Website                   |
| New Life Bible Church                 | Wealdstone         | Charismatische Bewegung                      |                                                       | Website                   |
| North Harrow Methodist Church         | North Harrow       | Methodisten                                  | Pinner Road HA2 6EQ                                   | (nhmc.org.uk)             |
| Our Lady & St Thomas of Canterbury    | Harrow-on-the-Hill | Römisch-katholische Kirche                   | 22 Roxborough Park, Harrow, Middlesex HA1 3BE         | Website                   |
| Pinner Free Church                    | Pinner             | Baptisten                                    |                                                       | Website                   |
| Pinner Methodist Church               | Pinner             | Methodisten                                  | Love Lane HA5 3EE                                     | (pinnermethodist.org.uk)  |
| Rayners Lane Baptist Church           | Rayners Lane       | Baptisten                                    |                                                       | Website                   |
| Roxeth Green Free Church              | Roxeth             | Evangelikale Kirche, Charismatische Bewegung |                                                       | Website                   |
| South harrow methodist church         | Harrow             | Methodisten                                  | Walton Avenue HA2 8QU                                 |                           |
| South Harrow Baptist Church           | South Harrow       | Baptisten                                    |                                                       |                           |
| St Andrew                             | Eastcote           | United Reformed Church                       |                                                       |                           |
| St Gabriel                            | South Harrow       | Römisch-katholische Kirche                   | 390b Northolt Road, Harrow, Middlesex HA2 8EX         | Website                   |
| St John                               | Kenton             | United Reformed Church                       |                                                       |                           |
| St John Fisher                        | North Harrow       | Römisch-katholische Kirche                   | 80 Imperial Close, Harrow, Middlesex HA2 7LW          | Website                   |
| St Joseph                             | Wealdstone         | Römisch-katholische Kirche                   | 191 High Road Harrow Weald, Harrow, Middlesex HA3 5EA | Website                   |
| St Luke                               | Pinner             | Römisch-katholische Kirche                   | 28 Love Lane, Pinner, Middlesex HA5 3EX               | Website                   |
| St Mary                               | Harrow-on-the-Hill | Church of England                            |                                                       | Website                   |
| St. Panteleimon                       | Harrow             | Griechisch-orthodoxe Kirche                  | 660 Kenton Road, Harrow, Middlesex HA3 9QN            |                           |
| St Teresa of the Child Jesus          | Hatch End          | Römisch-katholische Kirche                   | 22 Boniface Walk, Harrow, Middlesex HA3 6PU           | Website                   |
| St William of York                    | Stanmore           | Römisch-katholische Kirche                   | 1 Du Cros Drive, Stanmore, Middlesex HA7 4TJ          | Website                   |
| Stanmore Baptist Church               | Stanmore           | Baptisten                                    |                                                       |                           |
| Trinity United Reformed Church        | Harrow             | United Reformed Church                       |                                                       |                           |
| Trinity                               | Harrow             | United Reformed Church, Methodisten          | Hindes Road HA1 1RX                                   | (trinityharrow.org.uk)    |
| Wealdstone Methodist Church           | Wealdstone         | Methodisten                                  | Locket Road HA3 7ND                                   |                           |
| Wealdstone Baptist Church             | Wealdstone         | Baptisten                                    |                                                       |                           |

### Havering
| Name/Patrozinium                                              | Lage                        | Konfession                                        | Adresse                                         | Website |
| ------------------------------------------------------------- | --------------------------- | ------------------------------------------------- | ----------------------------------------------- | ------- |
| All Saints                                                    | Cranham                     | Church of England                                 | –                                               | -       |
| All Saints                                                    | Squirrels Heath, Gidea Park | Church of England                                 | –                                               | -       |
| Christ the Eternal High Priest                                | Gidea Park                  | Römisch-katholische Kirche                        | 410 Brentwood Road, Romford, Essex RM2 6DH      | -       |
| Church of Jesus Christ of Latter-day Saints                   | Hornchurch                  | Kirche Jesu Christi der Heiligen der Letzten Tage | –                                               | -       |
| Church on Sutton’s Farm (seit 26. September 2010 geschlossen) | Hornchurch                  | Church of England                                 | –                                               | Website |
| Collier Row Gospel Hall                                       | Collier Row                 | überkonfessionell                                 | –                                               | -       |
| Corpus Christi                                                | Collier Row                 | Römisch-katholische Kirche                        | Loweshoe Lane, Romford, Essex RM5 2AP           | Website |
| English Martyrs                                               | Hornchurch                  | Römisch-katholische Kirche                        | Alma Avenue, Hornchurch, Essex RM12 6BJ         | -       |
| Friends Meeting House                                         | Gidea Park                  | Quäker                                            | 7 Balgores Crescent, Romford, Essex RM2 6AB     | -       |
| Holy Cross                                                    | Hornchurch                  | Church of England                                 | –                                               | -       |
| Moor Lane Church                                              | Cranham                     | Church of England                                 | –                                               | -       |
| Most Holy Redeemer                                            | Harold Hill                 | Römisch-katholische Kirche                        | Petersfield Avenue, Romford, Essex RM3 9PB      | -       |
| New Apostolic Church                                          | Romford                     | Neuapostolische Kirche                            | 48 Warwick Gardens, Kensington, London, W14 8PP | -       |
| Our Lady of La Salette                                        | Rainham                     | Römisch-katholische Kirche                        | 1 Rainham Road, Rainham, Essex RM13 8SP         | -       |
| St Agnes                                                      | Romford                     | Church of England                                 | –                                               | -       |
| St Alban                                                      | Elm Park                    | Römisch-katholische Kirche                        | Langdale Gardens, Hornchurch, Essex RM12 5LA    | -       |
| St Alban                                                      | Romford                     | Church of England                                 | –                                               | -       |
| St Andrew                                                     | Hornchurch                  | Church of England                                 | –                                               | -       |
| St Andrew                                                     | Romford                     | Church of England                                 | –                                               | -       |
| St Augustine of Canterbury                                    | Rush Green                  | Church of England                                 | –                                               | -       |
| St Dominic                                                    | Harold Hill                 | Römisch-katholische Kirche                        | 281 Straight Road, Romford, Essex RM3 7JS       | -       |
| St Edward the Confessor                                       | Romford                     | Römisch-katholische Kirche                        | 5 Park End Road, Romford, Essex RM1 4AT         | -       |
| St George                                                     | Harold Hill                 | Church of England                                 | –                                               | -       |
| St George                                                     | Hornchurch                  | Church of England                                 | –                                               | -       |
| St Helen & St Giles                                           | Rainham                     | Church of England                                 | –                                               | -       |
| St James                                                      | Collier Row                 | Church of England                                 | –                                               | -       |
| St John                                                       | Havering-atte-Bower         | Church of England                                 | –                                               | -       |
| St John & St Matthew                                          | South Hornchurch            | Church of England                                 | –                                               | -       |
| St Joseph                                                     | Upminster                   | Römisch-katholische Kirche                        | Champion Road, Upminster, Essex RM14 2SY        | -       |
| St Laurence                                                   | Upminster                   | Church of England                                 | –                                               | Website |
| St Luke                                                       | Cranham                     | Church of England                                 | –                                               | -       |
| St Mary & St Peter                                            | Wennington                  | Church of England                                 | –                                               | -       |
| St Mary Magdalene                                             | North Ockendon              | Church of England                                 | –                                               | -       |
| St Mary Mother of God                                         | Hornchurch                  | Römisch-katholische Kirche                        | 213 Hornchurch Road, Hornchurch, Essex RM12 4TL | Website |
| St Matthew                                                    | Hornchurch                  | Church of England                                 | –                                               | -       |
| St Michael & All Saints                                       | Gidea Park                  | Church of England                                 | –                                               | -       |
| St Nicholas                                                   | Elm Park                    | Church of England                                 | –                                               | -       |
| St Paul                                                       | Harold Hill                 | Church of England                                 | –                                               | -       |
| St Peter                                                      | Harold Wood                 | Church of England                                 | –                                               | -       |
| St Peter’s Mass Centre                                        | Cranham                     | Römisch-katholische Kirche                        | 234 Front Lane, Upminster, Essex RM14 1LW       | -       |
| St Thomas                                                     | Noak Hill                   | Church of England                                 | Church Road, Noak Hill, Essex RM4 1LD           | Website |
| The Ascension                                                 | Collier Row                 | Church of England                                 | –                                               | -       |
| The Good Shepherd                                             | Collier Row                 | Church of England                                 | –                                               | -       |

### Hillingdon
| Name/Patrozinium                            | Lage          | Konfession                                                  | Adresse                                                  | Website |
| ------------------------------------------- | ------------- | ----------------------------------------------------------- | -------------------------------------------------------- | ------- |
| Christ Church                               | Uxbridge      | United Reformed Church                                      |                                                          |         |
| Church of Jesus Christ of Latter-day Saints | Ruislip       | Kirche Jesu Christi der Heiligen der Letzten Tage           |                                                          |         |
| Friends Meeting House                       | Uxbridge      | Quäker                                                      |                                                          |         |
| Hayes Town Chapel                           | Hayes         | kongregational                                              | St Mary’s Road, Hayes                                    |         |
| Ickenham United Reformed Church             | Ickenham      | United Reformed Church                                      | Swakeleys Road, Ickenham                                 | Website |
| Immaculate Heart of Mary                    | Hayes         | Römisch-katholische Kirche (durch den Orden der Claretiner) | Botwell Lane, Hayes, Middlesex UB3 2AB                   | Website |
| Most Sacred Heart                           | Ruislip       | Römisch-katholische Kirche                                  | 73 Pembroke Road, Ruislip, Middlesex HA4 8NN             | Website |
| Northwood Hills United Reformed Church      | Northwood     | United Reformed Church                                      |                                                          |         |
| Our Lady of Lourdes & St Michael            | Uxbridge      | Römisch-katholische Kirche                                  | Osborn Road, Uxbridge, Middlesex UB8 1UE                 | Website |
| St Andrew                                   | South Ruislip | Evangelisch-lutherische Kirche                              |                                                          |         |
| St Bernadette                               | Hillingdon    | Römisch-katholische Kirche                                  | 160 Long Lane, Hillingdon, Middlesex UB10 0EH            | Website |
| St Catherine                                | West Drayton  | Römisch-katholische Kirche                                  | 20 The Green, West Drayton, Middlesex UB7 7JP            | Website |
| St Giles’ Church                            | Ickenham      | Church of England                                           | Swakeleys Road, Ickenham                                 | Website |
| St Gregory the Great                        | South Ruislip | Römisch-katholische Kirche                                  | 447 Victoria Road, Ruislip, Middlesex HA4 0EG            | Website |
| St John                                     | Northwood     | United Reformed Church                                      |                                                          |         |
| St John the Baptist                         | Hillingdon    | Church of England                                           | Uxbridge Road, Uxbridge                                  | Website |
| St Martin’s Church                          | Ruislip       | Church of England                                           | Eastcote Road, Ruislip                                   | Website |
| St Matthew                                  | Northwood     | Römisch-katholische Kirche                                  | 32 Hallowell Road, Northwood, Middlesex HA6 1DW          | Website |
| St Raphael                                  | Yeading       | Römisch-katholische Kirche                                  | Morrison Road, Yeading, Middlesex UB4 9JP                | Website |
| St Thomas More                              | Eastcote      | Römisch-katholische Kirche                                  | 32 Field End Road, Eastcote, Middlesex HA5 2QT           | Website |
| St Paul                                     | Harefield     | Römisch-katholische Kirche                                  | 1 Dunster Close, Park Lane, Harefield, Middlesex UB9 6BS | Website |
| Waterloo Road Church                        | Uxbridge      | Evangelikale Kirche                                         |                                                          |         |

### Hounslow
| Name/Patrozinium                            | Lage                 | Konfession                 | Adresse                                                        | Website |
| ------------------------------------------- | -------------------- | -------------------------- | -------------------------------------------------------------- | ------- |
| Brentford & Isleworth Friends Meeting House | Isleworth            | Quäker                     | –                                                              | -       |
| Brentford Free Church                       | Brentford            | United Reformed Church     | –                                                              | -       |
| Hanworth Gospel Hall                        | Hanworth             | überkonfessionell          | 35 Hounslow Road, Hanworth, TW13 6QA                           |         |
| Heston United Reformed Church               | Heston               | United Reformed Church     | –                                                              | -       |
| Hounslow United Reformed Church             | Hounslow             | United Reformed Church     | –                                                              | -       |
| Our Lady & St Christopher                   | Cranford             | Römisch-katholische Kirche | 32 High Street, Cranford, Hounslow, Middlesex TW5 9RG          | Website |
| Our Lady of Grace & St Edward               | Chiswick             | Römisch-katholische Kirche | 247 High Road, London W4 4PU                                   | Website |
| Our Lady of Sorrows & St Bridget            | Isleworth            | Römisch-katholische Kirche | 112 Twickenham Road, Isleworth, Middlesex TW7 6DL              | Website |
| Our Lady Queen of the Apostles              | Heston               | Römisch-katholische Kirche | 15 The Green, Heston Road, Heston, Hounslow, Middlesex TW5 0RL | Website |
| Redeemed Christian Church Of God            | London               | Pfingstbewegung            | Holiday Inn London – Kensington Forum 97 Cromwell Rd, SW7 4DN  | Website |
| St Dunstan                                  | Gunnersbury          | Römisch-katholische Kirche | 141 Gunnersbury Avenue, London W3 8LE                          | Website |
| St George                                   | Heathrow Airport     | überkonfessionell          |                                                                | Website |
| St John the Evangelist                      | Brentford            | Römisch-katholische Kirche | 44 Boston Park Road, Brentford, Middlesex TW8 9JF              | Website |
| St Joseph                                   | Grove Park, Chiswick | Römisch-katholische Kirche | 1 Bolton Road, London W4 3TE                                   | Website |
| St Lawrence                                 | Feltham              | Römisch-katholische Kirche | The Green, Feltham, Middlesex TW13 4AF                         | Website |
| St Vincent de Paul                          | Osterley             | Römisch-katholische Kirche | 2 Witham Road, Osterley, Middlesex TW7 4AH                     | Website |
| SS Michael & Martin                         | Hounslow             | Römisch-katholische Kirche | 94 Bath Road, Hounslow, Middlesex TW3 3EH                      | Website |
| United Free Church                          | Feltham              | United Reformed Church     | –                                                              | -       |

### Islington
| Name/Patrozinium                           | Lage                 | Konfession                                                    | Adresse                                                        | Website |
| ------------------------------------------ | -------------------- | ------------------------------------------------------------- | -------------------------------------------------------------- | ------- |
| Highbury Quadrant Congregational Church    | Highbury             | kongregational                                                | Highbury Quadrant, London N5 2TE                               |         |
| Spanish Congregation of North London       | Highbury             | Evangelikale Kirche                                           | Highbury Quadrant Congregational Church, London N5 2TE         |         |
| Blessed Sacrament                          | Barnsbury            | Römisch-katholische Kirche                                    | 157 Copenhagen Street, London N1 0SR                           | Website |
| Bunhill Fields Friends Meeting House       | Bunhill Fields       | Quäker                                                        |                                                                |         |
| Chapel of St. John the Baptist             | Finsbury Park        | Lettisch Orthodoxe Kirche                                     | St Thomas the Apostle, St. Thomas’ Rd and Monsell Rd London N4 |         |
| Christ Church Highbury                     | Highbury             | Church of England/Evangelikale Kirche                         | Highbury Grove, London, N5 1SA                                 | Website |
| Christadelphian Hall                       | Finsbury Park        | Christadelphian                                               | Rear of 48A Blackstock Road, Finsbury Park N4 2DW              | Website |
| Claremont United Reformed Church           | Pentonville          | United Reformed Church                                        | –                                                              | -       |
| Harecourt United Reformed Church           | Islington            | United Reformed Church                                        | –                                                              | -       |
| Our Lady of Czestochowa & St Casimir       | Islington            | Römisch-katholische Kirche (Polnische Kirche)                 | 2 Devonia Road, London N1 8JJ                                  | Website |
| Our Most Holy Redeemer                     | Exmouth Market       | Church of England                                             | –                                                              | -       |
| Sacred Heart of Jesus                      | Holloway             | Römisch-katholische Kirche                                    | 62 Eden Grove, London N7 8EN                                   | Website |
| St Anthony the Great & St John the Baptist | Holloway             | Griechisch-orthodox                                           | 1 Sussex Way, Holloway, Islington, London N7 6RT               |         |
| St Gabriel                                 | Upper Holloway       | Römisch-katholische Kirche                                    | 15 St John’s Villas, London N19 3EE                            | Website |
| St James                                   | Clerkenwell          | Church of England                                             |                                                                |         |
| St Joan of Arc                             | Highbury             | Römisch-katholische Kirche                                    | 60 Highbury Park, London N5 2XH                                | Website |
| St John                                    | Clerkenwell          | Church of England                                             |                                                                |         |
| St John the Evangelist                     | Islington            | Römisch-katholische Kirche                                    | 39 Duncan Terrace, London N1 8AL                               | Website |
| St Joseph                                  | Finsbury             | Römisch-katholische Kirche                                    | Lamb’s Passage, Bunhill Row, London EC1Y 8LE                   | Website |
| St Joseph                                  | Highgate             | Römisch-katholische Kirche (durch den Orden der Passionisten) | Highgate Hill, London N19 5NE                                  | Website |
| St Luke                                    | Old Street, Finsbury | Entweiht, früher Church of England                            |                                                                |         |
| St Mary                                    | Islington            | Church of England                                             | Upper Street, Islington                                        | Website |
| St Mary Magdalene                          | Holloway             | Church of England                                             | –                                                              | -       |
| St Mellitus                                | Finsbury Park        | Römisch-katholische Kirche                                    | St Mellitus Road, Tollington Park, London N4 3AG               | Website |
| St Thomas the Apostle                      | Finsbury Park        | Church of England                                             | St Thomas and Monsell Road. London N4                          |         |
| SS Peter & Paul                            | Clerkenwell          | Römisch-katholische Kirche                                    | 5 Amwell Street, Rosebery Avenue, London EC1R 1UL              | Website |
| Union Chapel                               | Islington            | kongregational                                                |                                                                | Website |
| Unity Church                               | Islington            | Unitaristische Kirche                                         | 277a Upper St, Islington, London N1 2TZ                        | Website |
| Wesley’s Chapel                            | Clerkenwell          | Methodisten                                                   |                                                                |         |

### Kensington and Chelsea
| Name/Patrozinium                                                         | Lage                    | Konfession                                                                                  | Adresse                                                                          | Website                                                   |
| ------------------------------------------------------------------------ | ----------------------- | ------------------------------------------------------------------------------------------- | -------------------------------------------------------------------------------- | --------------------------------------------------------- |
| All Saints                                                               | Notting Hill            | Church of England                                                                           | –                                                                                | -                                                         |
| All Saints, Chelsea Old Church                                           | Chelsea                 | Church of England                                                                           | –                                                                                | -                                                         |
| Cathedral of the Dormition and All Saints                                | Kensington              | Russisch-Orthodoxe Kirche                                                                   | 67 Ennismore Gardens, London, SW7 1NH                                            | Website                                                   |
| Chelsea Community Church                                                 | Chelsea                 | United Reformed Church                                                                      | –                                                                                | -                                                         |
| Chelsea Methodist                                                        | Chelsea                 | Methodisten                                                                                 | –                                                                                | -                                                         |
| Essex Street Chapel                                                      | Notting Hill Gate       | Unitaristische Kirche                                                                       |                                                                                  | Website                                                   |
| Fetter Lane Society                                                      | Chelsea                 | Herrnhuter Brüdergemeine                                                                    | –                                                                                | -                                                         |
| First Church of Christ, Scientist                                        | Kensington              | Christian Science                                                                           | 8 Wrights Lane, Kensington, London W8 6TA                                        | Website                                                   |
| Holy Trinity                                                             | Brompton                | Church of England                                                                           | –                                                                                | -                                                         |
| Holy Trinity (The Church of the Holy and Undivided Trinity with St Jude) | Chelsea                 | Church of England                                                                           | –                                                                                | -                                                         |
| Immaculate Heart of Mary (Brompton Oratory)                              | Brompton                | Römisch-katholische Kirche (durch die Kongregation vom Oratorium des heiligen Philipp Neri) | Brompton Road, London SW7 2RP                                                    | Website                                                   |
| Kensington Temple                                                        | Kensington              | Pfingstbewegung                                                                             | Kensington Park Road, London, W11 3BY                                            | Website                                                   |
| Kensington United Reformed Church                                        | Kensington              | United Reformed Church                                                                      | –                                                                                | -                                                         |
| Our Lady of Dolours                                                      | Kensington              | Römisch-katholische Kirche (durch den Orden der Serviten)                                   | 264 Fulham Road, London SW10 9EL                                                 | Website                                                   |
| Our Lady of Mount Carmel and St Simon Stock                              | Kensington              | Römisch-katholische Kirche (durch den Orden der Karmeliten)                                 | 41 Kensington Church Street, London W8 4BB                                       | Website                                                   |
| Our Lady of the Holy Souls                                               | Kensal Town             | Römisch-katholische Kirche                                                                  | 68 Hazlewood Crescent, London W10 5DJ                                            | Website                                                   |
| Our Lady of Victories                                                    | Kensington High Street  | Römisch-katholische Kirche                                                                  | 235a Kensington High Street, London W8 6SA                                       | Website                                                   |
| Our Most Holy Redeemer & St Thomas More                                  | Chelsea                 | Römisch-katholische Kirche                                                                  | Cheyne Row, London SW3 5HS                                                       | Website                                                   |
| Redeemed Christian Church of God                                         | Chelsea                 | Pfingstbewegung                                                                             | Holiday Inn London – Kensington Forum 97 Cromwell Rd, SW7 4DN London,07943434353 | Website                                                   |
| St Augustine of Canterbury                                               | Queens Gate             | Church of England                                                                           | –                                                                                | Website                                                   |
| St Barnabas                                                              | Kensington              | Church of England                                                                           | –                                                                                | Website                                                   |
| St Columba                                                               | Knightsbridge           | Church of Scotland                                                                          | –                                                                                | Website                                                   |
| St Francis of Assisi                                                     | Notting Hill            | Römisch-katholische Kirche                                                                  | Pottery Lane, London W11 4NQ                                                     | Website                                                   |
| St Helen                                                                 | North Kensington        | Church of England                                                                           | –                                                                                | -                                                         |
| St John of Rila                                                          | Kensington              | Bulgarisch-orthodoxe Kirche                                                                 | 188 Queens Gate Mews, London SW7 5HL                                             | Website                                                   |
| St Luke & Christ Church                                                  | Chelsea                 | Church of England                                                                           | –                                                                                | Website                                                   |
| St Mark                                                                  | Kensington              | Koptisch-orthodoxe Kirche                                                                   | Allen Street, Kensington, London W8 6UX                                          | Website                                                   |
| St Mary                                                                  | Chelsea                 | Römisch-katholische Kirche                                                                  | Draycott Terrace, London SW3 2QR                                                 | Website                                                   |
| St Mary Abbots                                                           | Kensington              | Church of England                                                                           | –                                                                                | Website                                                   |
| St Mary the Boltons                                                      | The Boltons, Kensington | Church of England                                                                           |                                                                                  | Website (Memento vom 28. August 2008 im Internet Archive) |
| St Paul                                                                  | Knightsbridge           | Church of England                                                                           |                                                                                  | Website                                                   |
| St Peter                                                                 | Notting Hill            | Church of England                                                                           |                                                                                  | Website                                                   |
| St Pius X                                                                | North Kensington        | Römisch-katholische Kirche                                                                  | 79 St Charles Square, London W10 6EB                                             | Website                                                   |
| St Sarkis                                                                | Kensington              | Armenische Apostolische Kirche                                                              | Iverna Gardens, Kensington, London W8 6TP                                        |                                                           |
| St Sava                                                                  | Ladbroke Grove          | Serbisch-Orthodoxe Kirche                                                                   | 89 Lancaster Road, London W11 1QQ                                                | Website                                                   |
| St Yeghiche                                                              | South Kensington        | Armenische Apostolische Kirche, früher Church of England                                    | Cranley Gardens, Kensington                                                      |                                                           |
| Second Church of Christ, Scientist                                       | Notting Hill Gate       | Wiederhergestellte Kirche Christi, Szientismus                                              | 104 Palace Gardens Terrace, London W8 4RT                                        | Website                                                   |
| Westbourne Grove Church                                                  | Westbourne Grove        | Charismatische Bewegung, Salt and Light International                                       | –                                                                                | -                                                         |

### Kingston upon Thames
| Name/Patrozinium                            | Lage                 | Konfession                                                 | Adresse                                                                                 | Website |
| ------------------------------------------- | -------------------- | ---------------------------------------------------------- | --------------------------------------------------------------------------------------- | ------- |
| BFGC New Malden Church                      | New Malden           | Pfingstbewegung, Assemblies of God                         | 2 Alric Avenue, New Malden, Surrey KT3 4JN                                              | Website |
| Friends Meeting House                       | Kingston-upon-Thames | Quäker                                                     | –                                                                                       | -       |
| Kings Church Kingston                       | Kingston-upon-Thames | Evangelikale Kirche, Newfrontiers                          | The Territorial Army (TA) Centre, Portsmouth Road, Kingston Upon Thames, Surrey KT1 2QX | Website |
| Kingsgate Church                            | Kingston             |                                                            | 161 Clarence Street, Kingston upon Thames KT1 1QT                                       | Website |
| Kingston Upon Thames United Reformed Church | Kingston-upon-Thames | United Reformed Church                                     | –                                                                                       | -       |
| New Malden United Reformed Church           | New Malden           | United Reformed Church                                     | –                                                                                       | -       |
| Our Lady Immaculate                         | Tolworth             | Römisch-katholische Kirche                                 | 401 Ewell Road, Surbiton, Surrey KT6 7DG                                                | Website |
| St Agatha                                   | Kingston-upon-Thames | Römisch-katholische Kirche                                 | 1 Wyndham Road, Kingston-upon-Thames, Surrey KT2 5JR                                    | Website |
| St Ann                                      | Kingston Hill        | Römisch-katholische Kirche                                 | Kingston Hill, Kingston-upon-Thames, Surrey KT2 7LX                                     | -       |
| St Catherine of Siena                       | Chessington          | Römisch-katholische Kirche                                 | 100 Leatherhead Road, Chessington, Surrey KT9 2HY                                       | Website |
| St George                                   | Kingston-upon-Thames | Griechisch-orthodoxe Kirche                                | Borough Road, Kingston-upon-Thames, Surrey KT2 6BD                                      |         |
| St Joseph                                   | New Malden           | Römisch-katholische Kirche                                 | Kingston Road, New Malden, Surrey KT3 3QW                                               | Website |
| St Pius X                                   | Norbiton             | Römisch-katholische Kirche (durch den Orden der Paulisten) | The Triangle, Kingston-upon-Thames, Surrey KT1 3SB                                      | Website |
| St Raphael                                  | Surbiton             | Römisch-katholische Kirche                                 | Portsmouth Road, Surbiton, Surrey KT1 2NA                                               | Website |
| Tolworth United Reformed Church             | Tolworth             | United Reformed Church                                     | –                                                                                       | -       |

### Lambeth
| Name/Patrozinium                                        | Lage                    | Konfession                                                                                  | Adresse                                           | Website |
| ------------------------------------------------------- | ----------------------- | ------------------------------------------------------------------------------------------- | ------------------------------------------------- | ------- |
| All Saints                                              | West Dulwich            | Church of England                                                                           | –                                                 | -       |
| Brixton Hill United Reformed Church                     | Brixton Hill            | United Reformed Church                                                                      | –                                                 | -       |
| Christ Church & Upton Chapel mit Lincoln Memorial Tower | Lambeth                 | kongregational, Baptisten, United Reformed Church, verbunden mit Oasis Trust                | –                                                 | -       |
| Church of Jesus Christ of Latter-day Saints             | Clapham                 | Kirche Jesu Christi der Heiligen der Letzten Tage                                           | –                                                 | -       |
| Church of Jesus Christ of Latter-day Saints             | Kennington              | Kirche Jesu Christi der Heiligen der Letzten Tage                                           | –                                                 | -       |
| Corpus Christi                                          | Brixton Hill            | Römisch-katholische Kirche                                                                  | Brixton Hill, London SW2                          | -       |
| Effra Road Chapel                                       | Brixton                 | Unitaristische Kirche                                                                       | 63 Effra Road, Brixton, London SW2 1BZ            | Website |
| English Martyrs                                         | Streatham               | Römisch-katholische Kirche                                                                  | 2 Mitcham Lane, London SW16 6NN                   | -       |
| Friends Meeting House                                   | Streatham               | Quäker                                                                                      | –                                                 | -       |
| Holy Redeemer (Italian Mission-La Chiesa del Redentore) | Brixton                 | Römisch-katholische Kirche (durch die Brüder vom Heiligsten Herzen Jesu)                    | 20 Brixton Road, London SW9 6BU                   | -       |
| Our Immaculate Lady of Victories (St Mary)              | Clapham                 | Römisch-katholische Kirche (durch die Redemptoristen)                                       | Clapham Park Road, London SW4 7AP                 | Website |
| Our Lady of the Rosary                                  | Brixton                 | Römisch-katholische Kirche                                                                  | 6 Knowle Close, London SW9 0TQ                    | -       |
| St Anne                                                 | Vauxhall                | Römisch-katholische Kirche (durch die Augustiner-Rekollekten)                               | 363 Kennington Lane, London SE11 5QY              | -       |
| St Bartholomew                                          | Norbury                 | Römisch-katholische Kirche                                                                  | Hepworth Road, London SW16 5DE                    | -       |
| St Bede                                                 | Clapham Park            | Römisch-katholische Kirche (außerdem eine Gemeinde der Traditional Latin Mass)              | 58 Thornton Road, London SW12 0LF                 | Website |
| St Francis de Sales & St Gertrude                       | Stockwell               | Römisch-katholische Kirche                                                                  | 26 Larkhall Lane, London SW4 6SP                  | -       |
| St John the Divine                                      | Kennington              | Church of England, Anglikanisch-Katholische Kirche                                          | –                                                 | Website |
| St Leonard                                              | Streatham               | Church of England                                                                           | –                                                 | -       |
| St Luke                                                 | West Norwood            | Church of England, evangelikale Kirche                                                      | –                                                 | Website |
| St Mary-at-Lambeth                                      | Lambeth                 | Entweiht, früher Church of England, heute das Garden Museum                                 |                                                   |         |
| St Matthew                                              | West Norwood            | Römisch-katholische Kirche (durch Society of the Missionaries of St. Francis Xavier, Pilar) | 37 Norwood High Street, London SE27 9JU           | -       |
| St Patrick’s Priory                                     | Waterloo                | Römisch-katholische Kirche (durch die Franziskaner-Minoriten)                               | 26 Cornwall Road, London SE1 8TW                  | Website |
| St Thomas with St Stephen                               | Telford Park, Streatham | Church of England                                                                           | –                                                 | -       |
| St Philip & St James                                    | Herne Hill              | Römisch-katholische Kirche                                                                  | Poplar Walk, London SE24 0BS                      | Website |
| SS Constantine & Helen                                  | Upper Norwood           | Griechisch-orthodoxe Kirche                                                                 | 69a Westow Street, Upper Norwood, London SE19 3RW |         |
| SS Simon and Jude                                       | Streatham Hill          | Römisch-katholische Kirche                                                                  | 5 Hillside Road, London SW2 3HL                   | Website |
| Stockwell Green United Reformed Church                  | Stockwell               | United Reformed Church                                                                      | –                                                 | -       |
| Streatham United Reformed Church                        | Stockwell               | United Reformed Church                                                                      | –                                                 | -       |

### Lewisham
| Name/Patrozinium                                     | Lage                  | Konfession                                                         | Adresse                                                            | Website |
| ---------------------------------------------------- | --------------------- | ------------------------------------------------------------------ | ------------------------------------------------------------------ | ------- |
| Annunciation & St Augustine                          | Beckenham             | Römisch-katholische Kirche (durch den Orden der Paulisten)         | Dunfield Road, London SE6                                          | Website |
| Assumption                                           | Deptford              | Römisch-katholische Kirche (durch den Orden der Paulisten)         | 131 Deptford High Street, London SE8 4NS                           | Website |
| Christ Church                                        | Catford               | United Reformed Church                                             | –                                                                  | -       |
| Church of Jesus Christ of Latter-day Saints          | Catford               | Kirche Jesu Christi der Heiligen der Letzten Tage                  | –                                                                  | -       |
| Church of the Good Shepherd                          | Lee                   | Church of England                                                  | Handen Road, Lee, London, SE12 8NR                                 | Website |
| Friends Meeting House                                | Forest Hill           | Quäker                                                             |                                                                    | Website |
| Good Shepherd                                        | Downham               | Römisch-katholische Kirche                                         | 79 Moorside Road, Bromley, Kent BR1 5EP                            | -       |
| Grove Centre Church                                  | Sydenham              | United Reformed Church                                             |                                                                    |         |
| Hamilton Hall                                        | Forest Hill           | Christadelphian                                                    | South Road SE23 2UF                                                | Website |
| Holy Cross                                           | Catford               | Römisch-katholische Kirche                                         | 208 Sangley Road, London SE6 2JS                                   | Website |
| Honor Oak Christian Fellowship Centre                | Honor Oak             | Brethren/Baptisten, Fellowship of Independent Evangelical Churches | –                                                                  | Website |
| Jubilee International Church                         | Chinbrook, Grove Park | Pfingstbewegung, Assemblies of God                                 | Mayeswood Road, Lewisham, London                                   | Website |
| King’s Church                                        | Catford               | Pfingstbewegung, Newfrontiers                                      | –                                                                  | Website |
| Lee Green United Reformed Church                     | Lee Green             | United Reformed Church                                             | –                                                                  | -       |
| Lewisham Unitarian Congregation                      | Catford               | Unitaristische Kirche                                              | The Meeting House, 41 Bromley Rd, Catford, LONDON SE6 2TS          | Website |
| Lewisham United Reformed Church                      | Lewisham              | United Reformed Church                                             | –                                                                  | -       |
| Living Word Christian Fellowship                     | Lee Green             | Pfingstbewegung                                                    |                                                                    |         |
| Loampit Gospel Hall                                  | Lewisham              | überkonfessionell                                                  | –                                                                  | Website |
| London International church of Christ                | Lewisham              | Internationale Gemeinde Christi                                    | Ladywell Leisure Centre, 261 Lewisham High Street London, SE13 6NJ | Website |
| Our Lady & St Philip Neri                            | Sydenham              | Römisch-katholische Kirche                                         | 208 Sydenham Road, London SE26 5SE                                 | Website |
| Our Lady of Lourdes                                  | Lee                   | Römisch-katholische Kirche                                         | 45b Burnt Ash Hill, London SE12 0AE                                | -       |
| Resurrection of Our Lord                             | Sydenham              | Römisch-katholische Kirche                                         | 165-169 Kirkdale, London SE26 4QL                                  | -       |
| St Andrew                                            | Brockley              | United Reformed Church                                             | –                                                                  | -       |
| St Gregorios                                         | Brockley              | Malankara Orthodox-Syrische Kirche                                 | Cranfield Road, Brockley, London SE4 1UF                           | Website |
| St Mary Magdalen                                     | Brockley              | Römisch-katholische Kirche                                         | Howson Road, London SE4                                            | -       |
| St Michael                                           | New Cross             | United Reformed Church                                             | –                                                                  | -       |
| St Paul                                              | Deptford              | Church of England                                                  | –                                                                  | -       |
| St Saviour & Saints John the Baptists and Evangelist | Lewisham              | Römisch-katholische Kirche                                         | 175 Lewisham High Street, London SE13 6AA                          | Website |
| St William of York                                   | Forest Hill           | Römisch-katholische Kirche                                         | 4 Brockley Park, London SE23 1PS                                   | Website |
| Trinity United Reformed Church                       | Catford               | United Reformed Church                                             | –                                                                  | -       |

### Merton
| Name/Patrozinium                                     | Lage                                          | Konfession                                                                                      | Adresse                                                | Website |
| ---------------------------------------------------- | --------------------------------------------- | ----------------------------------------------------------------------------------------------- | ------------------------------------------------------ | ------- |
| St Johns South London Church of England (Continuing) | Merton Abbey / South Wimbledon / Coliers Wood | Church of England (Continuing)                                                                  | Meeting at Trellis House, 1 Mill Road, London SW19 2NE | Website |
| Christ the King                                      | Wimbledon Park                                | Römisch-katholische Kirche                                                                      | The Crescent, London SW19 8AJ                          | Website |
| Church of Jesus Christ of Latter-day Saints          | Mitcham                                       | Kirche Jesu Christi der Heiligen der Letzten Tage                                               |                                                        |         |
| Dundonald Church                                     | Raynes Park                                   | Presbyterianische Kirche                                                                        | The Factory, 577 Kingston Road, London SW20 8SA        | Website |
| Elim Pentecostal Church                              | Mitcham                                       | Pfingstbewegung                                                                                 | –                                                      | -       |
| Elim Pentecostal Church                              | Wimbledon                                     | Pfingstbewegung                                                                                 | 59 High Path, Wimbledon, SW19 2JY                      | Website |
| Friends Meeting House                                | Wimbledon                                     | Quäker                                                                                          | –                                                      | -       |
| Mitcham Junction Gospel Hall                         | Mitcham Junction                              | überkonfessionell                                                                               | Percy Road, Mitcham Junction, Surrey, CR4 4JW          | Website |
| Morden Baptist Church                                | Morden                                        | Baptisten                                                                                       | –                                                      | -       |
| Our Lady of the Assumption                           | Tooting                                       | Römisch-katholische Kirche                                                                      | 282 Links Road, London SW17 9ER                        | Website |
| Sacred Heart                                         | Wimbledon                                     | Römisch-katholische Kirche (durch die Jesuiten)                                                 | Edge Hill, London SW19 4LU                             | Website |
| Sacred Heart Mass Centre                             | New Malden                                    | Römisch-katholische Kirche (durch die Jesuiten)                                                 | Burlington Road, New Malden, Surrey KT3 4ND            | -       |
| St John Fisher                                       | South Merton                                  | Römisch-katholische Kirche                                                                      | 207 Cannon Hill Lane, London SW20 9DB                  | -       |
| St Joseph                                            | Colliers Wood                                 | Römisch-katholische Kirche                                                                      | 63 High Street Colliers Wood, London SW19 2HS          | Website |
| St Lawrence                                          | Morden                                        | Church of England                                                                               | –                                                      | Website |
| St Mary                                              | Wimbledon                                     | Church of England                                                                               | –                                                      | Website |
| St Michael                                           | Pollards Hill                                 | Römisch-katholische Kirche (durch den Orden der Salvatorianer)                                  | 9 Fern Avenue, Mitcham, Surrey CR4 1LS                 | -       |
| St Teresa of the Child Jesus                         | Morden                                        | Römisch-katholische Kirche                                                                      | 250 Bishopsford Road, Morden, Surrey SM4 6BZ           | Website |
| St Winefride                                         | South Wimbledon                               | Römisch-katholische Kirche                                                                      | 2 Latimer Road, London SW19 1EP                        | Website |
| SS Peter & Paul                                      | Mitcham                                       | Römisch-katholische Kirche (durch die Society of the Missionaries of St. Francis Xavier, Pilar) | Cranmer Road, Mitcham, Surrey CR4 4LD                  | Website |

### Newham
| Name/Patrozinium                                 | Lage           | Konfession                                                | Adresse                                                     | Website                                                   |
| ------------------------------------------------ | -------------- | --------------------------------------------------------- | ----------------------------------------------------------- | --------------------------------------------------------- |
| All Saints (West Ham Parish Church)              | West Ham       | Church of England                                         | Church Street, Stratford, London E15 3HU                    | Website                                                   |
| All Saints                                       | Forest Gate    | Church of England                                         | Hampton Road, Forest Gate, London E7 4RD                    | -                                                         |
| Ascension                                        | Victoria Docks | Church of England                                         | Baxter Road, Custom House, London E16 3HJ                   | Website                                                   |
| Bonny Downs Baptist Church                       | East Ham       | Baptisten                                                 | –                                                           | -                                                         |
| Bryant Street Methodist Church                   | Stratford      | Methodisten                                               | Byrant Street, Stratford, London E15 4RU                    | Website                                                   |
| Central Baptist Church                           | Stratford      | Baptisten                                                 | The Grove, Stratford, London E15 1EN                        | Website                                                   |
| Christ Church, Newham                            | Plaistow       | United Reformed Church                                    | –                                                           | -                                                         |
| Christadelphian Hall                             | East Ham       | Christadelphian                                           | Shrewbury Road, London E7 8QF                               | Website                                                   |
| City Chapel                                      | Beckton        | Evangelikale Kirche, Evangelical Alliance                 | St Marks Centre, 218 Tollgate Road, Beckton, London, E6 5YA | Website                                                   |
| Custom House Baptist Church                      | Custom House   | Baptisten                                                 | Prince Regent Lane, London E16 3JJ                          | Website                                                   |
| East Ham Baptist Church                          | East Ham       | Baptisten                                                 | –                                                           | -                                                         |
| Emmanuel                                         | Forest Gate    | Church of England                                         | Romford Road, Forest Gate, London E7 8BD                    | -                                                         |
| Full Gospel Hall                                 | East Ham       | Pfingstbewegung                                           | –                                                           | -                                                         |
| Harold Road Moravian Church                      | Stratford      | Herrnhuter Brüdergemeine                                  | Hibiscus Community Centre, Buckingham Road, London E15 1SP  | Website (Memento vom 14. August 2007 im Internet Archive) |
| Highway Church                                   | Stratford      | Evangelikale Kirche                                       | 88A, Romford Road, Stratford, London E15 4EH                | Website                                                   |
| Major Road Baptist Church                        | Stratford      | Baptisten                                                 | Major Road, Stratford, London E15                           | Website                                                   |
| Manor Park Christian Centre                      | Manor Park     | Evangelikale Kirche, Evangelical Alliance                 | 454 High Street North, London E12 6RH                       | Website                                                   |
| Our Lady of Compassion                           | Upton Park     | Römisch-katholische Kirche                                | Green Street, London E13 9AX                                | -                                                         |
| Potter’s House Christian Centre                  | Manor Park     | Pfingstbewegung, Potter’s House Christian Fellowship      | –                                                           | -                                                         |
| Shalom United Reformed Church                    | Manor Park     | United Reformed Church                                    | –                                                           | -                                                         |
| St Alban                                         | Upton Park     | Church of England                                         | 157 Wakefield Street, East Ham, London E6 1LG               | Website                                                   |
| St Anne                                          | Custom House   | Römisch-katholische Kirche                                | 1 Berwick Road, London E16 3DR                              | Website                                                   |
| St Antony of Padua                               | Forest Gate    | Römisch-katholische Kirche                                | 56 St Antony’s Road, London E7 9QB                          | Website                                                   |
| St Barnabas                                      | Manor Park     | Church of England                                         | Browning Road, Manor Park, London E12 6PB                   | Website                                                   |
| St Bartholomew                                   | East Ham       | Church of England                                         | 292b Barking Road East Ham London E6 3BA                    | Website                                                   |
| St Edmund                                        | Forest Gate    | Church of England                                         | 464 Katherine Road, Forest Gate, London E7 8NP              | -                                                         |
| St Francis of Assisi                             | Stratford      | Römisch-katholische Kirche                                | Grove Crescent Road, London E15 4HT                         | -                                                         |
| St George & St Ethelbert                         | East Ham       | Church of England                                         | Burford Road, East Ham, London E6 3NB                       | Website                                                   |
| St James                                         | Stratford      | Church of England                                         | 98 St. James Road, Stratford, London E15 1RN                | Website                                                   |
| St John The Evangelist                           | North Woolwich | Church of England                                         | 272 Albert Road, North Woolwich, London E16 2JB             | -                                                         |
| St John The Evangelist                           | Stratford      | Church of England                                         | Broadway, Stratford, London E15 1NG                         | Website                                                   |
| St Lazarus and St Andrew the Apostle             | Forest Gate    | Griechisch-orthodoxe Kirche                               | Rutland Road, London E7 8PH                                 |                                                           |
| St Luke                                          | Victoria Docks | Church of England                                         | Ruscoe Road, Canning Town, London E16 1JB                   | Website                                                   |
| St Margaret & All Saints                         | Canning Town   | Römisch-katholische Kirche                                | 79 Barking Road, London E16 4HB                             | -                                                         |
| St Margaret Convent Chapel                       | Canning Town   | Römisch-katholische Kirche                                | Bethell Avenue, London E16 4JU                              | -                                                         |
| St Mark                                          | Beckton        | Church of England                                         | 218 Tollgate Road, Beckton, London E6 5YA                   | Website                                                   |
| St Mark                                          | Forest Gate    | Church of England                                         | Lorne Road, Forest Gate, London E7 0LJ                      | Website                                                   |
| St Mark’s Ecumenical Church and Community Centre | Beckton        | Ökumenisch, Church of England, Römisch-katholische Kirche | 218 Tollgate Road, London E6 5YA                            | -                                                         |
| St Martin                                        | Plaistow       | Church of England                                         | Claughton Road, Plaistow, London E13 9PN                    | -                                                         |
| St Mary & St Edward with St John                 | Silvertown     | Römisch-katholische Kirche, Church of England             | Albert Road, London E16 2JY                                 | Website                                                   |
| St Mary Magdalene                                | East Ham       | Church of England                                         | High Street South, East Ham, London, E6 3PG                 | Website                                                   |
| St Mary the Virgin                               | Little Ilford  | Church of England                                         | Church Road, Little Ilford, London E12 6HA                  | Website                                                   |
| St Mary                                          | Plaistow       | Church of England                                         | St Mary’s Road, Plaistow, London E13 9AE                    | -                                                         |
| St Matthew                                       | West Ham       | Church of England                                         | Dyson Road, Stratford, E15 4JX                              | Website                                                   |
| St Matthias                                      | Canning Town   | Church of England                                         | Kimberley Road, Canning Town, London E16 4NT                | -                                                         |
| St Michael & All Angels                          | Manor Park     | Church of England                                         | Romford Road, Manor Park, London E12 5JF                    | Website                                                   |
| St Michael                                       | East Ham       | Römisch-katholische Kirche                                | 21 Tilbury Road, London E6 6ED                              | -                                                         |
| St Nicholas                                      | Manor Park     | Römisch-katholische Kirche                                | Gladding Road, London E12 5DD                               | -                                                         |
| St Paul                                          | East Ham       | Church of England                                         | 227 Burges Road, East Ham, London E6 2EU                    | -                                                         |
| St Paul                                          | Stratford      | Church of England                                         | Maryland Road, Stratford, London E15 1JL                    | -                                                         |
| St Philip & St James                             | Plaistow       | Church of England                                         | Foster Road, Plaistow, London E13 8SR                       | -                                                         |
| St Saviour                                       | Forest Gate    | Church of England                                         | Macdonald Road, Forest Gate, London E7 0HE                  | -                                                         |
| St Stephen                                       | Manor Park     | Römisch-katholische Kirche                                | Church Road, London E12 6HL                                 | -                                                         |
| Stratford Unitarian & Free Christian Church      | Stratford      | Unitaristische Kirche                                     | West Ham Lane, London E15 4PH                               | Website                                                   |

### Redbridge
| Name/Patrozinium                            | Lage             | Konfession                                        | Adresse                                                              | Website |
| ------------------------------------------- | ---------------- | ------------------------------------------------- | -------------------------------------------------------------------- | ------- |
| All Saints                                  | Goodmayes        | Church of England                                 | –                                                                    | -       |
| All Saints                                  | Woodford Wells   | Church of England                                 | –                                                                    | -       |
| Assumption                                  | Hainault         | Römisch-katholische Kirche                        | 98 Manford Way, Chigwell, Essex IG7 4DF                              | Website |
| Christ Church                               | Wanstead         | Church of England                                 | –                                                                    | -       |
| Church of Jesus Christ of Latter-day Saints | Ilford           | Kirche Jesu Christi der Heiligen der Letzten Tage | –                                                                    | -       |
| City Gates                                  | Ilford           | Pfingstbewegung                                   | Cineworld Ilford                                                     | -       |
| Fairlop Evangelical Church                  | Barkingside      | Evangelikale Kirche                               | –                                                                    | -       |
| Friends Meeting House                       | Wanstead         | Quäker                                            | –                                                                    | -       |
| Grace Church                                | Goodmayes        | Charismatische Bewegung, Newfrontiers             | –                                                                    | -       |
| Hainault Baptist Church                     | Hainault         | Baptisten                                         | –                                                                    | -       |
| Hainault Evangelical Church                 | Hainault         | überkonfessionell                                 | –                                                                    | Website |
| Holy Trinity                                | Barkingside      | Church of England                                 | –                                                                    | -       |
| Holy Trinity                                | South Woodford   | Church of England                                 | –                                                                    | -       |
| Ilford High Road Baptist                    | Ilford           | Baptisten                                         | –                                                                    | -       |
| Ilford Hospital Chapel                      | Ilford           | Römisch-katholische Kirche                        | –                                                                    | -       |
| Our Lady of Lourdes                         | Wanstead         | Römisch-katholische Kirche                        | 51 Cambridge Park, London E11 2PR                                    | Website |
| London International church of Christ       | Redbridge        | Internationale Gemeinden Christi                  | Wanstead High School, Redbridge Lane West, Wanstead, London, E11 2JZ | Website |
| St Alban                                    | Ilford           | Church of England                                 | –                                                                    | -       |
| St Andrew                                   | Ilford           | Church of England                                 | –                                                                    | -       |
| St Andrew                                   | Woodford Wells   | Church of England                                 | –                                                                    | -       |
| St Anne Line                                | South Woodford   | Römisch-katholische Kirche                        | 7 Grove Crescent, London E18 2JR                                     | -       |
| St Augustine of Canterbury                  | Barkingside      | Römisch-katholische Kirche                        | Cranbrook Road, Ilford, Essex IG6 1AU                                | Website |
| St Barnabas                                 | Woodford Green   | Church of England                                 | –                                                                    | -       |
| St Bede                                     | Chadwell Heath   | Römisch-katholische Kirche                        | Bishop’s Avenue, Romford, Essex RM6 5RS                              | Website |
| St Cedd                                     | Barkingside      | Church of England                                 | –                                                                    | -       |
| St Cedd                                     | Goodmayes        | Römisch-katholische Kirche                        | High Road, Ilford, Essex IG3 8SH                                     | -       |
| St Clement                                  | Ilford           | Church of England                                 | –                                                                    | -       |
| St Francis of Assisi                        | Barkingside      | Church of England                                 | –                                                                    | -       |
| St Gabriel                                  | Aldersbrook      | Church of England                                 | –                                                                    | -       |
| St George                                   | Barkingside      | Church of England                                 | –                                                                    | -       |
| St John the Baptist                         | Cranbrook        | Römisch-katholische Kirche                        | 349 Wanstead Park Road, Ilford, Essex IG1 3TS                        | -       |
| St John the Evangelist                      | Ilford           | Church of England                                 | –                                                                    | -       |
| St John Vianney                             | Clayhall         | Römisch-katholische Kirche                        | Stoneleigh Road, Ilford, Essex IG5 0JB                               | -       |
| St Laurence                                 | Becontree        | Church of England                                 | –                                                                    | -       |
| St Luke                                     | Ilford           | Church of England                                 | –                                                                    | -       |
| St Margaret of Antioch                      | Ilford           | Church of England                                 | –                                                                    | -       |
| St Mary                                     | Ilford           | Church of England                                 | 426 High Road, Ilford                                                | Website |
| St Mary                                     | South Woodford   | Church of England                                 | –                                                                    | -       |
| St Mary                                     | Wanstead         | Church of England                                 | –                                                                    | -       |
| St Mary & St Erconwald                      | Ilford           | Church of England                                 | Ilford Lane, Ilford, Essex IG1 2LZ                                   | -       |
| St Paul                                     | Goodmayes        | Church of England                                 | –                                                                    | -       |
| St Paul                                     | Hainault         | Church of England                                 | –                                                                    | -       |
| St Paul                                     | Woodford Bridge  | Church of England                                 | –                                                                    | -       |
| St Peter                                    | Aldborough Hatch | Church of England                                 | –                                                                    | -       |
| St Teresa                                   | Newbury Park     | Römisch-katholische Kirche                        | Eastern Avenue, Ilford, Essex IG2 7LA                                | -       |
| SS Peter & Paul                             | Ilford           | Römisch-katholische Kirche                        | 342 High Road, Ilford, Essex IG1 1QP                                 | -       |
| The Bridge Church                           | Woodford         | Assemblies of God                                 | The Bridge Buckhurst Hill, Princes Road, Buckhurst Hill, IG9 5EE     | Website |
| The Drive Methodist Church                  | Ilford           | Methodisten                                       | –                                                                    | -       |
| Tree of Life Fellowship                     | Barkingside      | überkonfessionell                                 | –                                                                    | Website |

### Richmond upon Thames
| Name/Patrozinium                                  | Lage         | Konfession                                                                | Adresse                                                | Website                                                |
| ------------------------------------------------- | ------------ | ------------------------------------------------------------------------- | ------------------------------------------------------ | ------------------------------------------------------ |
| All Hallows                                       | Twickenham   | Church of England                                                         | Chertsey Road, Twickenham TW1 1EW                      | Website                                                |
| The Barn Church, Kew                              | Kew          | Church of England                                                         | Atwood Avenue, Kew, Richmond TW9 4HF                   | Website                                                |
| Bethlehem Chapel, Richmond                        | Richmond     | unabhängige Calvinisten                                                   | Church Terrace, Richmond TW10 6SE                      |                                                        |
| Christian Fellowship in Richmond                  | Richmond     |                                                                           | Halford House, 27 Halford Road, Richmond TW10 6AW      | Website                                                |
| Duke Street Church, Richmond                      | Richmond     | Konservativ-evangelisch                                                   | Duke Street, Richmond TW9 1DH                          | Website                                                |
| First Church of Christ, Scientist, Richmond       | Richmond     | Christian Science                                                         | 35 Sheen Road, Richmond TW9 1AD                        | Website                                                |
| Friends Meeting House, Richmond                   | Richmond     | Quäker                                                                    | 1 Retreat Road, Richmond TW9 1NN                       | Website                                                |
| Hampton Hill United Reformed Church               | Hampton Hill | United Reformed Church                                                    | Hampton Hill High Street TW12 1NB                      | Website                                                |
| Holy Trinity, Richmond                            | Richmond     | Church of England                                                         | Sheen Park, Richmond TW9 1UP                           | Website                                                |
| Kew Baptist Church                                | Kew          | Baptisten                                                                 | Windsor Road, Richmond TW9 2EL                         | Website                                                |
| Our Lady of Loreto and St Winefride’s, Kew        | Kew          | Römisch-katholische Kirche                                                | 1 Leyborne Park, Richmond TW9 3HB                      | Website                                                |
| Our Lady Queen of Peace Church, Richmond          | Richmond     | Römisch-katholische Kirche                                                | 222 Sheen Road, Richmond TW10 5AN                      | Website                                                |
| Raleigh Road United Church                        | Richmond     | Methodist & United Reformed                                               | Raleigh Road, Richmond TW9 2DX                         | Website                                                |
| Richmond & Putney Unitarian Church                | Richmond     | Unitaristische Kirche                                                     | Ormond Road, Richmond TW10 6TH                         | Website                                                |
| St Andrew                                         | Ham          | Church of England                                                         | Church Road, Ham, Richmond TW10 5HG                    | Website                                                |
| St Anne                                           | Kew          | Church of England                                                         | Kew Green, Kew, Richmond TW9 3AA                       | Website                                                |
| St Edmund of Canterbury                           | Whitton      | Römisch-katholische Kirche                                                | St Edmund’s Lane, 213 Nelson Road, Whitton TW2 7BB     | Website                                                |
| St Elizabeth of Portugal Church                   | Richmond     | Römisch-katholische Kirche                                                | The Vineyard, Richmond TW10 6AQ                        | Website                                                |
| St Frances de Sales                               | Hampton Hill | Römisch-katholische Kirche (durch die Missionare des hl. Franz von Sales) | 16 Wellington Road, Hampton Hill TW12 1JR              | Website                                                |
| St James                                          | Twickenham   | Römisch-katholische Kirche                                                | 61 Pope’s Grove, Twickenham TW1 4JZ                    | Website                                                |
| St John the Divine, Richmond                      | Richmond     | Church of England                                                         | Kew Road, Richmond TW9 2PE                             | Website                                                |
| St Luke                                           | Kew          | Church of England                                                         | The Avenue, Kew TW9 2AJ                                | Website                                                |
| St Margaret of Scotland                           | St Margarets | Römisch-katholische Kirche                                                | 130 St Margaret’s Road, Twickenham TW1 1RL             | Website                                                |
| St Mary’s Church, Barnes                          | Barnes       | Church of England                                                         | St Mary’s Barnes, Church Road, Barnes, London SW13 9HL | Website                                                |
| St Mary                                           | Hampton      | Church of England                                                         | Thames Street, Hampton TW12 2EB                        | Website                                                |
| St Mary’s, Twickenham                             | Twickenham   | Church of England                                                         | Church Street, Twickenham TW1 4JZ                      | Website                                                |
| St Mary Magdalen’s Roman Catholic Church Mortlake | Mortlake     | Römisch-katholische Kirche                                                | 61 North Worple Way, London SW14 8PR                   | Website                                                |
| St Mary Magdalene, Richmond                       | Richmond     | Church of England                                                         | Paradise Road, Richmond TW9 1SN                        | Website                                                |
| St Mary the Virgin Mortlake                       | Mortlake     | Church of England                                                         | Mortlake High Street, London SW14 8JA                  | Website (Memento vom 16. Mai 2008 im Internet Archive) |
| St Matthias Church, Richmond                      | Richmond     | Church of England                                                         | Church Road, Richmond TW10 6LS                         | Website                                                |
| St Osmund                                         | Barnes       | Römisch-katholische Kirche                                                | 79 Castelnau, London SW13 9RT                          | Website                                                |
| St Peter                                          | Petersham    | Church of England                                                         | Church Lane, off Petersham Road, Petersham TW10 7AB    | Website                                                |
| St Theodore of Canterbury                         | Hampton      | Römisch-katholische Kirche                                                | 110 Station Road, Hampton TW12 2AS                     | Website                                                |
| St Thomas Aquinas                                 | Ham          | Römisch-katholische Kirche                                                | Ham Street, Richmond TW10 7HT                          | -                                                      |
| Sacred Heart                                      | Teddington   | Römisch-katholische Kirche                                                | 262 Kingston Road, Teddington TW11 9JG                 | Website                                                |
| Teddington Baptist Church                         | Teddington   | Baptisten                                                                 | 17 Church Road, Teddington TW11 8PF                    | Website -                                              |
| Twickenham United Reformed Church                 | Twickenham   | United Reformed Church                                                    | First Cross Road, Twickenham TW2 5QA                   | Website                                                |
| The Vineyard Church, Richmond                     | Richmond     | Congregational                                                            | The Vineyard, Richmond TW10 6AQ                        | Website                                                |

### Southwark
| Name/Patrozinium                                  | Lage                | Konfession                                                     | Adresse                                               | Website  | Bemerkungen     |
| ------------------------------------------------- | ------------------- | -------------------------------------------------------------- | ----------------------------------------------------- | -------- | --------------- |
| All Saints                                        | Peckham             | Church of England                                              | –                                                     | -        |                 |
| All Saints                                        | Rotherhithe         | Church of England                                              | –                                                     | –        | 1952 abgerissen |
| Bermondsey Gospel Hall                            | Bermondsey          | überkonfessionell                                              | –                                                     | -        |                 |
| Borough Welsh Congregational Chapel               | Borough             | Walisisch kongregationale Kirche                               | –                                                     | -        |                 |
| Camberwell Green United Reformed Church           | Camberwell          | United Reformed Church                                         | –                                                     | -        |                 |
| Canada Water Church                               | Rotherhithe         | Presbyterianische Kirchen                                      | Rotherhithe Free Evangelical Church                   | Website  |                 |
| Christ Church                                     | East Dulwich        | United Reformed Church                                         | –                                                     | -        |                 |
| Christ Church                                     | Southwark           | Church of England                                              | –                                                     | -        |                 |
| Copleston Centre Church                           | Peckham             | United Reformed Church                                         | –                                                     | -        |                 |
| Crossway United Reformed Church                   | Elephant and Castle | United Reformed Church                                         |                                                       | Website  |                 |
| Dulwich Grove United Reformed Church              | East Dulwich        | United Reformed Church                                         | East Dulwich Grove, London SE22 8RH                   | Website  |                 |
| English Martyrs’ Priory                           | Walworth            | Römisch-katholische Kirche (durch die Karmeliten)              | 142 Rodney Road, London SE17 1RA                      | Website  |                 |
| Finnish Church and Seamen’s Mission               | Rotherhithe         | Lutheraner                                                     | –                                                     | -        |                 |
| Friends Meeting House                             | Peckham             | Quäker                                                         | –                                                     | -        |                 |
| Grove Chapel                                      | Camberwell          | Reformiert-evangelisch                                         | –                                                     | -        |                 |
| Haddon Hall Baptist Church                        | Southwark           | Baptisten                                                      | –                                                     | -        |                 |
| Heaton Road Church (The Gospel Hall)              | Peckham             | überkonfessionell                                              | –                                                     | -        |                 |
| Herne Hill United Reformed Church                 | Herne Hill          | United Reformed Church                                         | –                                                     | -        |                 |
| Loughborough Gospel Hall                          | Camberwell          | überkonfessionell                                              | –                                                     | -        |                 |
| Metropolitan Cathedral of St George               | Southwark           | Römisch-katholische Kirche                                     | Lambeth Road, London SE1 7HY                          | Website  |                 |
| Metropolitan Tabernacle                           | Elephant and Castle | Reformierte Baptisten                                          | Elephant and Castle, SE1                              | Website  |                 |
| Most Holy Trinity                                 | Bermondsey          | Römisch-katholische Kirche                                     | Dockhead, London SE1 2BS                              | Website  |                 |
| Nativity of the Mother of God                     | Camberwell          | Griechisch-orthodoxe Kirche                                    | 305, Camberwell New Road, London SE5 0TF              |          |                 |
| Our Lady of La Salette & St Joseph                | Bermondsey          | Römisch-katholische Kirche                                     | 14 Melior Street, London SE1 3QP                      | -        |                 |
| Our Lady of Sorrows                               | Peckham             | Römisch-katholische Kirche                                     | Friary Road, London SE15 1RH                          | Website  |                 |
| Our Lady of the Immaculate Conception             | Rotherhithe         | Römisch-katholische Kirche                                     | 2 St Elmo’s Road, London SE16 6JS                     | Website  |                 |
| Precious Blood                                    | Borough             | Römisch-katholische Kirche (durch den Order der Salvatorianer) | 22 Redcross Way, London SE1 1TA                       | -        |                 |
| Sacred Heart                                      | Camberwell          | Römisch-katholische Kirche                                     | Camberwell New Road, London SE5 2QS                   | Website  |                 |
| St George the Martyr                              | Southwark           | Church of England                                              | –                                                     | -        |                 |
| St Gertrude                                       | South Bermondsey    | Römisch-katholische Kirche                                     | 1 Debnams Road, Rotherhithe New Road, London SE16 2BB | -        |                 |
| St Giles                                          | Camberwell          | Church of England                                              | –                                                     | -        |                 |
| St James                                          | Bermondsey          | Church of England                                              | –                                                     | -        |                 |
| St James the Great                                | Peckham Rye         | Römisch-katholische Kirche                                     | 45 Elm Grove, London SE15 5DD                         | -        |                 |
| St John Horsleydown (nur Sockel übrig)            | Bermondsey          | Church of England                                              | –                                                     | -        |                 |
| St Margaret Clitherow                             | Dulwich Wood        | Römisch-katholische Kirche                                     | 4 Kingswood Drive, London SE19 1UR                    | -        |                 |
| St Mary Magdalen                                  | Bermondsey          | Church of England                                              | –                                                     | -        |                 |
| St Mary                                           | Rotherhithe         | Church of England                                              | –                                                     | -        |                 |
| St Olavs Norwegian Church                         | Rotherhithe         | Lutherisch                                                     | –                                                     | -        |                 |
| St Peter                                          | Walworth            | Church of England                                              | –                                                     | -        |                 |
| St Peter & the Guardian Angels                    | Rotherhithe         | Römisch-katholische Kirche                                     | 72 Paradise Street, London SE16 4QD                   | -        |                 |
| St Thomas                                         | Southwark           | Church of England                                              | –                                                     | -        |                 |
| St Thomas More                                    | Dulwich             | Römisch-katholische Kirche                                     | 380 Lordship Lane, London SE22 8ND                    | -        |                 |
| St Thomas the Apostle                             | Nunhead             | Römisch-katholische Kirche                                     | 81 Evalina Road, London SE15 3HL                      | Website- |                 |
| St Wilfrid                                        | Kennington Park     | Römisch-katholische Kirche                                     | 97 Lorrimore Road, London SE17 3LZ                    | -        |                 |
| Southwark Cathedral (St Saviour & St Mary Overie) | Southwark           | Church of England                                              | –                                                     | -        |                 |

### Sutton
| Name/Patrozinium                      | Lage           | Konfession                      | Adresse                                                        | Website |
| ------------------------------------- | -------------- | ------------------------------- | -------------------------------------------------------------- | ------- |
| All Saints                            | Carshalton     | Church of England               |                                                                |         |
| Carshalton Beeches Baptist Church     | Carshalton     | Baptisten                       | –                                                              | -       |
| Friends Meeting House                 | Sutton         | Quäker                          | –                                                              | -       |
| Holy Cross                            | Carshalton     | Römisch-katholische Kirche      | 46 North Street, Carshalton, Surrey SM5 2JD                    | Website |
| Holy Family                           | Sutton Green   | Römisch-katholische Kirche      | 9 The Green, Sutton, Surrey SM1 1QT                            | Website |
| London International church of Christ | Sutton         | Internationale Gemeinde Christi | Thomas Wall Centre, 52 Benhill Avenue, Sutton, Surrey, SM1 4DP | Website |
| Our Lady of the Rosary                | Sutton         | Römisch-katholische Kirche      | 2 St Barnabas Road, Sutton, Surrey SM1 4NL                     | Website |
| St Cecilia                            | North Cheam    | Römisch-katholische Kirche      | 101 Stonecot Hill, Sutton, Surrey SM3 9PH                      | -       |
| St Christopher                        | Cheam          | Römisch-katholische Kirche      | 59 Tabor Gardens, Sutton, Surrey SM3 8RU                       | Website |
| St Elphege                            | Wallington     | Römisch-katholische Kirche      | 120 Stafford Road, Wallington, Surrey SM6 9AY                  | Website |
| St Elphege                            | Wallington     | Römisch-katholische Kirche      | 120 Stafford Road, Wallington, Surrey SM6 9AY                  | Website |
| St Elphege’s School Chapel            | Roundshaw      | Römisch-katholische Kirche      | Mollison Drive, Wallington, Surrey SM6 9HY                     | -       |
| St Margaret                           | Carshalton     | Römisch-katholische Kirche      | Fir Tree Grove, Carshalton, Surrey SM5 4NG                     | Website |
| St Matthias                           | Worcester Park | Römisch-katholische Kirche      | 201 Cheam Common Road, Worcester Park, Surrey KT4 8SX          | Website |
| St Nicholas                           | Sutton         | Church of England               |                                                                |         |
| Saints Raphael & Basil the Great      | Sutton         | Griechisch-orthodoxe Kirche     | St. Nicholas’ Way, Sutton, Surrey SM1 2RG                      |         |

### Tower Hamlets
| Name/Patrozinium                         | Lage                 | Konfession                                                                               | Adresse                                           | Website |
| ---------------------------------------- | -------------------- | ---------------------------------------------------------------------------------------- | ------------------------------------------------- | ------- |
| All Hallows                              | Bow                  | Church of England                                                                        | 1 Blackthorn Street E3 3PN                        | Website |
| All Saints                               | Poplar               | Church of England                                                                        | –                                                 | -       |
| Bethnal Green Meeting House              | Bethnal Green        | United Reformed Church                                                                   | –                                                 | -       |
| Bromley-by-Bow United Reformed Church    | Bromley-by-Bow       | United Reformed Church                                                                   | –                                                 | -       |
| Christ Church                            | Spitalfields         | Church of England                                                                        | –                                                 | Website |
| East London Tabernacle                   | Mile End             | Baptisten                                                                                | –                                                 | Website |
| English Martyrs                          | Tower Hill           | Römisch-katholische Kirche (durch den Orden der Oblaten der Unbefleckten Jungfrau Maria) | 30 Prescot Street, London E1 8BB                  | Website |
| Guardian Angels                          | Mile End             | Römisch-katholische Kirche                                                               | 377 Mile End Road, London E3 4QS                  | Website |
| Great Light Connections                  | Canary wharf         | Pfingstbewegung, Redeemed Christian Church of God                                        | Hilton Hotel, Marsh Wall E14 9SH                  | Website |
| Holy Name & Our Lady of the Sacred Heart | Bow                  | Römisch-katholische Kirche                                                               | 117 Bow Common Lane, London E3 4AU                | Website |
| Our Lady & St Catherine of Siena         | Bow                  | Römisch-katholische Kirche                                                               | 177 Bow Road, London E3 2SG                       | Website |
| Our Lady Immaculate                      | Limehouse            | Römisch-katholische Kirche                                                               | 1 Island Row, 636 Commercial Road, London E14 7HS | Website |
| Our Lady of the Assumption Priory        | Bethnal Green        | Römisch-katholische Kirche (durch den Orden der Assumptionisten)                         | Victoria Park Square, London E2 8PB               | Website |
| Ratcliff Friends Meeting House           | Bethnal Green        | Quäker                                                                                   | –                                                 | -       |
| Simple Churches in East London           | Poplar, Isle of Dogs | Simple church                                                                            | –                                                 | -       |
| St Anne                                  | Limehouse            | Church of England                                                                        | 5 Newell Street, London E14 7HP                   | Website |
| St Anne                                  | Whitechapel          | Römisch-katholische Kirche                                                               | Underwood Road, Whitechapel, London E1 5AW        | Website |
| St Barnabas Bethnal Green                | Bow                  | Church of England                                                                        | Grove Road, London E3 5TG                         | Website |
| St Boniface                              | Whitechapel          | Römisch-katholische Kirche (deutsche Gemeinde)                                           | 47 Adler Street, London E1 1EE                    | Website |
| St Casimir                               | Bethnal Green        | Römisch-katholische Kirche (Litauische Kirche)                                           | 21 The Oval, Hackney Road, London E2 9DT          | Website |
| St Dunstan                               | Stepney              | Church of England                                                                        | –                                                 | -       |
| St Edmund                                | Millwall             | Römisch-katholische Kirche                                                               | 297 Westferry Road, London E14 3RS                | Website |
| St George’s German Lutheran Church       | Whitechapel          | Lutheraner                                                                               | –                                                 | -       |
| St George in the East                    | Wapping              | Church of England                                                                        | –                                                 | -       |
| St Mary & Holy Trinity (Bow Church)      | Bow                  | Church of England                                                                        | –                                                 | -       |
| St James-the-Less                        | Bethnal Green        | Church of England                                                                        | St James’s Avenue, London E2 9JD                  | Website |
| St John on Bethnal Green                 | Bethnal Green        | Church of England                                                                        | 200 Cambridge Heath Road, London E2 9PA           | Website |
| St Mary & St Joseph                      | Poplar               | Römisch-katholische Kirche                                                               | Pekin Street, London E14 6EZ                      | Website |
| St Mary & St Michael                     | Shadwell             | Römisch-katholische Kirche                                                               | 2 Lukin Street, Commercial Road, London E1 0AA    | Website |
| St Matthew                               | Bethnal Green        | Church of England                                                                        | St Matthew’s Row, London E2 6DT                   | Website |
| St Matthias Old Church                   | Poplar               | Church of England                                                                        | –                                                 | -       |
| St Patrick                               | Wapping              | Römisch-katholische Kirche                                                               | Dundee Street, Green Bank, London E1W 2PH         | Website |
| St Paul                                  | Cubitt Town          | United Reformed Church                                                                   | –                                                 | -       |
| St Paul                                  | Shadwell             | Church of England                                                                        | –                                                 | -       |
| St Paul’s Bow Common                     | Bow                  | Church of England                                                                        | corner of Burdett Road & St Paul’s Way            | Website |
| St Paul Old Ford                         | Bow                  | Church of England                                                                        | St. Stephens Road, London E3 5JL                  | Website |
| St. Peter’s Barge                        | Canary Wharf         | Evangelischer Anglikanismus, Church of England                                           | West India Quay, Hertsmere Road, London E14 4AL   | Website |
| St Peter’s Bethnal Green                 | Bethnal Green        | Church of England                                                                        | St Peter’s Close, London E2 7AE                   | Website |
| St Peter London Docks                    | Wapping              | Church of England                                                                        | –                                                 | Website |
| Stepney Meeting House                    | Stepney              | United Reformed Church                                                                   | –                                                 | -       |
| Tower Hamlets Community Church           | Bow                  | Pfingstbewegung, Assemblies of God                                                       | –                                                 | Website |
| Trinity Independent Chapel               | Poplar               | Methodisten (früher kongregational)                                                      | –                                                 | -       |
| Zoar Chapel                              | Whitechapel          | Free Presbyterian Church of Scotland                                                     | –                                                 | Website |

### Waltham Forest
| Name/Patrozinium                                     | Lage           | Konfession                                                                 | Adresse                                          | Website |
| ---------------------------------------------------- | -------------- | -------------------------------------------------------------------------- | ------------------------------------------------ | ------- |
| All Saints                                           | Chingford      | Church of England                                                          | –                                                | -       |
| All Saints                                           | Highams Park   | Church of England                                                          | –                                                | -       |
| All Saints                                           | Leyton         | Church of England                                                          | –                                                | -       |
| Chingford United Reformed Church                     | Chingford      | United Reformed Church                                                     | –                                                | -       |
| Christ Church                                        | Leyton         | Church of England                                                          | –                                                | -       |
| Christ the King                                      | Chingford      | Römisch-katholische Kirche                                                 | 455 Chingford Road, London E4 8SP                | -       |
| Church of Jesus Christ of Latter-day Saints          | Walthamstow    | Kirche Jesu Christi der Heiligen der Letzten Tage                          | –                                                | -       |
| Congregational Church                                | Chingford      | kongregational                                                             | Hampton Rd, South Chingford, London, E4 8LR      |         |
| Emmanuel                                             | Leyton         | Church of England                                                          | –                                                | -       |
| Grange Park United Reformed Church                   | Leyton         | United Reformed Church                                                     | –                                                |         |
| Highams Park United Reformed Church                  | Highams Park   | United Reformed Church                                                     | –                                                | -       |
| Holy Trinity & St Augustine of Hippo                 | Leytonstone    | Church of England, außerdem Römisch-katholische Kirche und Pfingstbewegung | Holloway Road, London E11 4LD                    | Website |
| Kingsway International Christian Centre              | Walthamstow    | Pfingstbewegung                                                            | Hoe Street, Walthamstow                          |         |
| Leytonstone United Free Church                       | Leytonstone    | United Reformed Church, Baptisten                                          | –                                                | -       |
| Our Lady & St George                                 | Walthamstow    | Römisch-katholische Kirche                                                 | 132 Shernhall Street, London E17 9HU             | Website |
| Our Lady of Grace & St Teresa of Avila               | Chingford      | Römisch-katholische Kirche                                                 | 1 Kings Road, London E4 7HP                      | -       |
| Our Lady of the Rosary & St Patrick                  | Walthamstow    | Römisch-katholische Kirche                                                 | 61 Blackhorse Road, London E17 7AS               | -       |
| St Andrew                                            | Leytonstone    | Church of England                                                          | –                                                | -       |
| St Andrew’s Christian Centre                         | Walthamstow    | Church of England                                                          | –                                                | -       |
| St Anne                                              | Chingford      | Church of England                                                          | –                                                | -       |
| St Barnabas                                          | Walthamstow    | Church of England                                                          | –                                                | -       |
| St Catherine & St Paul                               | Leyton         | Church of England                                                          | –                                                | -       |
| St Edmund                                            | Chingford      | Church of England                                                          | –                                                | -       |
| St Eleutherius, St Anthia and St Luke the Evangelist | Leyton         | Griechisch-orthodoxe Kirche                                                | Ruckholt Road, Leyton, London E10 5NS            |         |
| St Francis                                           | Chingford      | Church of England                                                          | –                                                | -       |
| St Gabriel                                           | Walthamstow    | Church of England                                                          | –                                                | -       |
| St John                                              | Walthamstow    | Church of England                                                          | –                                                | -       |
| St John the Baptist                                  | Leytonstone    | Church of England                                                          | –                                                | -       |
| St Joseph                                            | Leyton         | Römisch-katholische Kirche                                                 | 68 Grange Park Road, London E10 5ES              | Website |
| St Luke                                              | Walthamstow    | Church of England                                                          | –                                                | -       |
| St Margaret with St Columba                          | Leytonstone    | Church of England                                                          | –                                                | -       |
| St Mary the Virgin                                   | Walthamstow    | Church of England                                                          | –                                                | -       |
| St Mary with St Edward & St Luke                     | Leyton         | Church of England                                                          | –                                                | -       |
| St Michael & All Angels                              | Walthamstow    | Church of England                                                          | –                                                | -       |
| St Peter & St Paul                                   | Chingford      | Church of England                                                          | –                                                | -       |
| St Peter-in-the-Forest                               | Walthamstow    | Church of England                                                          | –                                                | -       |
| St Saviour                                           | Walthamstow    | Church of England                                                          | –                                                | -       |
| St Stephen                                           | Walthamstow    | Church of England                                                          | –                                                | -       |
| St Thomas of Canterbury                              | Woodford Green | Römisch-katholische Kirche                                                 | 557-559 High Road, Woodford Green, Essex IG8 0RB | Website |
| Trinity Walthamstow United Reformed Church           | Walthamstow    | United Reformed Church                                                     | –                                                | -       |
| United Free Church                                   | Leytonstone    | United Reformed Church                                                     | –                                                |         |
| Walthamstow Meeting House                            | Walthamstow    | Quäker                                                                     | –                                                | -       |
| Walthamstow United Reformed Asian Christian Church   | Leyton         | United Reformed Church                                                     | –                                                |         |

### Wandsworth
| Name/Patrozinium                       | Lage               | Konfession                                                                                      | Adresse                                                       | Website |
| -------------------------------------- | ------------------ | ----------------------------------------------------------------------------------------------- | ------------------------------------------------------------- | ------- |
| All Saints                             | Putney Common      | Church of England, Liberalkatholische Kirche; auch genutzt durch die Römisch-katholische Kirche |                                                               | Website |
| All Saints                             | Tooting            | Church of England                                                                               | –                                                             | -       |
| Ascension of the Lord                  | Lavender Hill      | Church of England, anglokatholizistische Kirche                                                 |                                                               | Website |
| Christ Church                          | Balham             | Church of England, Evangelikale Kirche                                                          | –                                                             | Website |
| Croatian National Chaplaincy           | Clapham            | Römisch-katholische Kirche (durch den Orden der Franziskaner)                                   | 17 Boutflower Road, London SW11 1RE                           | Website |
| Holy Ghost                             | Balham             | Römisch-katholische Kirche                                                                      | 36 Nightingale Square, London SW12 8QN                        | Website |
| Longley Road Gospel Hall               | Tooting            | überkonfessionell                                                                               | –                                                             | -       |
| Our Lady & St Peter                    | Wimbledon Common   | Römisch-katholische Kirche                                                                      | 15 Victoria Drive, London SW19 6AD                            | Website |
| Our Lady of Mount Carmel & St Joseph   | Battersea Park     | Römisch-katholische Kirche (durch den Orden der Comboni-Missionare)                             | 8a Battersea Park Road, London SW8 4BH                        | Website |
| Our Lady of Pity & St Simon Stock      | Putney             | Römisch-katholische Kirche                                                                      | Hazlewell Road, London SW15 6LU                               | Website |
| Redeemed Christian Church of God FOCC  | Fulham and Chelsea | Pfingstbewegung                                                                                 | Holiday Inn London – Kensington Forum 97 Cromwell Rd, SW7 4DN | Website |
| Sacred Heart                           | West Battersea     | Römisch-katholische Kirche                                                                      | Trott Street, London SW11 3DS                                 | Website |
| Shaftesbury Christian Centre           | Battersea          |                                                                                                 | 2 Austin Road, Battersea, London, SW11 5XS                    | Website |
| St Andrew                              | Balham             | United Reformed Church                                                                          |                                                               |         |
| St Andrew                              | Battersea          | United Reformed Church                                                                          |                                                               |         |
| St Anselm                              | Tooting Bec        | Römisch-katholische Kirche                                                                      | 9 Tooting Bec Road, London SW17 8BS                           | Website |
| St Boniface                            | Tooting            | Römisch-katholische Kirche                                                                      | 185 Mitcham Road, London SW17 9PG                             | Website |
| St Gregory                             | Earlsfield         | Römisch-katholische Kirche                                                                      | 306 Garratt Lane, London SW18 4EH                             | -       |
| St John the Evangelist (Polish Church) | Putney             | Römisch-katholische Kirche (durch die Brüder vom Heiligsten Herzen Jesu)                        | Ravenna Road, London SW15 6AW                                 | Website |
| St Joseph                              | Roehampton         | Römisch-katholische Kirche                                                                      | 218 Roehampton Lane, London SW15 4LE                          | -       |
| St Mark                                | Balham             | United Reformed Church                                                                          |                                                               |         |
| St Mary                                | Battersea          | Church of England                                                                               |                                                               | Website |
| St Mary                                | Putney             | Church of England, Liberalkatholische Kirche                                                    |                                                               | Website |
| St Mary Magdalen                       | Wandsworth         | Römisch-katholische Kirche                                                                      | East Hill, London SW18 2QU                                    | Website |
| St Nectarius                           | Battersea          | Griechisch-orthodoxe Kirche                                                                     | Wycliffe Road, London SW11 5QR                                |         |
| St Nicholas                            | Tooting            | Church of England                                                                               | –                                                             | -       |
| St Thomas a Becket                     | Wandsworth         | Römisch-katholische Kirche                                                                      | West Hill, London SW18                                        | Website |
| St Vincent de Paul                     | Clapham Common     | Römisch-katholische Kirche                                                                      | 36 Altenburg Gardens, London SW11 1JJ                         | Website |
| The Bridge                             | Battersea          | überkonfessionell                                                                               | 120 Battersea Bridge Road, London SW11 3AF                    | Website |
| Tooting United Reformed Church         | Tooting            | United Reformed Church                                                                          | –                                                             | -       |
| Wandsworth Meeting House               | Wandsworth         | Quäker                                                                                          | –                                                             | -       |
| West Side Church                       | Wandsworth         | Evangelikale Kirche, Evangelical Alliance                                                       |                                                               | Website |

### City of Westminster
| Name/Patrozinium                                             | Lage                              | Konfession                                                                                                | Adresse                                                       | Website | Gegründet                 |
| ------------------------------------------------------------ | --------------------------------- | --- | ------------------------------------------------------------- | ------- | ------------------------- |
| All Saints                                                   | Fitzrovia                         | Church of England                                                                                         | 7, Margaret Street, London W1W 8JG                            | Website | 1859                      |
| All Souls                                                    | Regent Street                     | Church of England                                                                                         | Langham Place, London                                         | –       | 1824                      |
| Archdiocesan Chapel of the Annunciation of the Mother of God | Bayswater                         | Griechisch-orthodoxe Kirche                                                                               | –                                                             | –       |                           |
| Annunciation                                                 | Marble Arch                       | Church of England                                                                                         | Bryanston Street, Marble Arch, London W1H 7AH                 | Website | 1787, rebuilt 1912–13     |
| Covent Garden Evangelical Church                             | Covent Garden                     | Evangelikale Kirche                                                                                       | –                                                             | -       |                           |
| Crown Court Church                                           | Covent Garden                     | Church of Scotland                                                                                        | –                                                             | –       | 1711, rebuilt 1909        |
| Deutsche evangelische Christuskirche                         | Knightsbridge                     | Evangelische Kirche                                                                                       | 18 Montpelier Place, Knightsbridge, London SW7 1HJ            | Website | 1904                      |
| Eleventh Church of Christ, Scientist                         | Baker Street                      | Christian Science                                                                                         | 80 Baker Street, London W1U 6TE                               | Website |                           |
| French Protestant Church of London                           | Soho Square                       | Hugenotten                                                                                                | –                                                             | –       | 1891–1893                 |
| Grosvenor Chapel                                             | Mayfair                           | Church of England                                                                                         | South Audley Street, Mayfair, London W1                       | Website | 1730                      |
| Hope Hall                                                    | Queen’s Park                      | überkonfessionell                                                                                         | –                                                             | –       | -                         |
| Holy Apostles                                                | Pimlico                           | Römisch-katholische Kirche                                                                                | 47 Cumberland Street, London SW1V 4LY                         | Website | 1957                      |
| Holy Trinity                                                 | Marylebone                        | Church of England                                                                                         | –                                                             | –       | 1828                      |
| Immaculate Conception                                        | Mayfair                           | Römisch-katholische Kirche (durch die Jesuiten)                                                           | Farm Street, London SW1                                       | Website | 1849                      |
| St Peter, Vere Street                                        | Marylebone                        | Entweiht, heute Londoner Institut für zeitgenössisches Christentum                                        | –                                                             | –       | -                         |
| London International church of Christ                        | City of Westminster               | Internationale Gemeinden Christi                                                                          | 79 Endell Street, London. WC2H 9DY                            | Website |                           |
| New Life Bible Presbyterian Church                           | Queen’s Park                      | Presbyterianische Kirche                                                                                  |                                                               | Website |                           |
| Notre Dame de France                                         | Soho                              | Römisch-katholische Kirche, Französische Kirche                                                           | 5 Leicester Place, London WC2H 7BX                            | Website | 1865                      |
| Orange Street Congregational Church                          | St James’s                        | kongregational                                                                                            | Orange St, Leicester Square, London, WC2H 7HR                 | Website |                           |
| Our Lady                                                     | St. John’s Wood                   | Römisch-katholische Kirche                                                                                | 54 Lodge Road, London NW8 8LA                                 | Website | 1836                      |
| Our Lady of Lourdes & St Vincent                             | Westbourne Green                  | Römisch-katholische Kirche                                                                                | 337 Harrow Road, London W9 3RB                                | Website | 1912                      |
| Our Lady of Sorrows/Our Lady of Lebanon                      | Paddington                        | Römisch-katholische Kirche (including services in both the Latin and Maronite rites)                      | 17 Cirencester Street, London W2 5SR                          | Website | 1912                      |
| Our Lady of the Assumption & St Gregory                      | Soho                              | Römisch-katholische Kirche                                                                                | Warwick Street, London W1                                     | Website | 1790                      |
| Our Lady of the Rosary                                       | Marylebone                        | Römisch-katholische Kirche                                                                                | 211 Old Marylebone Road, London NW1 5QT                       | Website | 1963                      |
| Our Lady, Queen of Heaven                                    | Queensway                         | Römisch-katholische Kirche; gegründet als Freie Methodisten Kirche, später Unitaristische Kirche          | 4a Inverness Place, Queensway, London W2 3JF                  | Website | 1868                      |
| Our Lady, Queen of the World Convent Chapel                  | St John’s Wood                    | Römisch-katholische Kirche                                                                                | 25 St Edmund’s Terrace, London NW8 7PY                        | –       | -                         |
| Queen’s Chapel                                               | St James                          | Church of England                                                                                         | –                                                             | –       | -                         |
| Queen’s Park United Reformed Church                          | Queen’s Park                      | United Reformed Church                                                                                    | –                                                             | –       | -                         |
| Regent Hall                                                  | Oxford Street                     | Heilsarmee                                                                                                | Oxford Street, London W1                                      | –       | -                         |
| Rossmore Hall Evangelical Church                             | Marylebone                        | Brüderbewegung                                                                                            | Rossmore Road                                                 | –       | -                         |
| Redeemed Christian Church Of God                             | Night Bridge                      | Pfingstbewegung                                                                                           | Holiday Inn London – Kensington Forum 97 Cromwell Rd, SW7 4DN | Website |                           |
| Sacred Heart of Jesus                                        | City of Westminster               | Römisch-katholische Kirche                                                                                | Horseferry Road, London SW1                                   | –       |                           |
| Savoy Chapel                                                 | Strand                            | Church of England                                                                                         | –                                                             | –       | 1512                      |
| St Anne                                                      | Soho                              | Church of England                                                                                         | –                                                             | –       | -                         |
| St Augustine                                                 | Kilburn                           | Church of England                                                                                         | –                                                             | –       | 1880                      |
| St Charles Borromeo                                          | Fitzrovia                         | Römisch-katholische Kirche (verbunden mit Neokatechumenaler Weg)                                          | 8 Ogle Street, London W1W 6HS                                 | Website | 1862                      |
| St Clement Danes                                             | Strand                            | Church of England                                                                                         | –                                                             | –       | 1682                      |
| St Cyprian                                                   | Marylebone                        | Church of England                                                                                         | Clarence Gate, Marylebone, London                             | –       | 1903                      |
| St Gabriel                                                   | Pimlico                           | Church of England, Anglokatholische Kirche                                                                | –                                                             | –       | 1853                      |
| St George                                                    | Mayfair                           | Church of England                                                                                         | –                                                             | –       | 1724                      |
| St James Spanish Place                                       | Marylebone                        | Römisch-katholische Kirche                                                                                | 22 George Street, London W1U 3QY                              | –       | 1890                      |
| St James                                                     | Piccadilly                        | Church of England                                                                                         | –                                                             | –       | 1684                      |
| St James the Less                                            | Pimlico                           | Church of England                                                                                         | –                                                             | –       | -                         |
| St John’s Wood Road Baptist Church                           | St. John’s Wood                   | Baptisten (evangelikalisch)                                                                               | 39 St John’s Wood Road, London NW8 8QX                        | Website | ~1825                     |
| St John                                                      | Smith Square, City of Westminster | Church of England                                                                                         | –                                                             | –       | -                         |
| St Margaret                                                  | City of Westminster               | Church of England                                                                                         | –                                                             | –       | 1523 (orig. 12th century) |
| St Martin-in-the-Fields                                      | Trafalgar Square                  | Church of England                                                                                         | –                                                             | –       | 1726                      |
| St Mary                                                      | Marylebone                        | Church of England                                                                                         | Bryanston Square                                              | –       | -                         |
| St Mary le Strand                                            | Strand                            | Church of England                                                                                         | –                                                             | –       | -                         |
| St Mary of the Angels                                        | Bayswater                         | Römisch-katholische Kirche                                                                                | Moorhouse Road, London W2 5DJ                                 | Website | 1857                      |
| St Mary                                                      | Sloane Square                     | Church of England                                                                                         | Bourne Street, London SW1W 8JJ                                | Website | 1874                      |
| St Marylebone Parish Church                                  | Marylebone                        | Church of England                                                                                         | –                                                             | –       | -                         |
| St Matthew                                                   | City of Westminster               | Church of England                                                                                         | Great Peter Street, Westminster, London                       | –       | -                         |
| St Patrick                                                   | Soho Square                       | Römisch-katholische Kirche                                                                                | 21a Soho Square, London W1D 4NR                               | Website | 1893                      |
| St Paul                                                      | Bayswater                         | United Reformed Church                                                                                    | –                                                             | –       | -                         |
| St Paul                                                      | Covent Garden                     | Church of England                                                                                         | –                                                             | –       | 1638                      |
| St Peter                                                     | Belgravia                         | Church of England                                                                                         | –                                                             | –       | -                         |
| St Saviour                                                   | Pimlico                           | Church of England                                                                                         | St George’s Square, Lupus Street, London, SW1V 3QW            | Website | 1864                      |
| St Sophia                                                    | Bayswater                         | Griechisch-orthodoxe Kirche                                                                               | –                                                             | –       | -                         |
| Third Church of Christ, Scientist                            | Mayfair                           | Christian Science                                                                                         | 7 Curzon Street, London W1J 5HG                               | Website |                           |
| Ukrainian Catholic Cathedral of the Holy Family in Exile     | Mayfair                           | Ukrainisch-Katholische Kirche; gegründet als kongregationale Kirche                                       | –                                                             | Website | -                         |
| Ulrika Eleonora Church                                       | Marylebone                        | Schwedische Kirche                                                                                        | –                                                             | –       | 1911                      |
| West London Methodist Mission                                | Marylebone                        | Methodist                                                                                                 | Hinde Street                                                  | Website | 1887                      |
| West Street Chapel                                           | St James                          | stillgelegt, früher Methodisten                                                                           | 26 West Street, London WC2                                    |         | 1741                      |
| Westminster Abbey                                            | City of Westminster               | Church of England                                                                                         | –                                                             | –       | parts 1065; orig. 616     |
| Westminster Cathedral                                        | City of Westminster               | Römisch-katholische Kirche                                                                                | 42 Francis Street, London SW1P 1QW                            | Website | 1903                      |
| Westminster Central Hall                                     | City of Westminster               | Methodisten                                                                                               | –                                                             | –       | 1912                      |
| Westminster Chapel                                           | Pimlico                           | Evangelikale Kirche, Fellowship of Independent Evangelical Churches; gegründet als kongregationale Kirche | Buckingham Gate, London, SW1E 6BS                             | –       | 1840                      |
| Westminster Meeting House                                    | City of Westminster               | Quäker | –                                                             | –       |                           |

## City of London

City Temple um 1910

Die City of London ist kein Borough von London, sondern eine eigenständige zeremonielle Grafschaft, liegt jedoch innerhalb von Greater London.
Im Jahr 1666 gab es 96 Pfarren innerhalb der Stadtgrenzen; die folgenden dienen heute in der einen oder anderen Weise dem christlichen Glauben.
| Name/Patrozinium                                                                      | Lage                      | Konfession                                                                           | Adresse                                                    | Website                | Built        |
| ------------------------------------------------------------------------------------- | ------------------------- | ------------------------------------------------------------------------------------ | ---------------------------------------------------------- | ---------------------- | ------------ |
| All Hallows-by-the-Tower                                                              | Tower Hill                | Church of England                                                                    | Byward Street                                              | Website                | 675          |
| All Hallows-on-the-Wall                                                               | London Wall               | Church of England                                                                    | London Wall                                                | Website                | 1767         |
| All Hallows Staining (teilweise zerstört)                                             | Langbourn                 | Church of England                                                                    | –                                                          | –                      | -            |
| Christ Church Greyfriars (auch bekannt als Christ Church Newgate; teilweise zerstört) | Newgate                   | Church of England                                                                    | –                                                          | –                      | 1306–1348    |
| City Temple                                                                           | Holborn Viaduct           | United Reformed Church                                                               | –                                                          | –                      | 1640         |
| Dutch Church                                                                          | Broad Street Ward         | United Reformed Church                                                               | Austin Friars                                              | www.dutchchurch.org.uk | 1550         |
| London City Presbyterian Church                                                       | Aldersgate                | Presbyterianische Kirche, Free Church of Scotland                                    | Aldersgate Street                                          | Website                |              |
| Romanian Orthodox Church                                                              | Fleet Street              | Rumänisch-Orthodoxe Kirche                                                           | St Dunstan in the West, 186 Fleet Street, London EC4A 2HR  |                        |              |
| St Alban (Kirchturm übrig)                                                            | Bassishaw Ward            | Church of England                                                                    | Wood Street                                                | –                      | -            |
| St Alphage (Ruine)                                                                    | Bassishaw                 | Church of England                                                                    | –                                                          | –                      | -            |
| St Andrew-by-the-Wardrobe                                                             | Blackfriars               | Church of England                                                                    | Queen Victoria Street                                      | Website                | 1695         |
| St Andrew                                                                             | Holborn                   | Church of England                                                                    | 5 St. Andrew Street, London EC4A 3AB                       | Website                | 1690         |
| St Andrew Undershaft                                                                  | Aldgate                   | Church of England                                                                    | St Mary Axe                                                | –                      | 1532         |
| St Anne and St Agnes                                                                  | Barbican                  | Church of England, der Lutheran Church überlassen                                    | Gresham Street                                             | Website                | 1680         |
| St Augustine (teilweise zerstört)                                                     | St Paul’s                 | Church of England                                                                    | Watling Street                                             | –                      | unknown      |
| St Bartholomew-the-Great                                                              | West Smithfield           | Church of England (als Augustinerkloster gegründet)                                  | –                                                          | –                      | 1123         |
| St Bartholomew-the-Less                                                               | St Bartholomew’s Hospital | Church of England                                                                    | –                                                          | –                      | -            |
| St Benet                                                                              | Queenhithe                | Welsh Episcopalian                                                                   | –                                                          | –                      | 1683         |
| St Botolph                                                                            | Aldersgate                | Church of England (als cluniazensisches Kloster gegründet)                           | Aldersgate Street                                          | –                      | -            |
| St Botolph                                                                            | Aldgate                   | Church of England                                                                    | –                                                          | –                      | 1791         |
| St Botolph without Bishopsgate                                                        | Bishopsgate               | Church of England, auch vom Griechisch-Orthodoxen Patriarchat von Antiochien genutzt | –                                                          | –                      | 1729         |
| St Bride                                                                              | Fleet Street              | Church of England                                                                    | Fleet Street                                               | –                      | 1698         |
| St Clement                                                                            | Eastcheap                 | Church of England                                                                    | Clements Lane, London, EC4N 7HB                            | Website                | 1687         |
| St Dunstan-in-the-East (teilweise zerstört)                                           | Tower Hill                | Church of England                                                                    | St Dunstan’s Hill                                          | –                      | -            |
| St Dunstan-in-the-West                                                                | Fleet Street              | Church of England                                                                    | Fleet Street                                               | –                      | 1833         |
| St Edmund, King and Martyr                                                            | Lombard Street            | stillgelegt von der Church of England, heute London Centre for Spirituality          | Lombard Street                                             | –                      | 1679         |
| St Ethelburga                                                                         | Bishopsgate               | Church of England                                                                    | –                                                          | –                      | c.1411       |
| St Giles-without-Cripplegate                                                          | Barbican                  | Church of England                                                                    | Barbican complex                                           | –                      | c.1550       |
| St Helen                                                                              | Bishopsgate               | Church of England                                                                    | Bishopsgate                                                | –                      | 13th Century |
| St James Garlickhythe                                                                 | Vintry Ward               | Church of England                                                                    | –                                                          | –                      | 1683         |
| St Katherine Cree                                                                     | Aldgate                   | Church of England                                                                    | Leadenhall Street                                          | –                      | 1631         |
| St Lawrence Jewry                                                                     | Guildhall                 | Church of England                                                                    | Gresham Street                                             | –                      | 1687         |
| St Magnus-the-Martyr                                                                  | London Bridge             | Church of England                                                                    | Lower Thames Street                                        | Website                | 1676         |
| St Margaret                                                                           | Bank                      | Church of England                                                                    | Lothbury                                                   | –                      | 1690         |
| St Margaret Pattens                                                                   | Monument                  | Church of England                                                                    | Eastcheap                                                  | –                      | 1687         |
| St Martin                                                                             | Ludgate Hill, Farringdon  | Church of England                                                                    | Ludgate Hill                                               | –                      | 1687         |
| St Mary Abchurch                                                                      | Cannon Street             | Church of England                                                                    | Cannon Street                                              | –                      | 1686         |
| St Mary Aldermary                                                                     | Mansion House             | Church of England                                                                    | Watling Street                                             | –                      | 1682         |
| St Mary-at-Hill                                                                       | Billingsgate              | Church of England                                                                    | Lovat Lane                                                 | –                      | 1676         |
| St Mary-le-Bow                                                                        | Cheapside                 | Church of England                                                                    | –                                                          | –                      | 1683         |
| St Mary Moorfields                                                                    | Moorfields                | Römisch-katholische Kirche                                                           | 4-5 Eldon Street, London EC2M 7LS                          | Website                | 1903         |
| St Mary Somerset (Kirchturm übrig)                                                    | Queenhithe                | Church of England                                                                    | –                                                          | –                      | -            |
| St Mary Woolnoth                                                                      | Bank                      | Church of England                                                                    | Corner of Lombard Street and King William Street           | –                      | 1727         |
| St Michael                                                                            | Cornhill                  | Church of England                                                                    | –                                                          | –                      | 1672         |
| St Michael Paternoster Royal                                                          | Cannon Street             | Church of England                                                                    | College Hill, London EC4R                                  | –                      | 1694         |
| St Nicholas Cole Abbey                                                                | Mansion House             | Church of England                                                                    | Queen Victoria Street                                      | –                      | 1677         |
| St Olave                                                                              | Tower Ward                | Church of England                                                                    | Corner of Hart Street and Seething Lane                    | –                      | c.1450       |
| St Olave Old Jewry (Kirchturm übrig)                                                  | Bank                      | Church of England                                                                    | St Olave’s Place                                           | –                      | -            |
| St Paul’s Cathedral                                                                   | St Paul’s                 | Church of England                                                                    | St Paul’s Church Yard                                      | –                      | 1677         |
| St Peter upon Cornhill                                                                | Bishopsgate               | Church of England                                                                    | Corner of Cornhill and Gracechurch Street                  | –                      | 1682         |
| St Sepulchre-without-Newgate (auch Church of the Holy Sepulchre)                      | Holborn                   | Church of England                                                                    | Holborn Viaduct                                            | –                      | 1682         |
| St Stephen Walbrook                                                                   | Mansion House             | Church of England                                                                    | –                                                          | –                      | 1677         |
| St Thomas                                                                             | Queen Victoria Street     | Malankara Syrisch-Orthodoxe Kirche                                                   | St Mary Aldermary, Queen Victoria Street, London, EC4M 9BW | Website                |              |
| St Vedast-alias-Foster                                                                | St Paul’s                 | Church of England                                                                    | Foster Lane                                                | –                      | 1673         |
| Temple Church                                                                         | Inner Temple              | Church of England                                                                    | Inner Temple                                               | –                      | 12th century |

## Kirchen nicht englischsprechender Gemeinden
| Name/Patrozinium                                             | Konfession                 | Lage                                                  | Sprache                          | Website                                                   |
| ------------------------------------------------------------ | -------------------------- | ----------------------------------------------------- | -------------------------------- | --------------------------------------------------------- |
| Assembléia de Deus                                           |                            | Stamford Hill                                         | Portugiesisch                    |                                                           |
| Assembléia de Deus de Londres                                |                            | Park Royal                                            | Portugiesisch                    |                                                           |
| Beckton Chinese Gospel Church                                |                            | Beckton                                               | Chinesisch                       |                                                           |
| Bendiciendo a las Naciones, Iglesia Cristiana de Newham      |                            | Canning Town                                          | Spanisch                         |                                                           |
| Bethany Church of God                                        |                            | Southall                                              | Tamil                            |                                                           |
| Chinese Church in London Worship and Ministry Centre         |                            | Hammersmith                                           | Mandarin, Kantonesisch, Englisch | Website                                                   |
| Chinese Church in London Colindale Congregation              |                            | Colindale                                             | Chinesisch                       | Website                                                   |
| Chinese Church in London Croydon Congregation                |                            | Croydon                                               | Chinesisch                       | Website                                                   |
| Chinese Church in London Hounslow Congregation               |                            | Hounslow                                              | Chinesisch                       | Website                                                   |
| Chinese Church in London New Soho Congregation               |                            | Soho                                                  | Chinesisch                       | Website                                                   |
| Chinese Congregation of the Methodist Church                 | Methodisten                | Epsom                                                 | Chinesisch                       |                                                           |
| Chinese Student and Scholar Christian Fellowship             |                            | Fulham                                                | Chinesisch                       |                                                           |
| Comunidad Cristiana de Londres                               |                            | Elephant and Castle                                   | Spanisch                         |                                                           |
| Confraternidad Bautista de Londres                           |                            | Tulse Hill                                            | Spanisch                         |                                                           |
| Divine Christian Church                                      |                            | Wembley                                               | Tamil                            |                                                           |
| East London Chinese Christian Church                         |                            | Poplar                                                | Chinesisch                       |                                                           |
| East London Christian Fellowship Centre                      |                            | Newbury Park                                          | Chinesisch                       |                                                           |
| East London Portuguese Speaking Seventh Day Adventist Church |                            | Little Ilford                                         | Portugiesisch                    |                                                           |
| Emmanuel Christian Fellowship                                |                            | Manor Park, Ilford, Barnet, Walthamstow, Newbury Park | Tamil                            | Website                                                   |
| Emmanuel Evangelical Church                                  |                            | Westminster                                           | Chinesisch                       |                                                           |
| Faith Church of God                                          |                            | Morden, Wembley, East Ham, North Harrow               | Tamil                            | Website                                                   |
| French Protestant Church of London                           |                            | Soho                                                  | Französisch                      |                                                           |
| Grace Church                                                 |                            | Mitcham                                               | Tamil                            | Website (Memento vom 9. Februar 2005 im Internet Archive) |
| Grace Evangelical Church                                     |                            | Crouch End                                            | Tamil                            | Website                                                   |
| Japanese ECC Japanese Church                                 | konfessionslos             | Ealing                                                | Japanisch                        | Website                                                   |
| Japanese Anglican Church                                     | Anglikanisch               | Ealing                                                | Japanisch                        | Website                                                   |
| Japanese Reformed Church                                     | Anglikanisch, Lutherisch   | St Botolph’s Aldersgate, City of London               | Japanisch                        |                                                           |
| London Chinese Alliance Church                               |                            | Harrow                                                | Chinesisch                       |                                                           |
| London Chinese Fellowship                                    |                            | Elephant and Castle                                   | Chinesisch                       |                                                           |
| London Chinese Lutheran Church                               | Lutherisch                 | Fitzrovia                                             | Chinesisch                       |                                                           |
| London Chinese Scholar Christian Fellowship                  |                            | Kings Cross                                           | Chinesisch                       |                                                           |
| London Spanish Speaking Charasmic Baptist Church             | Baptisten                  | West Norwood                                          | Spanisch                         |                                                           |
| Rhenish Church                                               |                            | Covent Garden                                         | Chinesisch                       |                                                           |
| Russian Speaking Adventist Church                            |                            | Furzedown                                             | Russisch                         | Website                                                   |
| South London Alliance Church                                 |                            | Colliers Wood                                         | Chinesisch                       |                                                           |
| St Anne’s Lutheran Church                                    | Lutherisch                 | City of London                                        | Swahili                          | Website                                                   |
| St Benet’s Metropolitan Welsh Church                         | Anglikanisch               | City of London (London EC4)                           | Walisisch                        | Website                                                   |
| St David’s Welsh Church                                      | Anglikanisch               | Paddington Green                                      | Walisisch                        |                                                           |
| St Martin-in-the-Fields (Anglican Chinese Congregation)      | Anglikanisch               | Trafalgar Square                                      | Mandarin, Kantonesisch           | Website                                                   |
| St Peter’s Italian Church                                    | Römisch-katholische Kirche | Clerkenwell                                           | Italienisch                      |                                                           |
| Swiss Church in London                                       |                            | Covent Garden                                         | Französisch, Deutsch             | Website                                                   |
| Tamil Church of God                                          |                            | Palmers Green                                         | Tamil                            |                                                           |
| Welsh Church of Central London                               | Baptisten                  | Westminster (Eastcastle Street)                       | Walisisch                        | Website                                                   |